# MAZDA Zoom-Zoom スタジアム広島
MAZDA Zoom-Zoom スタジアム広島（マツダ ズーム・ズーム スタジアムひろしま）は、広島県広島市南区南蟹屋にある野球場。日本野球機構（NPB）・セントラル・リーグ（セ・リーグ）の広島東洋カープが専用球場（本拠地）として使用している。正式名称は、広島市民球場。
広島市が所有し、株式会社広島東洋カープが指定管理者として運営管理を行っている（詳細は後述）。広島市の条例（広島市民球場条例、平成20年3月28日条例第7号。以下「条例」）およびNPBに登録されている正式名称は広島市民球場（ひろしましみんきゅうじょう）であるが、開場時の2009年4月からマツダが命名権を取得しており、「MAZDA Zoom-Zoom スタジアム広島」（略称「マツダスタジアム」）の呼称を用いている（詳細は後述）。

## 概要
老朽化した初代の広島市民球場（2009年4月から2010年8月末までは「旧広島市民球場」、広島市中区基町）に代わる施設として、広島市が主体となって、広島市が取得していた旧・東広島貨物駅のヤード跡地に建設された野球場で、2009年春に竣工し、同年から広島東洋カープの専用球場として活用されている。建設に当たっては、従来の日本の野球場にはなかった様々な新機軸が取り入れられ、後に建設・改修される野球場に様々な影響を及ぼしている（後述）。また、当球場においても、開場後は球場周辺に様々な商業施設等が建設され、賑わいを見せている。
なお、初代が本利用されていた2009年3月31日までは広島市条例などにおける暫定的な名称を「新広島市民球場」（しんひろしましみんきゅうじょう）としていた。

広島県および広島市など中国地方の自治体や出先機関、および『中国新聞』などの地元マスメディアなどでは、面積や体積を換算する慣用単位として「マツダスタジアム○個分」などの表現を用いる場合がある。

## 建設までの経緯

### ドーム球場構想、オープン球場建設計画の挫折
広島東洋カープは1980年代から球団職員をメジャーリーグのスタジアムから国内の地方球場に至るまでくまなく派遣、施設の視察を行わせるなど、広島市民球場（当時）に代わる新球場の研究を精力的に重ねてきた。
1990年代に入ると、広島市の平岡敬市長（当時）が「若者に魅力ある街づくり」との観点から、国鉄清算事業団が売却の方針を示していた広島市南区東駅町の東広島貨物駅（貨物ヤード）移転跡地にドーム球場建設を検討する考えを表明する。その後、地元経済界を中心に相次いでドーム球場プランが提言されたことを背景に広島市の跡地検討調査委員会は1997年（平成9年）9月、「貨物ヤード跡地の利用目的はドーム球場建設」との結論に達し、1998年（平成10年）3月、広島市はこの土地を広島市土地開発公社に先行取得させた。
その頃には広島市の財政事情悪化でドーム球場建設についての議論は下火になっていたものの、2000年代に入ると市民球場は開場から約半世紀が経過、耐用限度8,000時間とされた放電管式アストロビジョンの使用時間は1万時間をオーバーした上、ビジョンを構成する放電管が製造中止となったため、その交換もままならず、ドット落ちが発生するようになっていた。さらに外野フェンスの一部に穴が開くようになり、プラスチック座席は3連戦で3、40席は壊れるなど老朽化がより一層深刻になった。
また、三塁側ビジターチームのロッカールームは冷房設備すらなく、ヤクルトスワローズの選手会が大型扇風機を購入して無償で提供するような状態であり、あふれた選手は通路で着替えなければならないこと等、設備面に対しても不満の声が漏れ始めた。こうしたビジターチームの不満は広島球団に向けられ、選手自ら頭を下げることもしばしばであった。
こうした事情に加えて、ヤード跡地の金利負担軽減特例措置が切れる2003年が迫ってきたこともあり、2000年（平成12年）以降、再びドーム球場建設の可能性が検討されるようになった。だがドーム球場は高い建設費・維持費に見合う収益が期待できない上、広島球団も「人工芝は選手にとって体への負担が大きく、アメリカでは時代遅れとなった」ことなどを指摘したため、2001年（平成13年）3月、広島市はそれまでの方針を転換し、ドーム球場案に代わる「天然芝オープン球場を中核にした複合施設案」を有力候補とした。これを受けて広島球団はオープン球場の事業化を検討開始。その後、2002年（平成14年）に行われたコンペにおいては、広島球団とアメリカの不動産投資信託大手のサイモン・プロパティ・グループ、および電通、鹿島建設などによる共同企業体「チーム・エンティアム」が提案したPFI方式による再開発計画が選ばれた。
一方で、地元経済界などからは天候に左右されない広域集客のためあくまでドーム球場建設を求める意見が出されたが、2002年7月、広島市の秋葉忠利市長はこの「複合施設型オープン球場案」を推進し、2004年度に事業着手することを正式表明した。しかし、計画を進める途中の2003年（平成15年）9月、サイモン・プロパティ・グループが日本における進出方針を「東京を中心とした三大都市圏重視」に変更、同年11月には広島への進出断念を最終通告する。共同企業体の中核企業が撤退したことを受け、同年12月1日、計画は全面的に白紙化、頓挫した。

### 現球場改築か、新設球場か
その後、大阪近鉄バファローズとオリックス・ブルーウェーブの合併問題を契機とした球界再編問題が起こった際に、広島球団生き残りに危機感を覚えた地元経済界・市民を中心に市民球場の改築、または貨物ヤード跡地への新球場建設を求める声が高まり、2004年11月、官民で組織する「新球場建設促進会議」が設置された。これと並行して、中国新聞、中国放送などの地元マスメディアは「たる募金」と題して建設資金捻出のための市民募金運動を実施し、最終的に約1億2000万円の募金を集めた。
促進会議で検討を進めていく過程で、「観客席最後部に位置し、フィールドを望めた上で、球場を周回可能な幅8m - 12mのコンコース設置」、「大リーグ球場並みのゆったりとした間隔・レイアウトの観客席」、「緩やかな勾配の1階席と、高さが抑えられ観戦しやすい2階席の設置」、「球場関係諸室面積25,000 m2（市民球場（当時）は約12,500 m2）の確保」等の広島球団の要望を満たすため、「新球場は市民球場より遙かに大きい建築物となる」ことが明らかとなった。

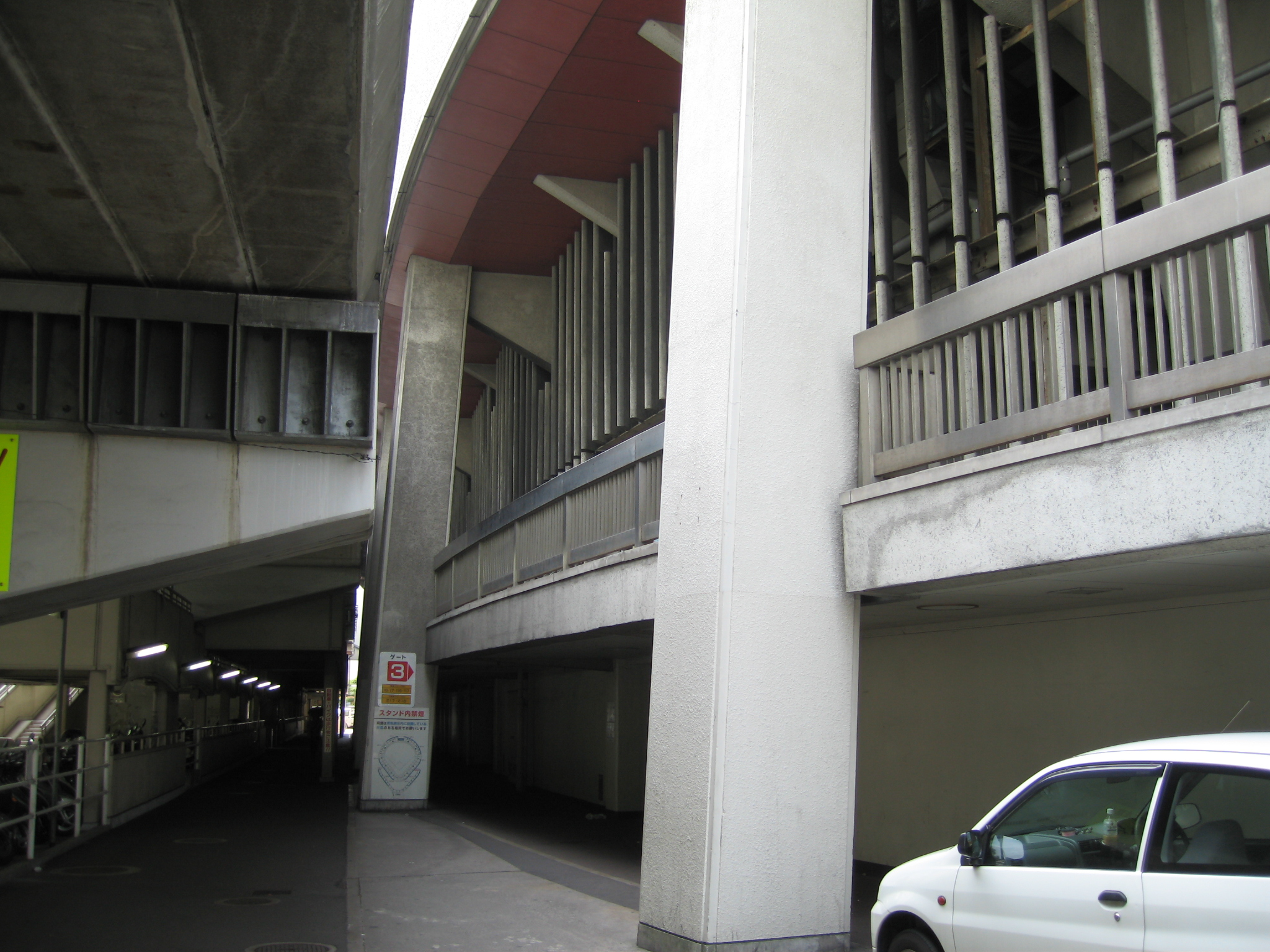
旧市民球場（右側）に近接する広島バスセンターのバス出入口道路（左側）。

そのため現位置で改築を行う場合、まず近接している建物との干渉が問題になる。そのために生じる近接建物の移転問題に加えて、ホームゲームを進めながらの改築となれば、選手・観客への安全面での充分な配慮が必要となることから、建設費用増加や工期長期化が予想された。
一方、貨物ヤード跡地に移転した場合、用地面での制約は少なく、さらに球場を中心とした広島駅周辺の大規模な再開発が可能になる一方で、公共交通機関や周辺道路が現位置ほどには整備されておらず、市民球場に慣れ親しんだ観客にとって交通利便性は悪化する。さらに、旧市民球場周辺の商店からは、街と一体化している球場が移転すると顧客の流れが大きく変わる恐れがあることへの懸念が示され、他にも事業主体をどうするか、何より資金調達の問題などを含めて、両者のメリット・デメリットはさまざまであった。
2005年3月、新球場建設促進会議は「建設場所は、現在地でプロ野球を開催しながら建替える案を基本とし検討を深める。現在地での建替えが資金面や工期等の問題で実現困難な場合は、ヤード跡地への新設を検討する」との広島市への最終提言を取りまとめた。

### 新球場建設へさらなる混沌
2005年（平成17年）7月に入り、広島市の秋葉市長が現在地での建設困難を理由に貨物ヤード跡地に建設する方針を示す。一部ファンの反発もあったが、地元経済界はその方針を追認、広島球団もかねてより建設地には拘らない姿勢であり、新球場の方向性が固まった。それを受けて2009年（平成21年）に新球場でのオールスターゲームの開催が内定した。
しかし2006年（平成18年）3月に実施された新球場の設計・施工コンペでは、防衛施設庁談合事件に絡んだ多数のゼネコンが参加できない事態となり、唯一参加資格を得たグループの案も広島球団に「（この設計案では）50年に渡り興行を行う自信がない」と酷評されるほど見解の相違が大きく、また広島市民やファンの間でも結果として一グループだけのコンペになったことへの不満・反発が強く、不採用となった。2006年（平成18年）4月には建設予定地の土壌から基準値を超える砒素が検出され、プレーする選手や観客の安全性を問題視する報道がなされた。
また、広島市が再コンペ時に球場本体の建設予算を90億円（周辺開発に関する建設費並びに収益を含まず）に設定したことは、100億円以上の建設費を費やした他球場の例を、一部マスメディアによってしばしば引き合いに出される結果となり、市民やファンの間に、「カープの本拠地となるのに、貧弱な設備しか持たない球場になるのでは?」という憶測が流れた。2006年6月には、先の設計・施工コンペに参加したものの選考前に辞退したアラップスポーツグループが広島市の方針に異を唱える記者会見を行い、建設費用を190億円に設定した独自の球場プランを公開する事態まで発生した。
このように、新球場を巡る混沌とした状況に加えて市民球場の跡地利用策が遅々として進展しなかったため、広島市民やファンからは「広島市は本当に新球場を作る気があるのか」「（オールスターゲームが行われる）2009年に新球場は間に合うのか」といった厳しい意見も出始めていた。

### 建設着手、2009年開場へ
上記のような厳しい見方があった中、2006年8月になって駅東町地区インフラ整備として（新球場予定地も含めた）排水路工事が始まったほか、同年9月には設計を対象としたコンペが新たに実施され、最優秀案として東京辰巳国際水泳場や兵庫県立但馬ドームなどを設計した、建築家の仙田満が率いている環境デザイン研究所（東京都港区）の作品が選ばれた。
広島市は2006年10月26日、この最優秀案を元にした基本・実施設計契約を環境デザイン研究所と締結、同社はファンや選手から寄せられた意見を採り入れつつ、2007年2月に基本設計、同年7月には実施設計を取りまとめた。
また、2007年5月に発表された事業計画によれば、新球場の本体建設費（90億円）及び土地取得費（54.75億円）を合わせた整備費144.75億円の内、11.54億円については前述の「たる募金」等寄付金（1.26億円）や国土交通省のまちづくり交付金（7.08億円）、下水道国庫補助金等（3.2億円。土地取得費に充当）にて賄うこととされた。残り133.21億円を全て使用料収入で補うこととすると年間使用料は維持費2.3億円を含め8.85億円となるが、実際の年間使用料を6.57億円とし、維持費を除いた年間4.27億円を用地取得費の残額（51.55億円）と建設費の一部（35.66億円）に充当する計画である。

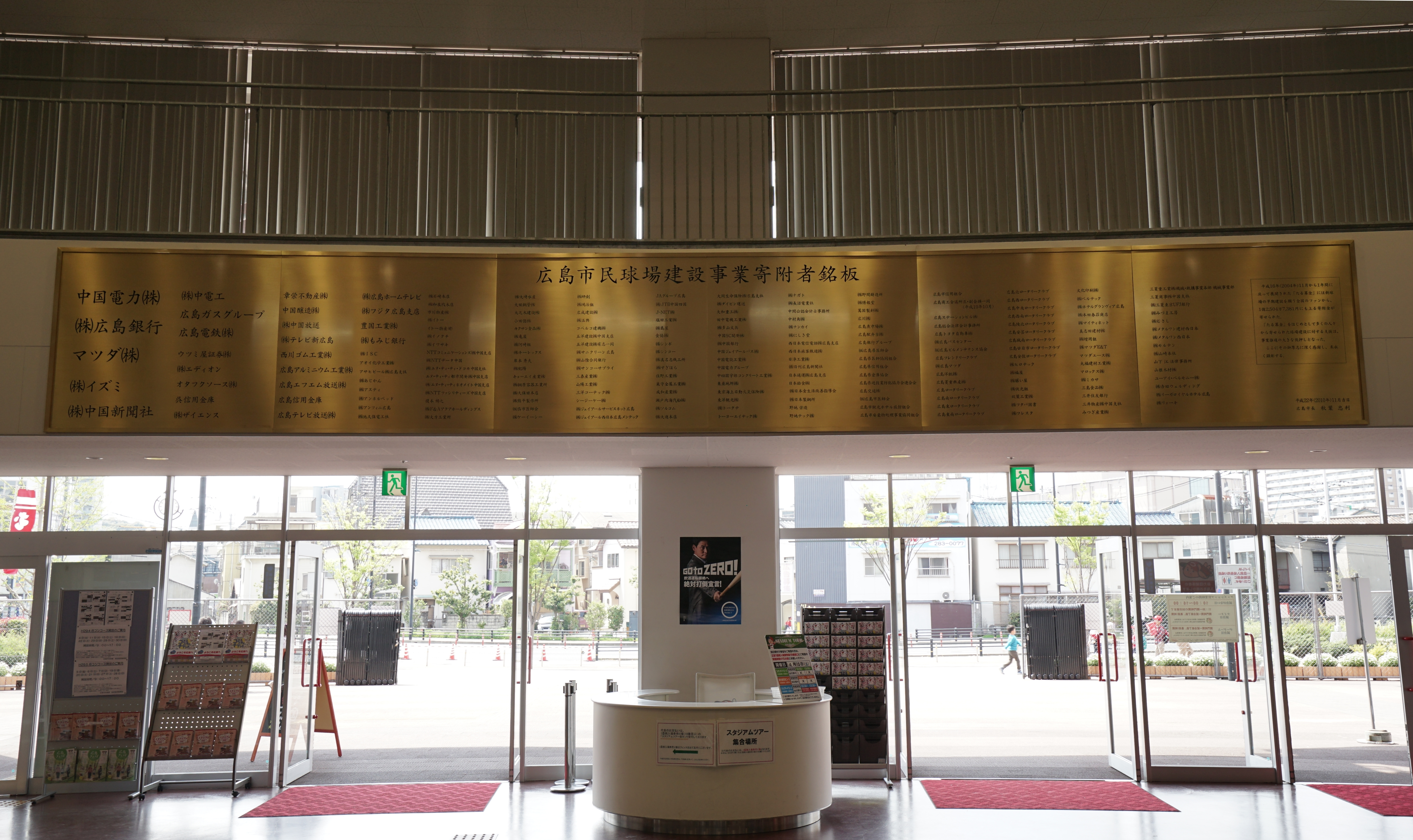
球場入口にある建設事業寄付者銘板。寄付金提供した地元企業や樽募金活動を顕彰したもの

広島球団は球場使用料として現市民球場に年間5億6000万円を支払っているが、これが新球場では1900万円増額された5億7900万円となる（この負担増については「より快適な環境を提供するため」とされ、広島球団からも異議は出ていない）。残る7800万円の年間使用料の負担については、従来のアマチュア・マスメディアからの使用料徴収とされている。
こうした要因を加えると残る実質負担額は46億円となり、2007年6月4日、広島市・広島県・地元経済界の3者で、広島市が23億、広島県と地元経済界が11億5000万円（うちマツダ、中国電力、広島銀行の3社で半額程度）ずつを負担することで合意した。これらの財源として、広島県・広島市は負担分のうち20億円分を充当するため、両者が共同でミニ公募債「新広島市民球場債」を発行、購入希望者を募集したところ、締め切りとなる2008年10月15日までに個人と法人合わせて1万2272件、予定額の3倍以上に上る66億2220万円の応募があったため、急遽同年10月17日に購入者を決める抽選会が行われた。また、地元経済界の負担分とされた11億5000万円については、広島商工会議所等が中心となって各企業から寄付を募った結果、期限の2008年3月末までに目標額を大幅に上回る16億円超が集まった。この目標を超えた部分の金額の使途については、経済界と広島市との間で寄付の趣旨等を踏まえた上で協議が行われ、その結果、新たに球場北側を走るJR車窓に向けて、得点・イニング数等を表示する電光掲示板が設置された。

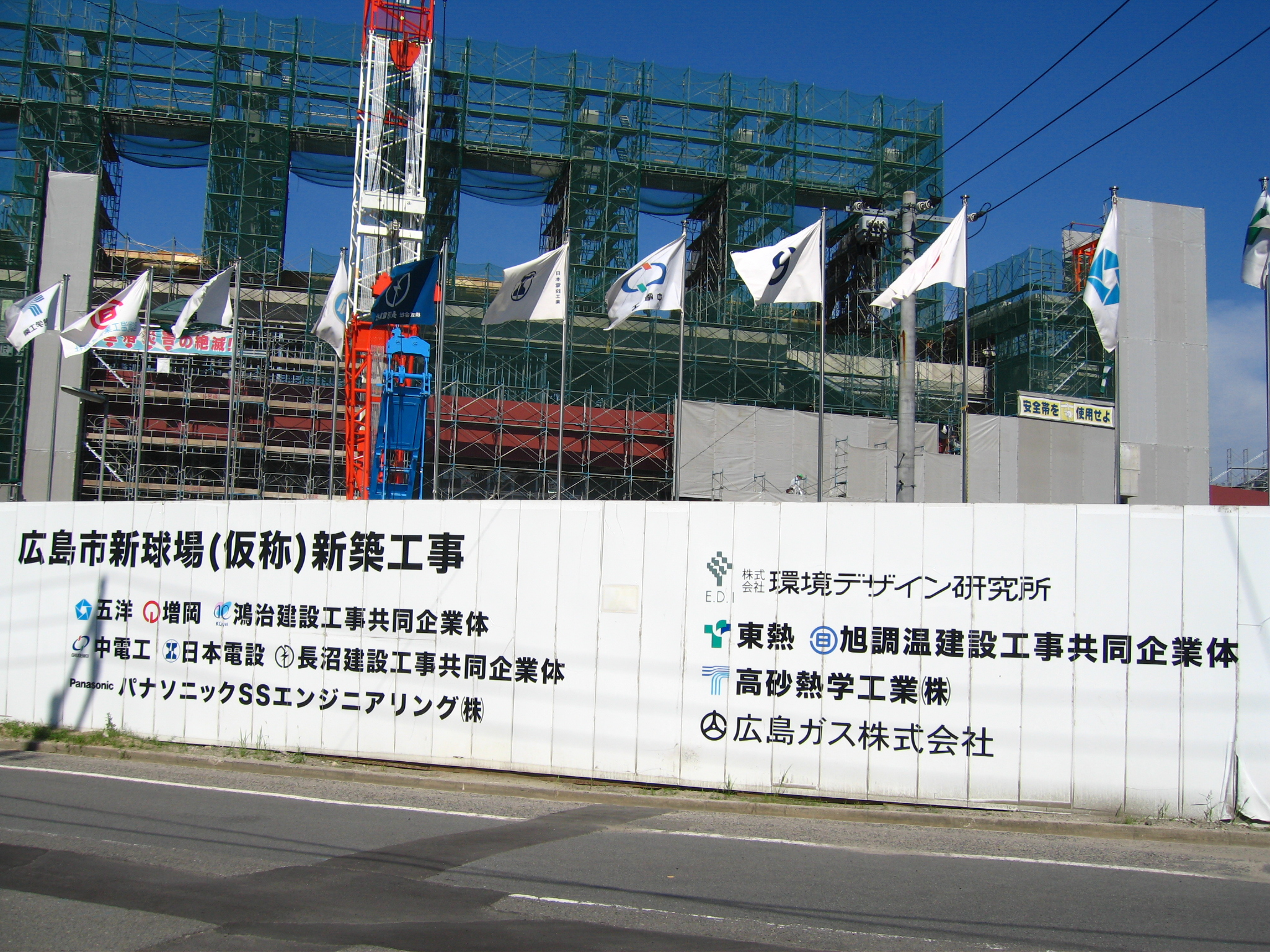
新球場建設に携わった企業

新球場設計案、建設費用の負担が正式決定したことを受け、本体建築工事については2007年8月30日に一般競争入札を実施。唯一応札した五洋建設と増岡組、鴻治組の広島にゆかりのある三社による共同企業体（JV）が予定価格の99.99%で落札。電気設備工事を落札した中電工、日本電設工業、長沼電業社のJVと共に、2007年9月28日の市議会の工事請負契約の議決を受け、同年11月26日から建設工事が進められた。
上記の入札の後には、空調設備、衛生設備、スコアボード（大型映像装置・サブスコアボードを含む）等の工事についても入札が行われており、その結果、トータルの落札額が予定価格より2億9000万円安くなったため、この「差額分」は、完成後に追加予定だった設備（エレベーターなど）の前倒し発注や観客席のグレードアップに充てられた。
建設工事は順調に進み2009年3月28日に完成式が執り行われ、入場券や球団グッズの販売は2009年4月3日から始まった。4月10日の対中日ドラゴンズ戦が公式戦初開催となったが試合は3対11と中日が大勝し、奇しくも旧市民球場の初ゲーム（1957年・対阪神戦・1対15）と同様にカープ敗戦でのこけら落しであった。また同年7月25日には、オールスターゲーム第2戦が開催された（広島では14年ぶりの開催）。アマチュア野球の大会では、同年7月から全国高等学校野球選手権広島大会の開幕式、開幕試合、決勝戦等に使用されている。

## 設計面での特徴
前項のような経緯を経て出来上がった本球場の特徴として、以下の点が挙げられる。
1. 広島の新しい観光資源としてPR：公認野球規則に倣い、本塁から投手板を経て二塁に向かう線を東北東向きとした上で[注 12]、球場を北側のJR側へ大きく開く形態とした。これによって平行する山陽新幹線などJR車窓から試合の様子が窺えるようになった上 （参照動画：山陽新幹線客席から見た満員のスタジアム）、内外野の天然芝保護に必要な風通し・通気性も確保されている。
2. 左右非対称を基本とした構造：フィールドのサイズは、左翼101m（計画当初は103m）・中堅122m・右翼100m。公認野球規則の規定1・04付記（a）（両翼約99.06m以上、中堅約122m以上）を満たしているが、こうした左右非対称のフィールドはメジャーリーグでは一般的であるものの、従来の日本ではあまり見られないものである。外野スタンドも人気のあるホームチーム側（ライト側）の席を多くした左右非対称形であり、特にレフト外野席のデザインはフェンウェイ・パークやオラクル・パークを彷彿させる特徴有るスタンドとなっている（此処にボールが飛んで来ると場外に消えるシーンが多く見られる）。これは前述したように、球場敷地傍を山陽本線、山陽新幹線が通過するという設計上の制約を逆手に取り、JR乗客をも球場の観客と見立て、車窓から球場内を窺える構造にしたことによる。
3. ファウルグラウンドの縮小：公認野球規則の制限内[注 13]で可能な限り縮小したことにより、観客は選手のプレーをより身近に見ることができるようになった。広島球団の松田オーナーは「選手との近さは大切な要素だ。二軍ホームグラウンドの建設当時、ファウルグラウンドを広く取るのがいいと考えたが、プレーの臨場感や迫力を考えればミスジャッジだった」と語っており[26]、その反省点が活かされている。そのため、ファウルラインに近い場所に落ちて跳ねた打球がそのままフィールドシートに飛び込んでエンタイトルツーベースとなることも時々発生している。
4. フィールド側へせり出した2階スタンド：従来の球場において、フィールドまでの距離が遠く臨場感が薄れてしまう例が多い2階内野スタンドも、本球場ではその先端部分を約10m程度跳出させ、よりフィールドに近い「スカイシート」が設けられるなど、ゲームの熱気を体験できるようになっている。
5. 緩やかな勾配のスタンド：従来の日本の野球場は、立地上の制約や野球以外の多目的な使用方法が考慮された結果、内野スタンドの勾配を1階席部分15.0〜25.0度、2階席部分を35.0〜40.0度に設定していた。野球専用施設として設計された本球場では、スタンドの勾配が1階席8.9〜18.6度、2階席29.5度と、国内の一般的な球場に比べて5〜10度勾配が緩やかになっており、これはメジャーリーグのボールパークとほぼ同じ数値である。このため観客席からコンコースへのアクセスも容易である。
6. 多様な観戦シート：鳴り物装備の私設応援団や熱烈なファン向けの「パフォーマンスシート」や「砂かぶり席」の他、「ボックスフロア」「パーティフロア」「ブルペンレストラン」「のぞきチューブ」、さらにはAT&Tパークで見られるような「ただ見エリア」などが用意され、多くの人に様々なスタイルで観戦を楽しんでもらえるよう配慮されている（詳細は後述）。
7. ゆったりとしたスペースの観客席：内外野スタンドの全席に、メジャーリーグクラスの横幅50cm・奥行85cmのスペースが用意されている。さらに内野スタンド外野寄りの席はピッチャーマウンド方向に向けて設置され、投手と打者とのマウンド間の勝負が基本になる野球の観戦に最適になるよう配慮されている。
8. 幅が広く段差のないコンコース：内野部分12m・外野部分8mの幅を持つコンコースは1階観客席の最後部に配置される。ここには多数の売店・トイレが用意されており、どの位置からでもフィールド上の選手のプレーを眺めることができる（スコアボード裏部分は一時的にフィールドが見えなくなるため、プレーを確認できるテレビモニターが設置されている）。このため試合途中で観戦を中断させられることがなく、さらにこのコンコースを利用して球場を周回することも可能である。このコンコースは球場完成以後も拡張工事が行われており、2011年のシーズンオフにライトスタンド側、2013年のシーズンオフにレフトスタンド側が増築されたのに続いて、2015年秋から2016年にかけては、バックスクリーン裏手から大州雨水貯留池関連建物付近に至るまで増築された。
9. ユニバーサルデザインの導入：車椅子利用者のためのスペースがコンコース上に142席用意される他、利用者はエレベーター（球場開場時は5基、2014年より1基増設され6基）を使えば球場内のあらゆる場所へアクセス可能である。コンコース上にはさらに、オストメイト対応型多目的トイレ、授乳室など用意されているほか、内外野スタンドの観客席には、難聴者向けに音声を電気信号に変えて床下に備えた装置から直接補聴器に届ける設備が1,000席分用意されている。こうした取組は高く評価され、国土交通省の『バリアフリー化推進功労者大臣表彰』を、国内のスポーツ施設として初受賞した[27]。
10. 内外野天然芝：本球場で育成される天然芝は、見た目の美しさやクッション性が考慮された結果、洋芝のティフトン419（夏芝）とペレニアル・ライグラス（冬芝）の2期作（オーバーシード）としている。この天然芝を効率的に育成・維持するため、国内プロ野球球団の専用球場としては唯一、フィールドにポップアップ式の自動散水装置（59基）を備える。コンピューターにより制御されたこの設備は、決まった時間に適量の水を、天然芝が最も吸収しやすい霧状にして撒く仕組みになっている。さらに球場敷地内（一塁側内野スタンド傍）には、シーズン中に痛んだ天然芝のフィールドを整備するため、補修用の芝が養生されているが、2012年からは、より大規模な補修に対応するため、広島市内にある旧一軍選手寮（三省寮）跡地でも養生を行っている。2016年からは天然芝の美しさをより引き立てるため、内野土を従来の黒土、砂、アンツーカーとの混合土から、水捌けが良いことに加えて赤味を帯びた色彩を持つアンツーカー土に切り替えている。

このように新球場は、様々な“観客視点に立った試み”がなされているのが大きな特徴である。

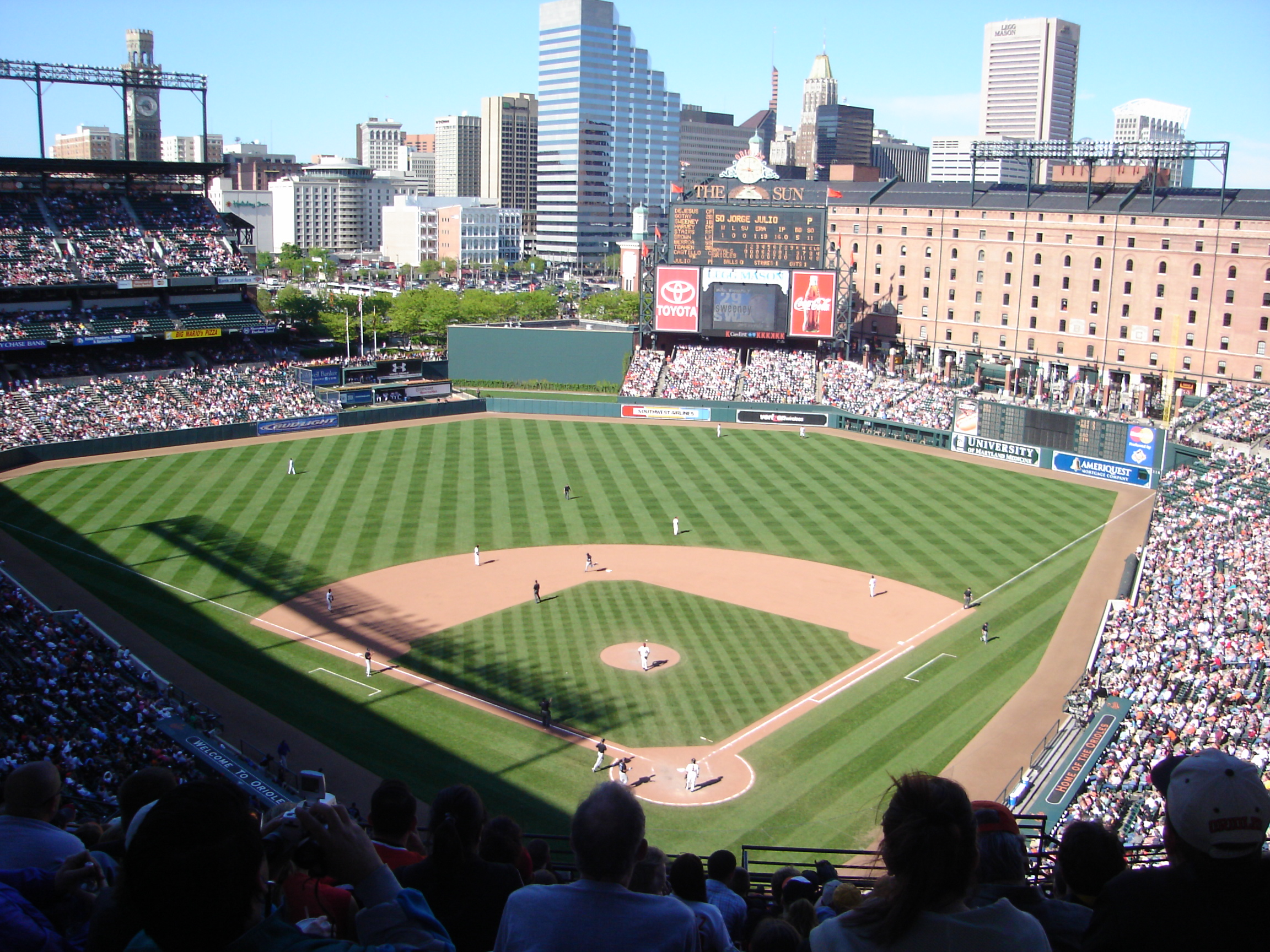
新球場の設計コンセプトに影響を与えたオリオール・パーク・アット・カムデン・ヤーズ。

これは90年代以降、メジャーリーグで主流となったオリオール・パーク・アット・カムデン・ヤーズに代表される「新古典派（ネオ・クラシカル様式）」の考え方を、広島球団が本球場に取り入れるよう要望したためである。建設予算等で制約はあったものの、オラクル・パークの設計を参考に、構造物内の配管はむき出しのままにしつつも客席スペースは広くとる等、ここでもメジャーリーグ流の機能的、かつコスト配分のメリハリをつける設計思想が採用され、さらに建設時においては2階スタンドにプレキャスト工法を導入する等、さまざまな工夫により建設費用抑制、工期短縮を実現した。
また当初の球場本体建設費90億円とは別に、広島球団はプロ野球興行に必要とされる設備（プロ専用のロッカールーム、スポーツバー、球場建物内の球団事務所、等）の建設費として22億円を追加負担、最終的には建設費として110億円余りが注ぎ込まれた結果、規模・設備面において、国内のオープン球場としては屈指のものとなった。
雑誌「日経アーキテクチュア」の記事では、マツダスタジアムのハード面の特徴として、途切れずにつながる、幅8〜12mのループ状コンコースを設けたこと。客席のバリエーションを増やし、グループ席やパーティー席など団体用の空間を随所に設けたことの2点を挙げた。設計は、環境デザイン研究所が手がけた。研究所会長の仙田満が「遊環構造」と呼ぶ、複数の道と広場を組み合わせた建築コンセプトを取り入れている。仙田は、じっと座って試合を観戦するのが苦手で、アメリカのスタジアムでも、ゾーニングを無視して歩き回っていると注意される場合がある。「階級社会の表れだと思った。自由に回遊できる場所をつくりたいという思いが強くあった」と説明した。

## 観客動員数
国内の球場としては初となる数々の試みは従来の野球ファンのみならず、これまで古い市民球場での観戦をためらっていた人々をも受け入れることになった。三世代から幅広い支持を集めたことにより、広島球団の2009年（開場初年度）観客動員数は当初目標の150万人を大幅に上回る過去最多（当時）の187万人に達した。さらに同年の年間売上高も過去最高だった2008年のそれを46億円上回る117億円となり、初めて100億円の大台を突破した。また中国電力系のシンクタンク「エネルギア総合研究所」の発表によれば、2009年シーズンにおける広島球団の活動による経済波及効果は約185億円に達し、旧市民球場時代を遥かに超えるものとなった。
観客動員数は2009年以降も150万人を割ることなく推移している。開場から6年目になる2014年は、好調なチーム成績にも支えられた結果、過去最高だった2009年を上回る190万4781人を動員し、経済波及効果は217億円と試算されたが、翌2015年は黒田博樹、新井貴浩の復帰によりチーム人気がさらに高まり、9月27日の対阪神戦で球団史上初となる200万人の大台を突破、最終的には211万266人を動員し、経済波及効果は248億円に達した。
さらにカープが25年ぶりにセントラル・リーグ優勝を果たした2016年は球団史上最高の237万4376人を動員（クライマックスシリーズ125,095人、日本シリーズ91,950人を含む）。優勝が懸かるマジックナンバー2で迎えた9月8日の対中日戦ではスタジアム史上最多となる32,546名の観客を記録するなど、経済波及効果は340億円に達した。
広島球団が本球場により観客動員を大きく伸ばしたことは各界から注目を集め、2013年から2017年の5年間で、2020年東京オリンピック・パラリンピック組織委員会、プロ野球関係者、Jリーグ各クラブ、全国の官公庁などから延べ200団体以上、約2,900人が本球場の視察に訪れた。2017年5月に改修工事が完了したはるか夢球場は、広島球団の松田オーナーからアドバイスを受けた結果、球場の形状を左右非対称とし、左翼後方を列車が通過する景観を生かした設計となっている。また球場新設の動きが相次ぐ韓国プロ野球からも7球団が視察に訪れ、結果、2014年に開場した光州起亜チャンピオンズフィールドに大型コンコースが採用される等、その設計に大きな影響を与えた。

## 球場建設の過程
1995年、JR貨物の東広島駅は旧広島操車場跡地（広島駅の東側で山陽本線上下線間に挟まれて紡錘形に広がる用地）に移転し、広島貨物ターミナル駅として開業した。東広島駅の跡地は線路が撤去され、以後10年以上にわたり広大な空き地が広がっていたが（画像A）、2006年10月の球場設計案決定以降は順次整備が進められた。
まず前段階として、2006年12月に新球場のグラウンドとなる場所に地下貯溜池を建設する工事がスタートした。この地下貯留地は大雨降雨時に広島駅周辺地域の浸水を防ぐためのものであるが、新球場では貯められた水の一部をグラウンドの散水、トイレの洗浄等に利用している。2007年10月に完成した（画像B）。
翌11月下旬には球場本体の工事がスタートした。2008年3月まで基礎工事を行い（画像C）、4月に内野スタンド1階部分の筐体工事がスタートした（画像D）。5月下旬、内野スタンド1階の筐体工事もほぼ完成、グラウンド整備が開始された（画像E）。6月下旬、ティフトン芝の植え込み作業が行われ、7月中旬には緑に包まれつつあるグラウンドが現れた。同じく6月には外野スタンドの筐体工事もスタート（画像F）。7月からは国内最大級となる650トンクラスの大型クレーンを活用して、全国各地の工場で造られたプレキャストコンクリート（PC）柱の据え付けによる2階スタンドの建設が進められた（画像G・J）。また、スコアボード、照明塔の建設も平行して進められ（画像H・I）、12月には球場本体がほぼ姿を現した（画像K）。2009年2月からは照明塔の点灯テストが始まり、所定の性能を満たしているか、また球場整備時における状態などの確認が行われ（画像M）、同時に球場敷地内では植栽工事が進められた。
2009年3月16日に工事は終了し、その後は同月の18日から19日にかけてMAZDA Zoom-Zoom スタジアム広島の正面看板が据え付けられるなど（画像N）、球場内の広告・看板の設置作業が行われた。
2009年3月28日には球場完成式が執り行われ、4月2日には招待者向けの見学会、続く4日には地元放送局中国放送により、事前応募から抽選で選ばれた2万人を招待してプレオープンイベントが行なわれた（画像O・P）。同年6月には、市民や経済界から集まった寄付金により、新たにJR乗客向けに試合経過を伝える得点掲示板が完成した（画像Q）。2013年のオフシーズンには車椅子利用者が増えたことに対応するため、3塁側内野スタンドにてエレベーターの増設工事が行われ2014年5月から稼働した（画像R）。
また球場本体についても、2012年はライトスタンド後方（画像S）、2014年はレフトスタンド後方（画像T）、さらに2016年にはスコアボード後方に（画像U）、それぞれイベント用ブースが新たに設けられる等、順次増築が行われている。
さらに新球場の周辺整備の一環として、球場とJR広島駅及びJR天神川駅を結ぶ歩道の整備が行われており（画像d）、これら歩道と新球場南側に伸びる大州通りを上空から眺めると、新球場を目玉に見立てた鯉のぼりの形が浮かび上がる仕掛けになっている。また周辺の交通渋滞解消のため、球場南の大州通りの車線増加工事（画像a）、球場西側に位置する荒神陸橋の拡幅工事（画像b）、球場と平和大通りとを結ぶ段原蟹屋線の道路整備（画像c）が進められ、これら工事も球場完成とほぼ同じく、2009年3月に完了した。

### 球場本体の建設画像

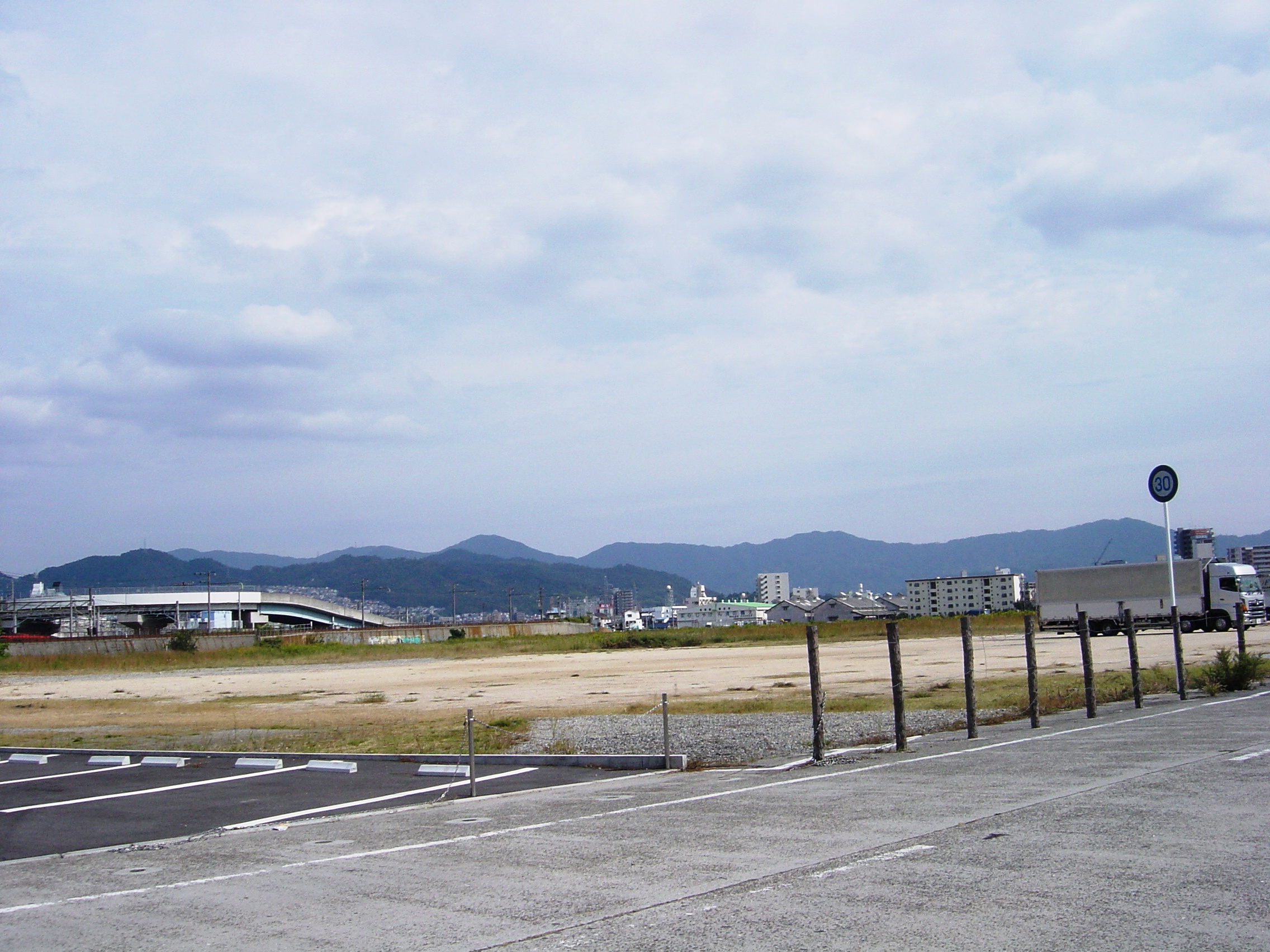
A.地下貯留池が作られる前。長らくこの様な空き地が広がっていた。（2005年10月10日 撮影）
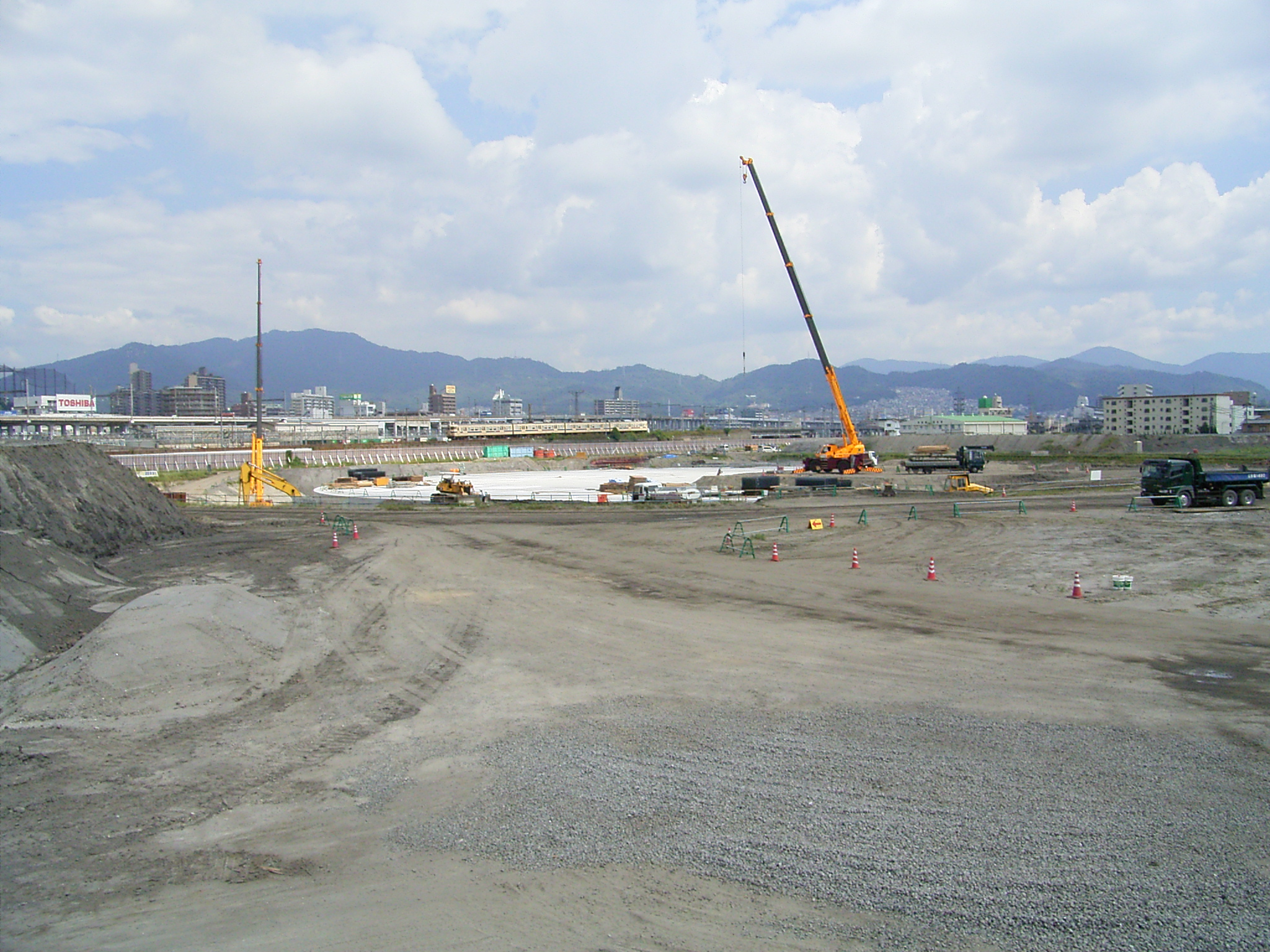
B.着工直前の貨物ヤード移転跡地の様子。地下貯留池がほぼ完成している。（2007年9月22日 撮影）
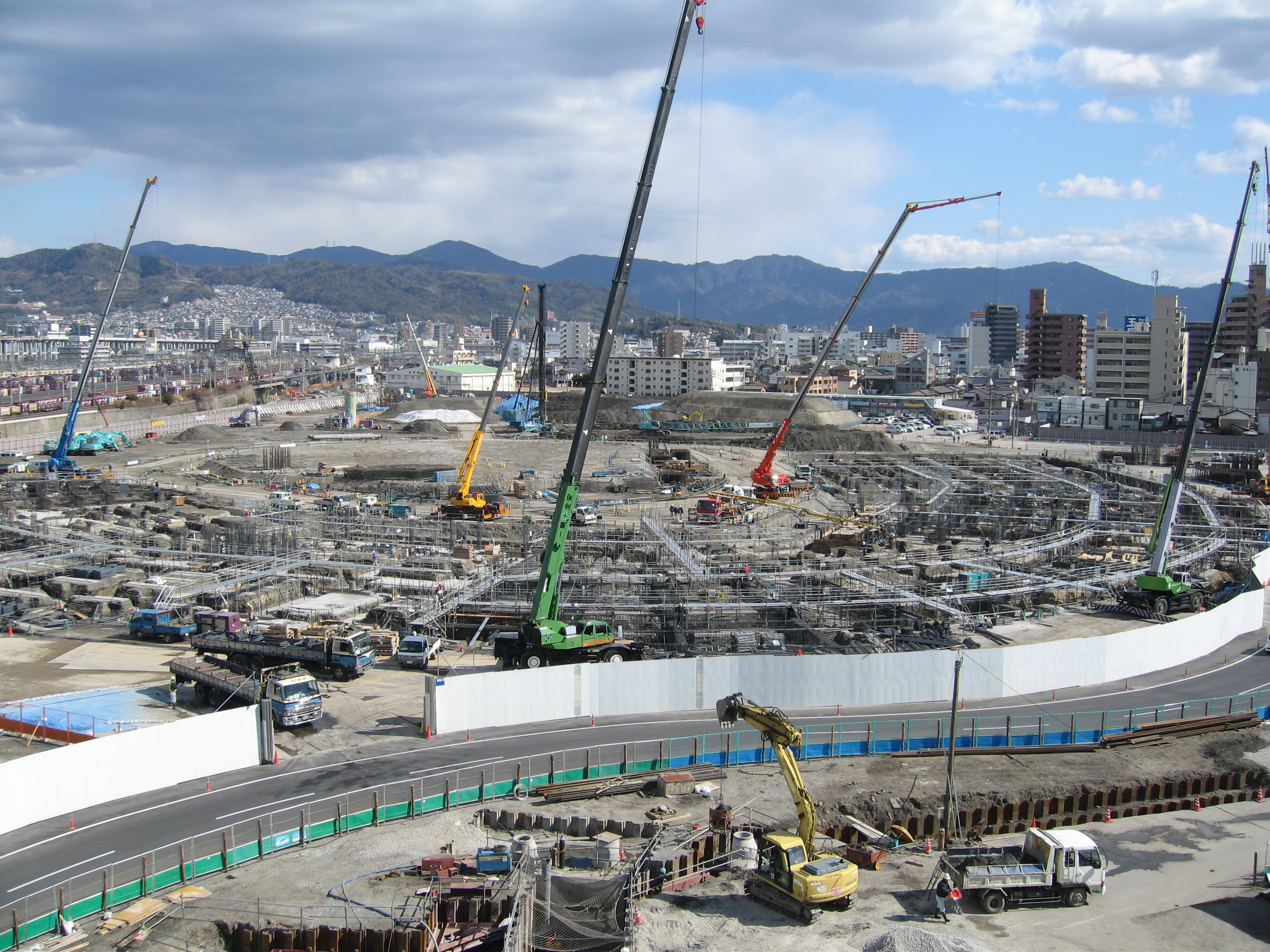
C.着工から約3ヶ月、球場本体の基礎工事中。（2008年2月16日 撮影）
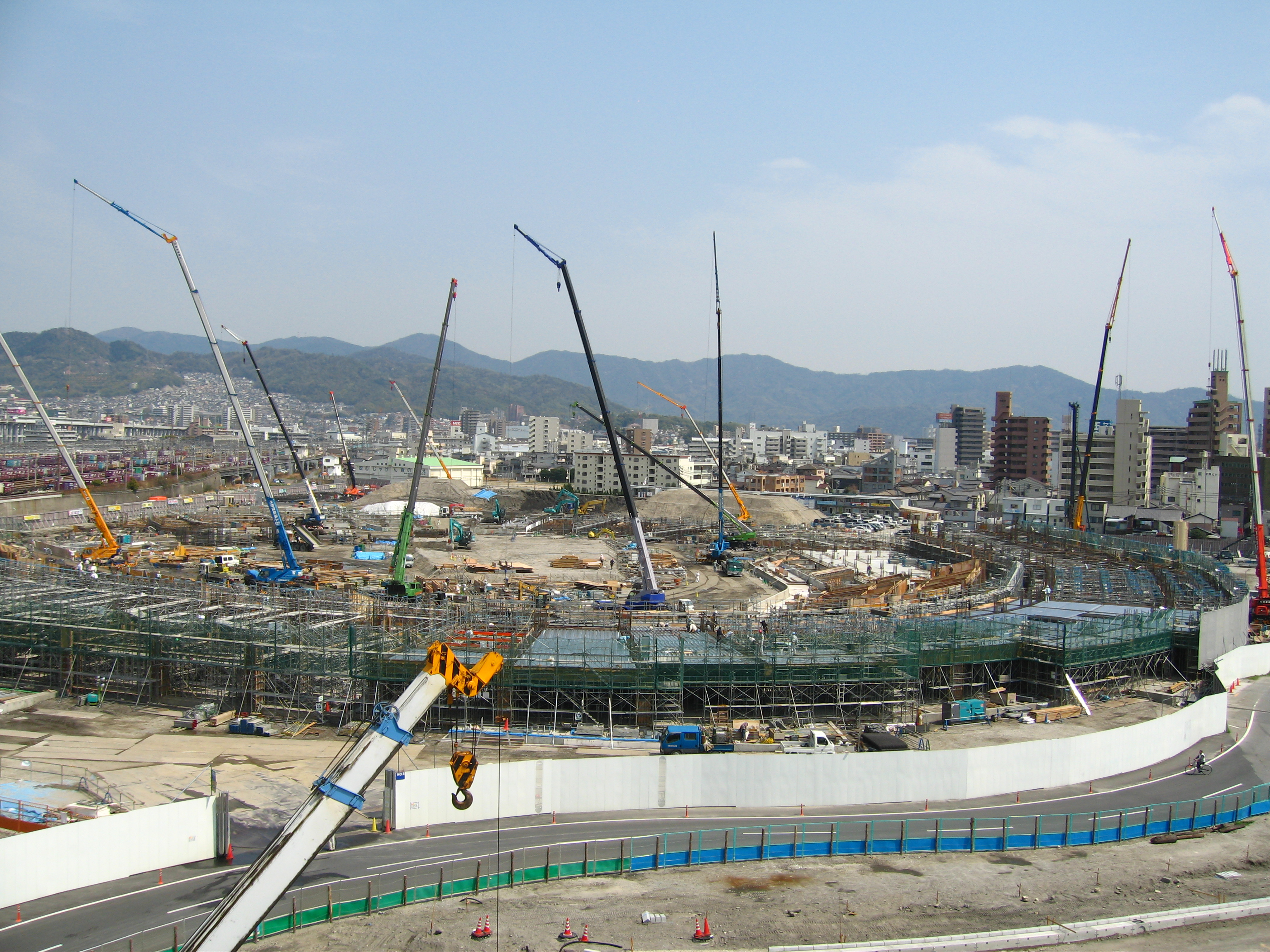
D.基礎工事が終わり、内野スタンド建設が本格化。（2008年4月12日 撮影）
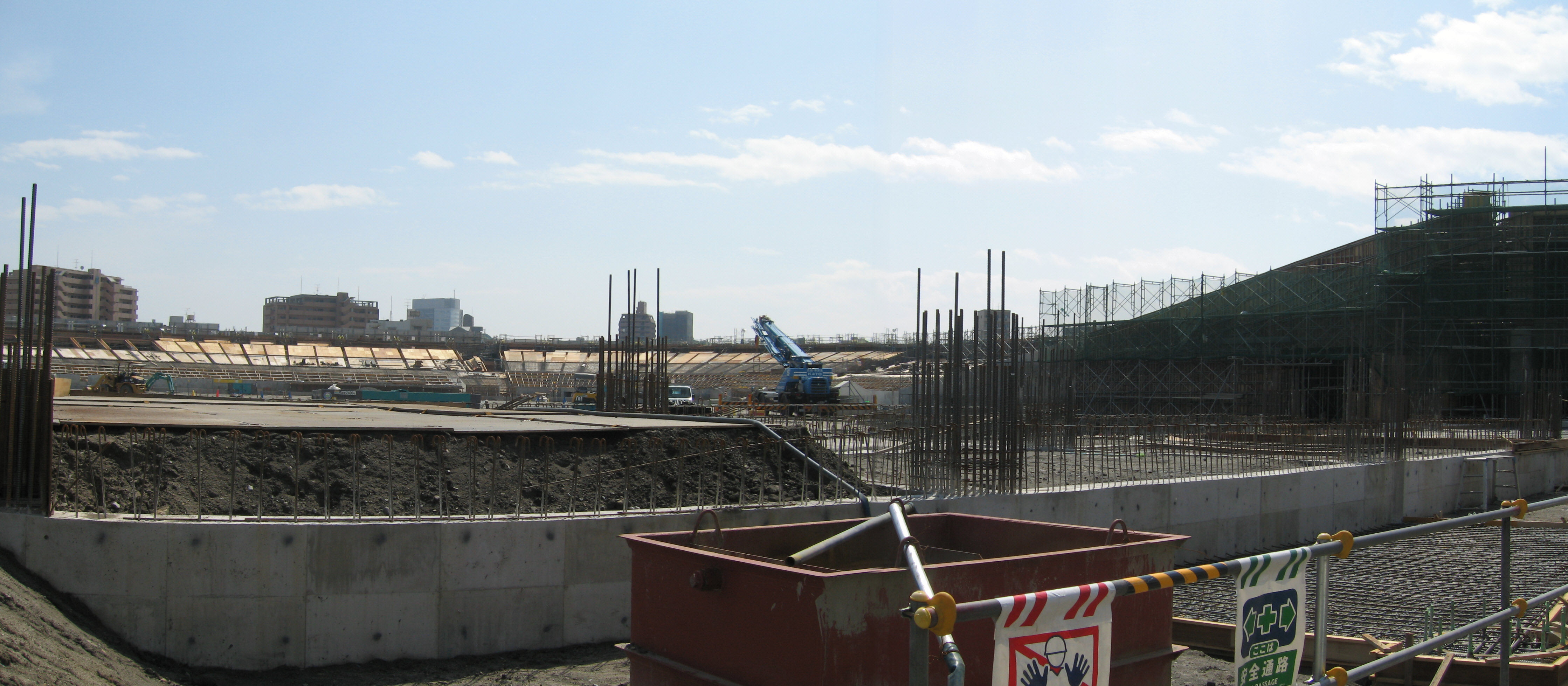
E.完成後「ただ見エリア」となる近辺から撮影。内野スタンドは1階部分がほぼ完成、グラウンド整備も始まる。（2008年5月25日 撮影）
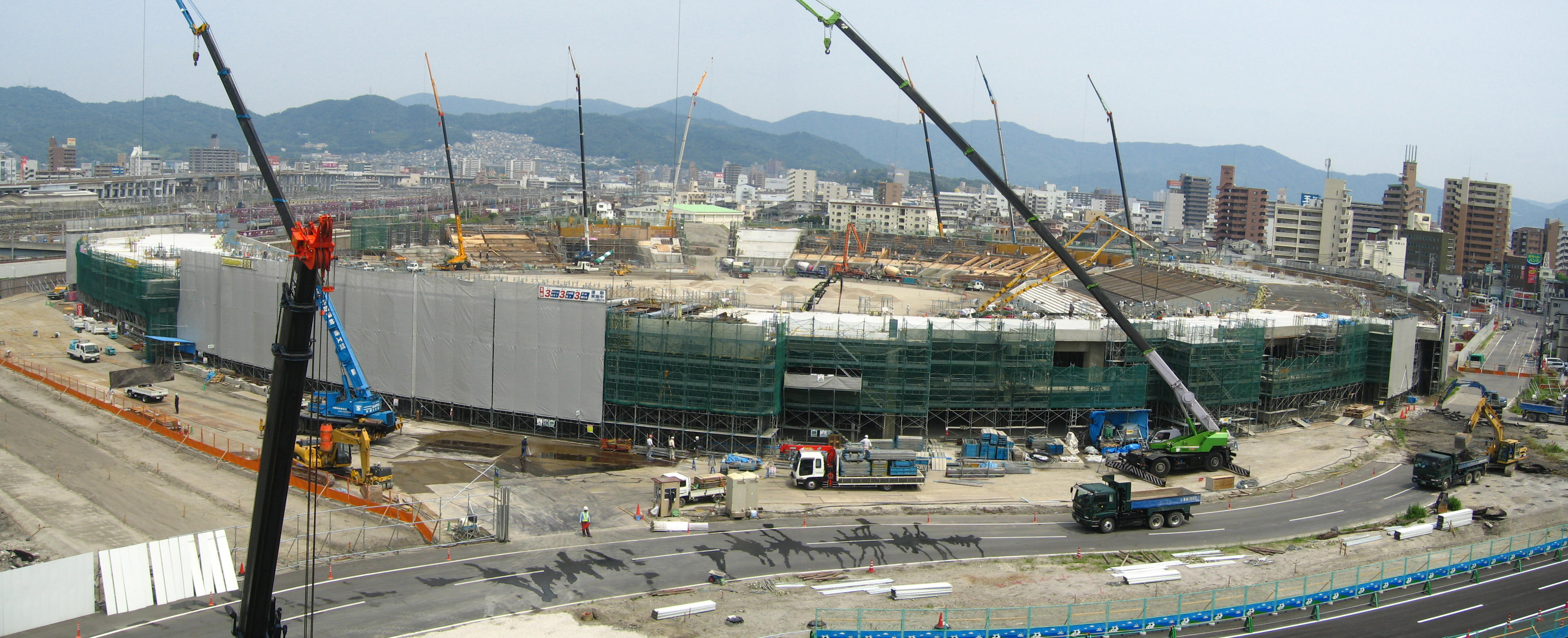
F.内野スタンドのコンコースが姿を現す。外野スタンドの筐体工事も進んでいる。（2008年6月7日 撮影）
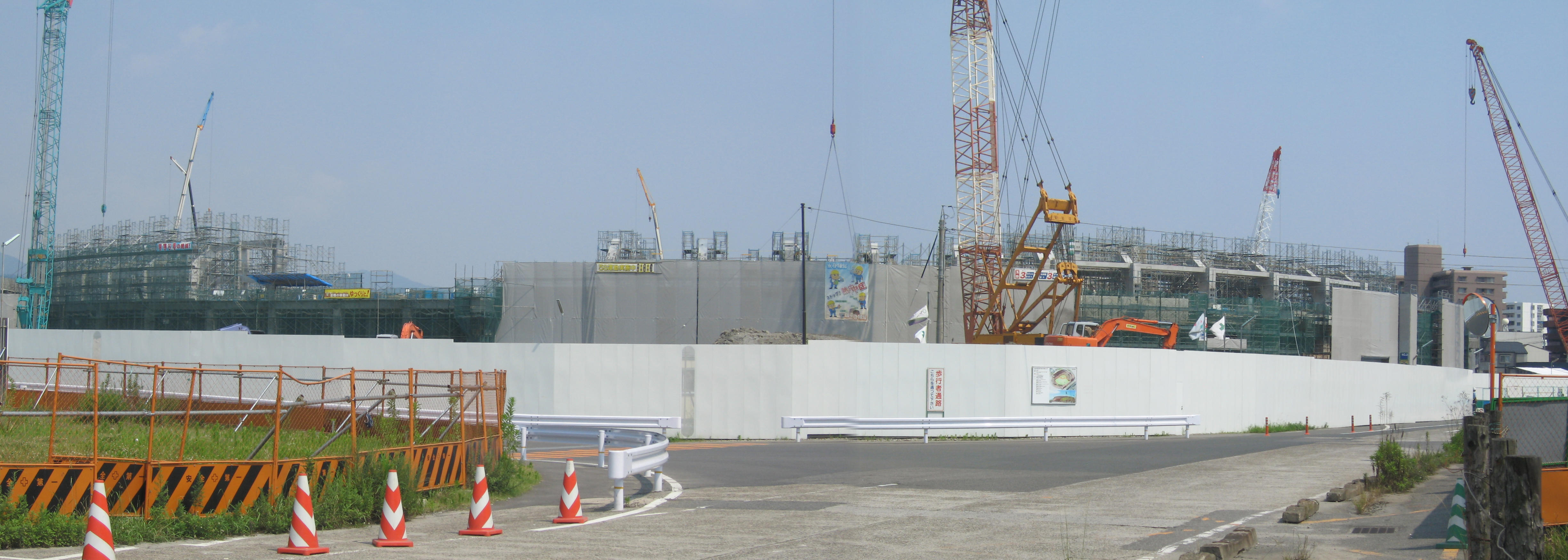
G.大型クレーンにより、2階スタンドを支える柱がコンコース上に設置され始める。（2008年7月8日 撮影）
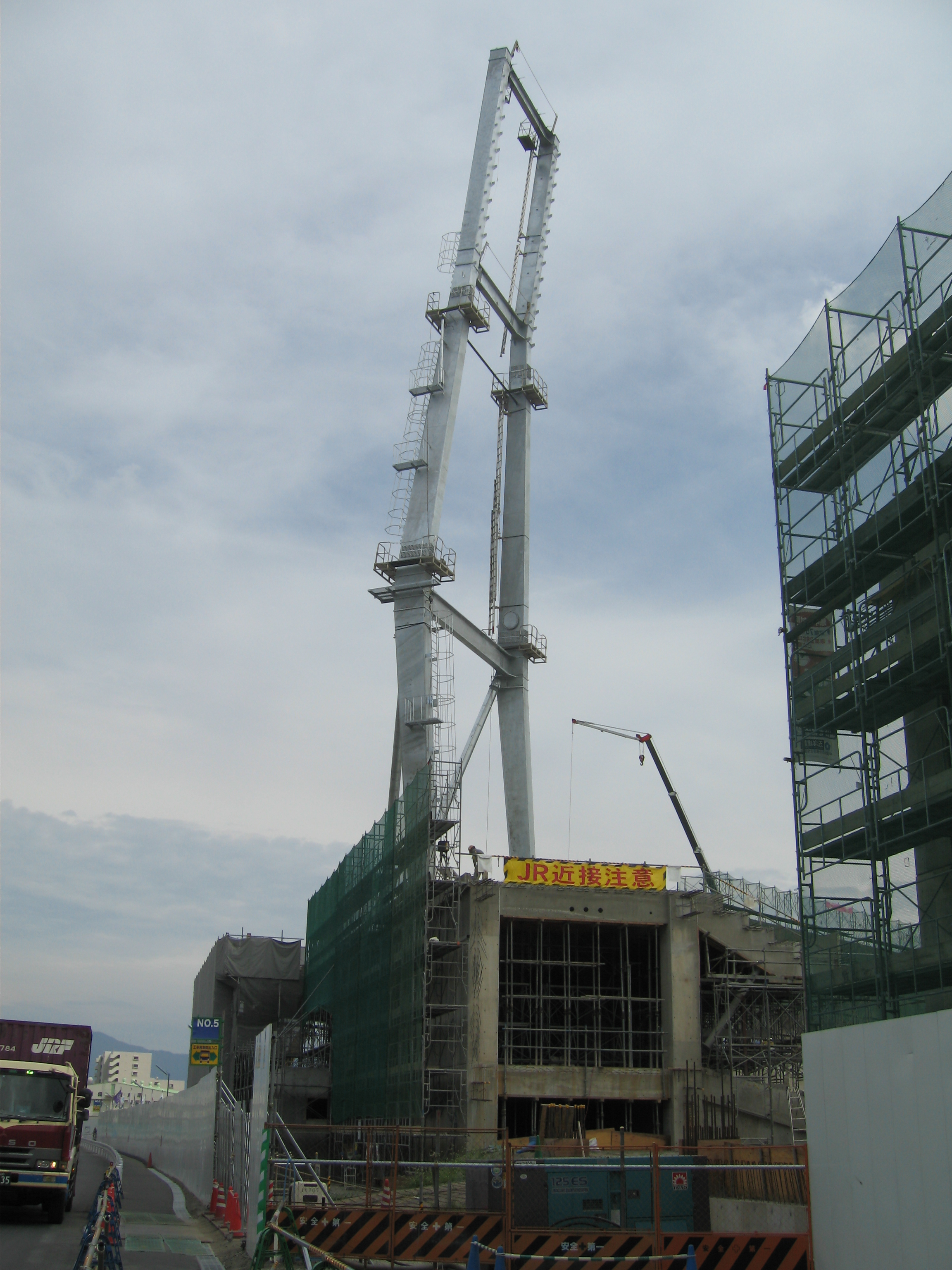
H.スタンドに照明塔が設置され始める。（2008年8月7日 撮影）
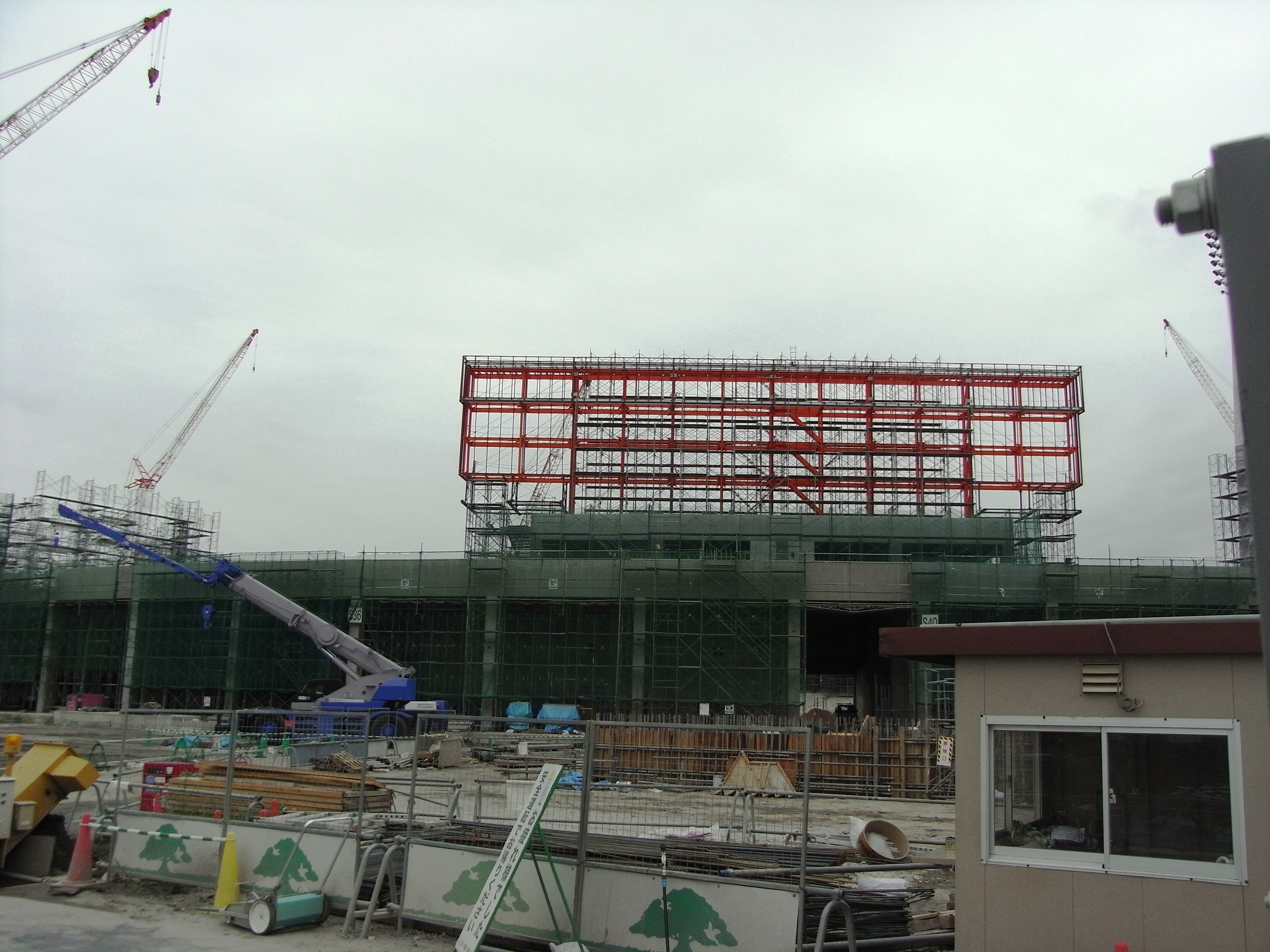
I.スコアボードの建設が始まる。（2008年9月28日 撮影）
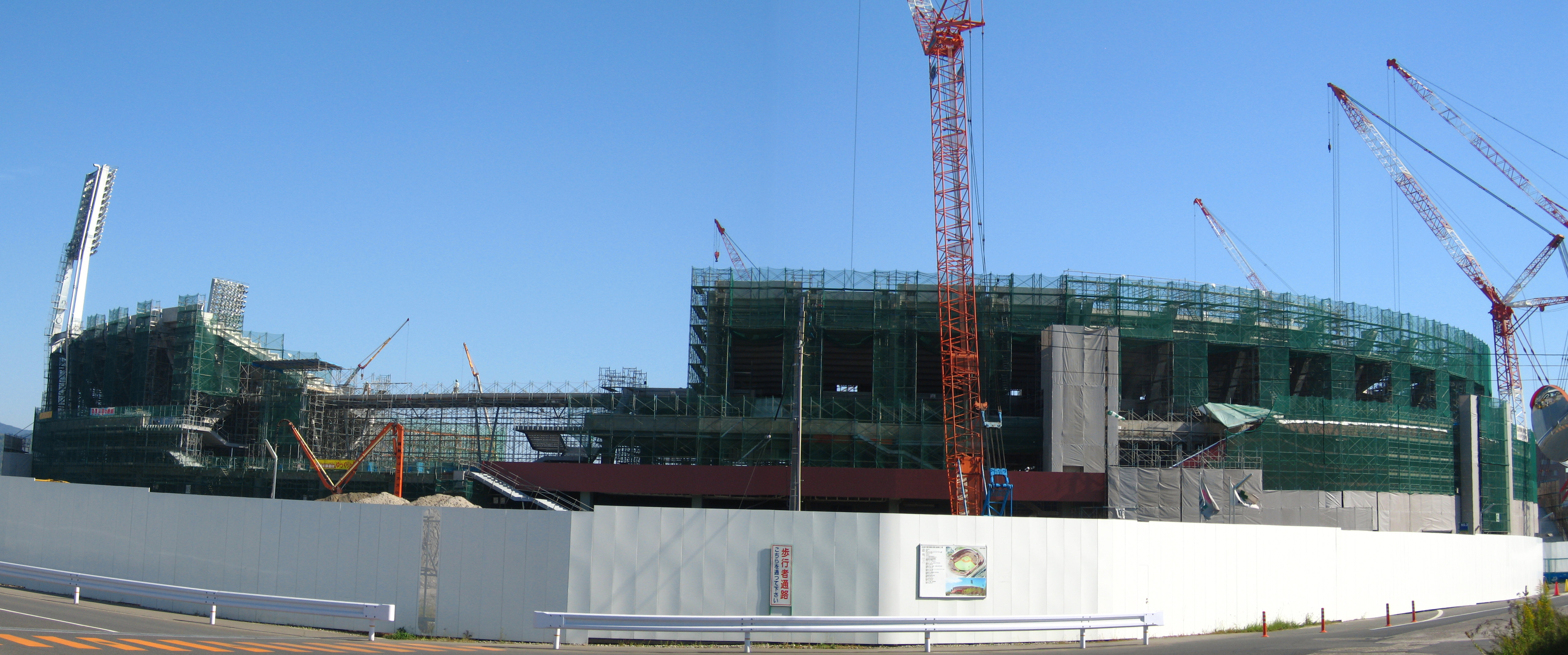
J.2階スタンド建設が進み、ビジターパフォーマンスシートと内野スタンドを繋ぐゲートブリッジも姿を現している。（2008年10月16日 撮影）
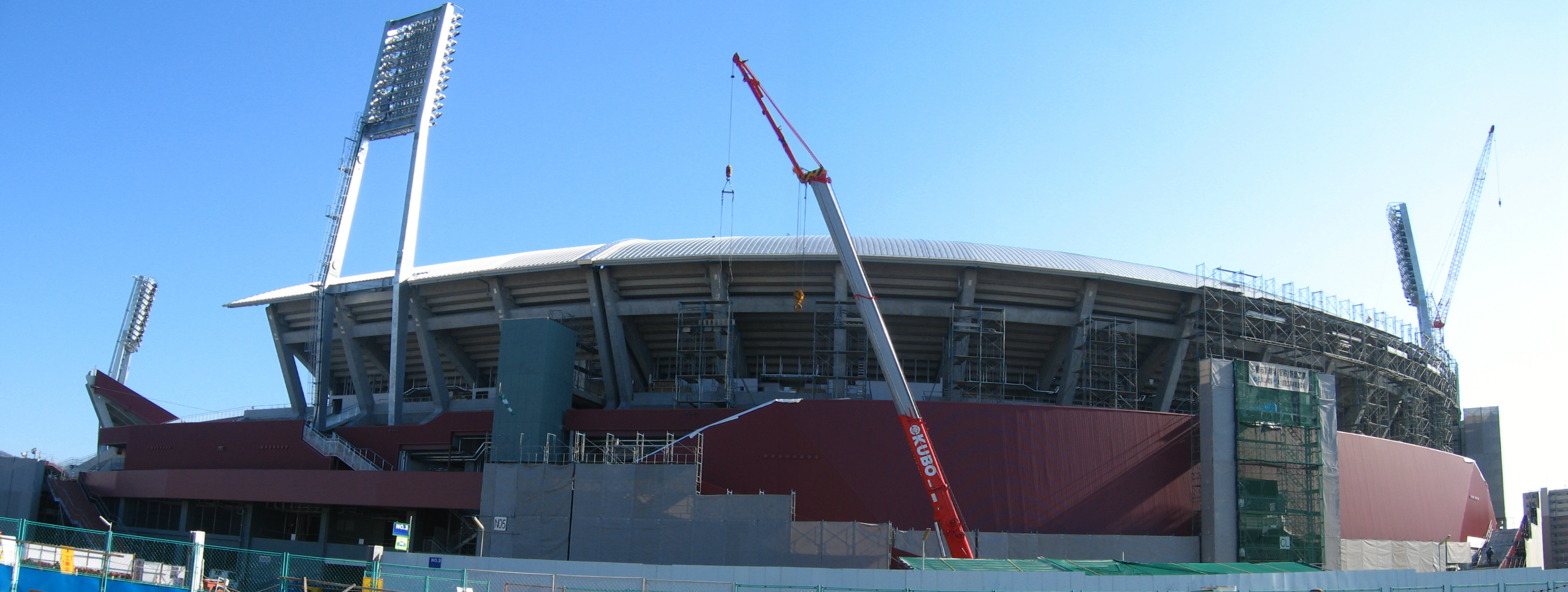
K.2階スタンド建設はほぼ終了し、球場を覆っていた工事の足場が撤去され始める。（2008年12月16日 撮影）
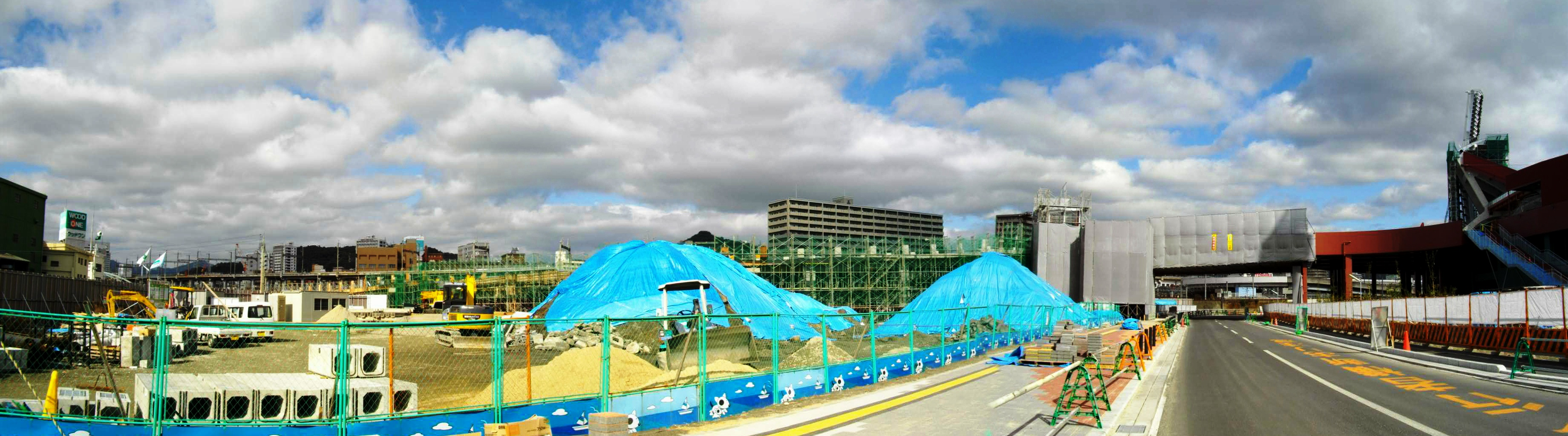
L.広島駅と新球場を結ぶ大型スロープの建設工事。（2009年2月1日 撮影）
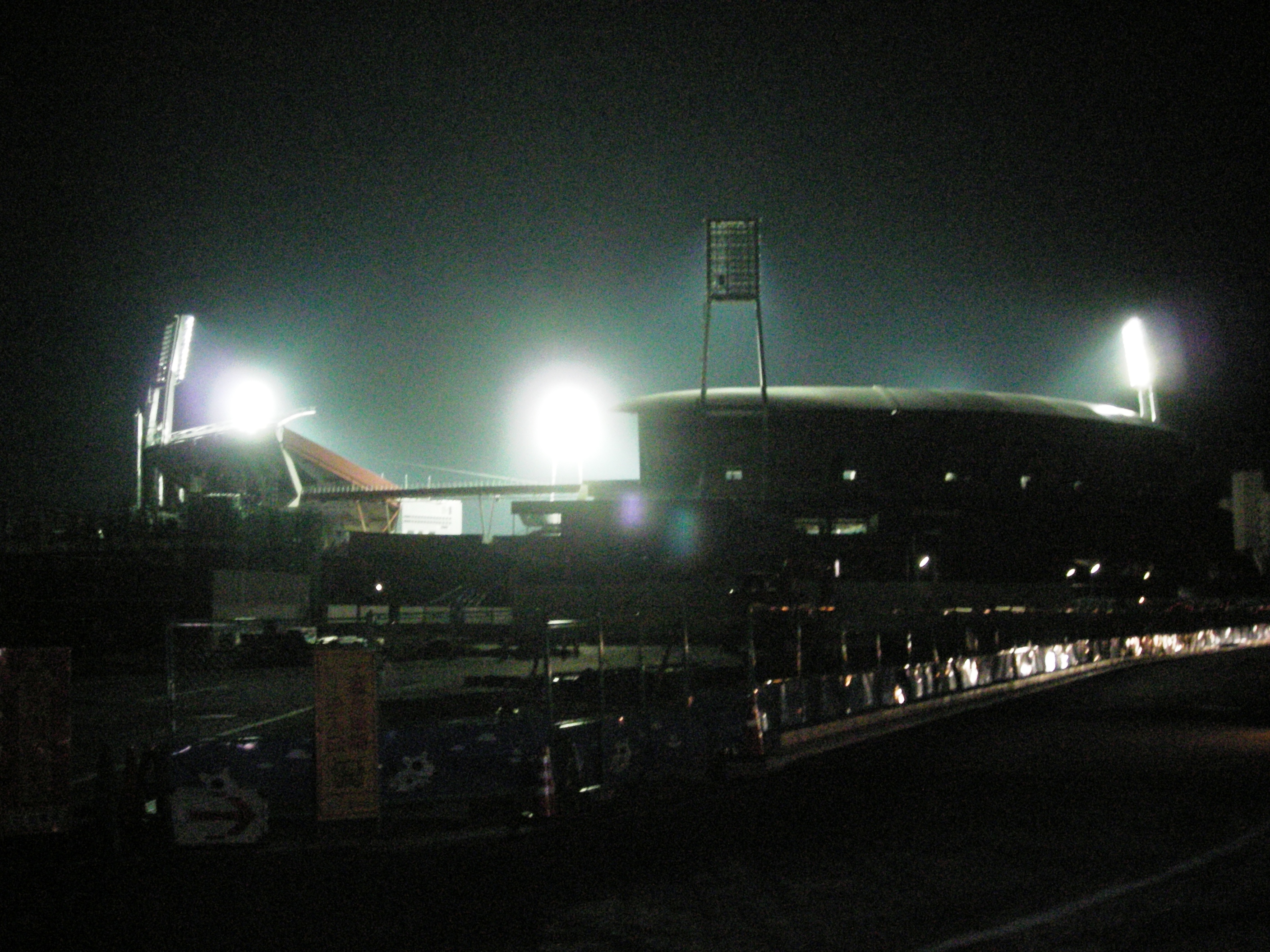
M.球場照明点灯テストが始まる。（2009年2月4日 撮影）
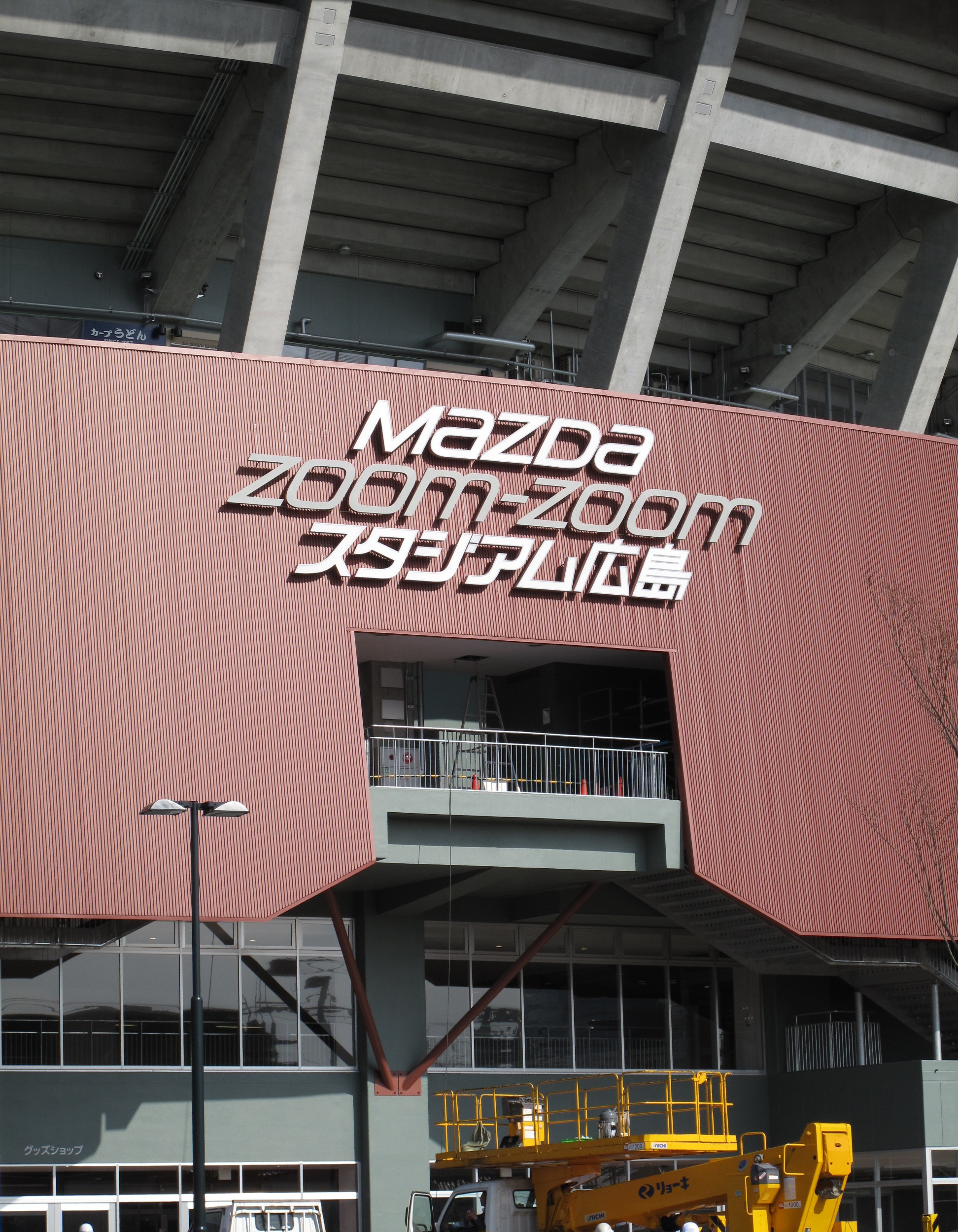
N.正面看板が設置された。（2009年3月20日 撮影）
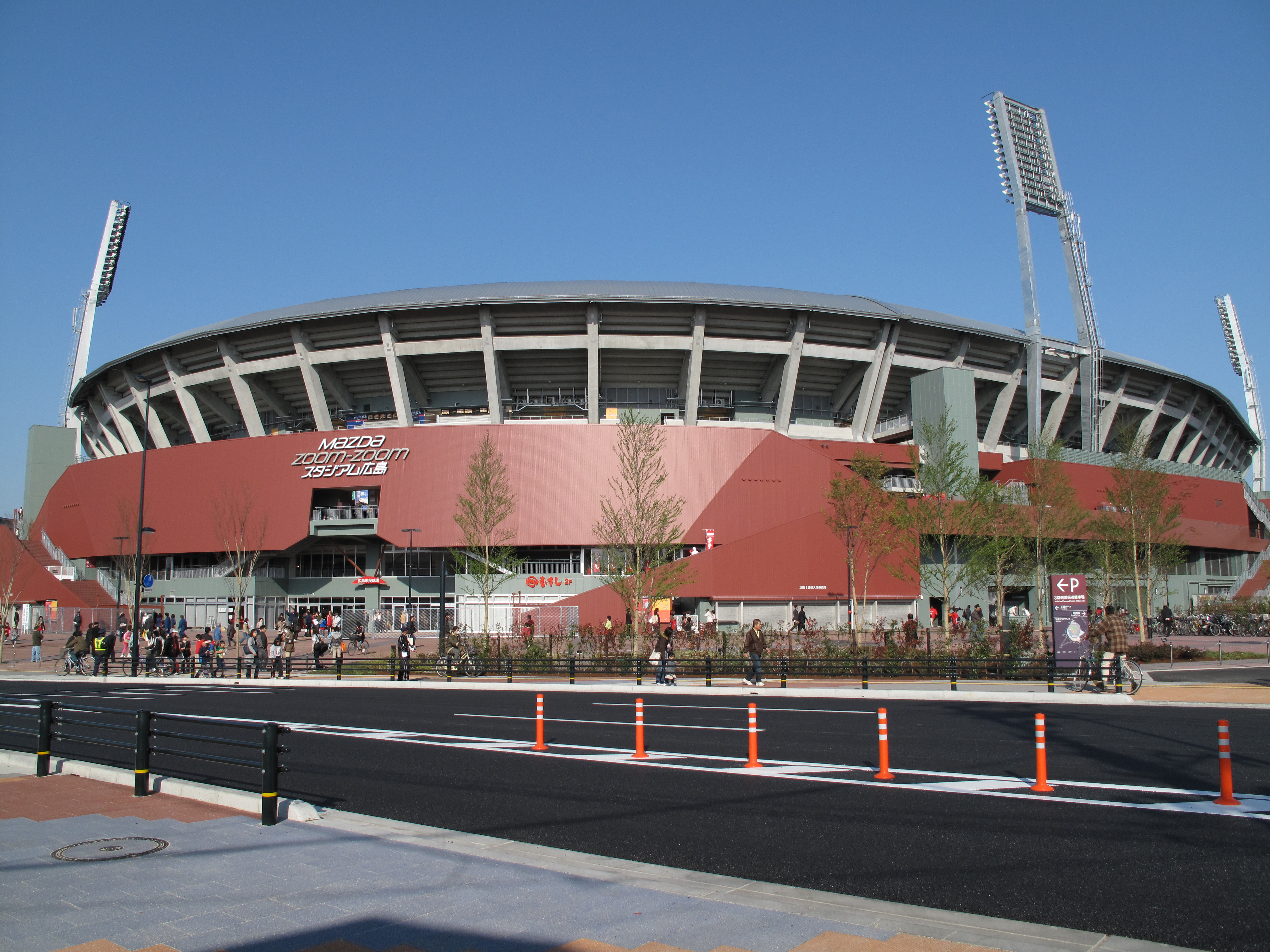
O.2009年3月28日竣工（2009年4月2日 撮影）
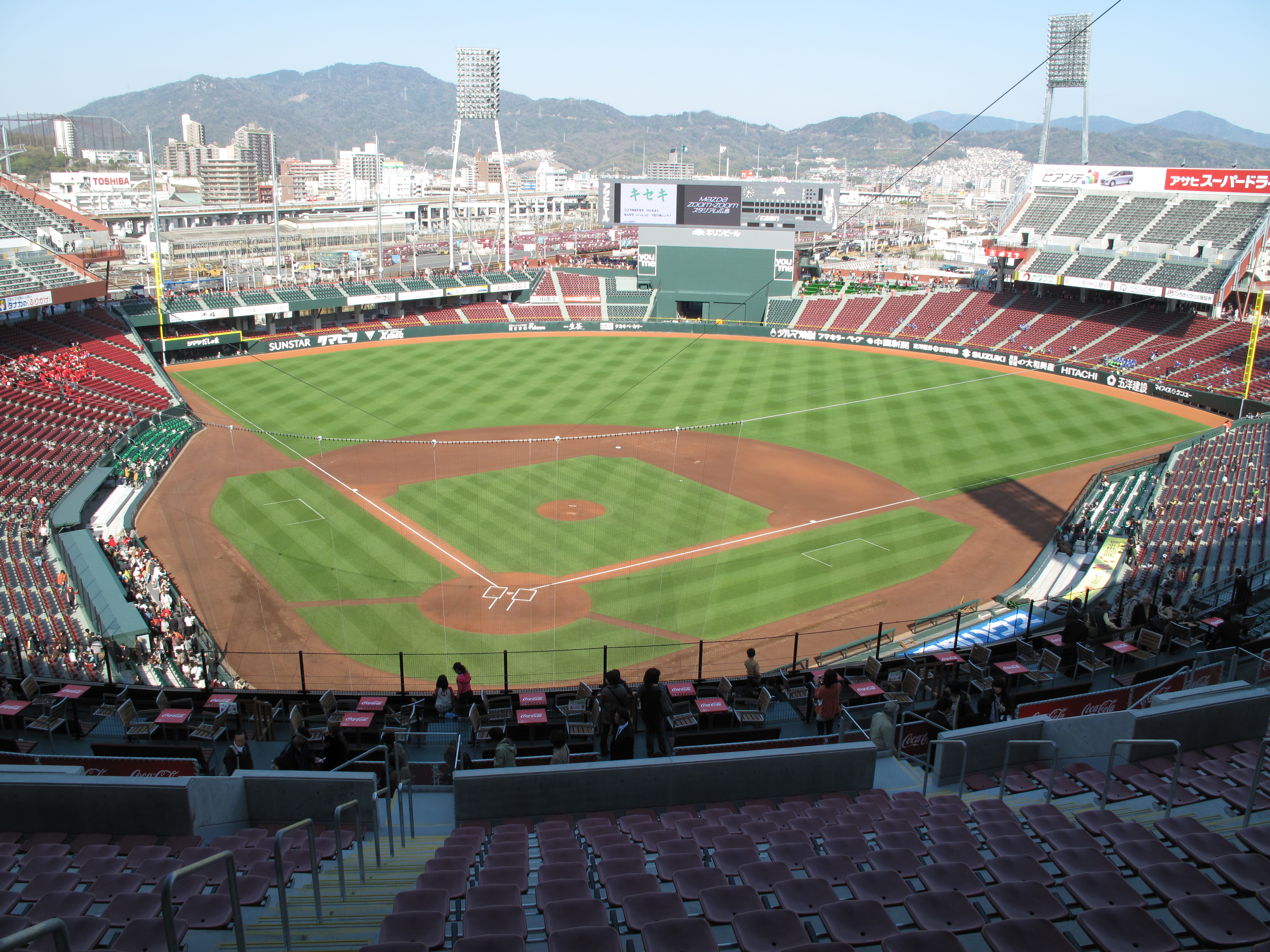
P.4月2日、抽選で選ばれた2万人を招待してプレオープンイベントが行なわれた。（2009年4月2日 撮影）
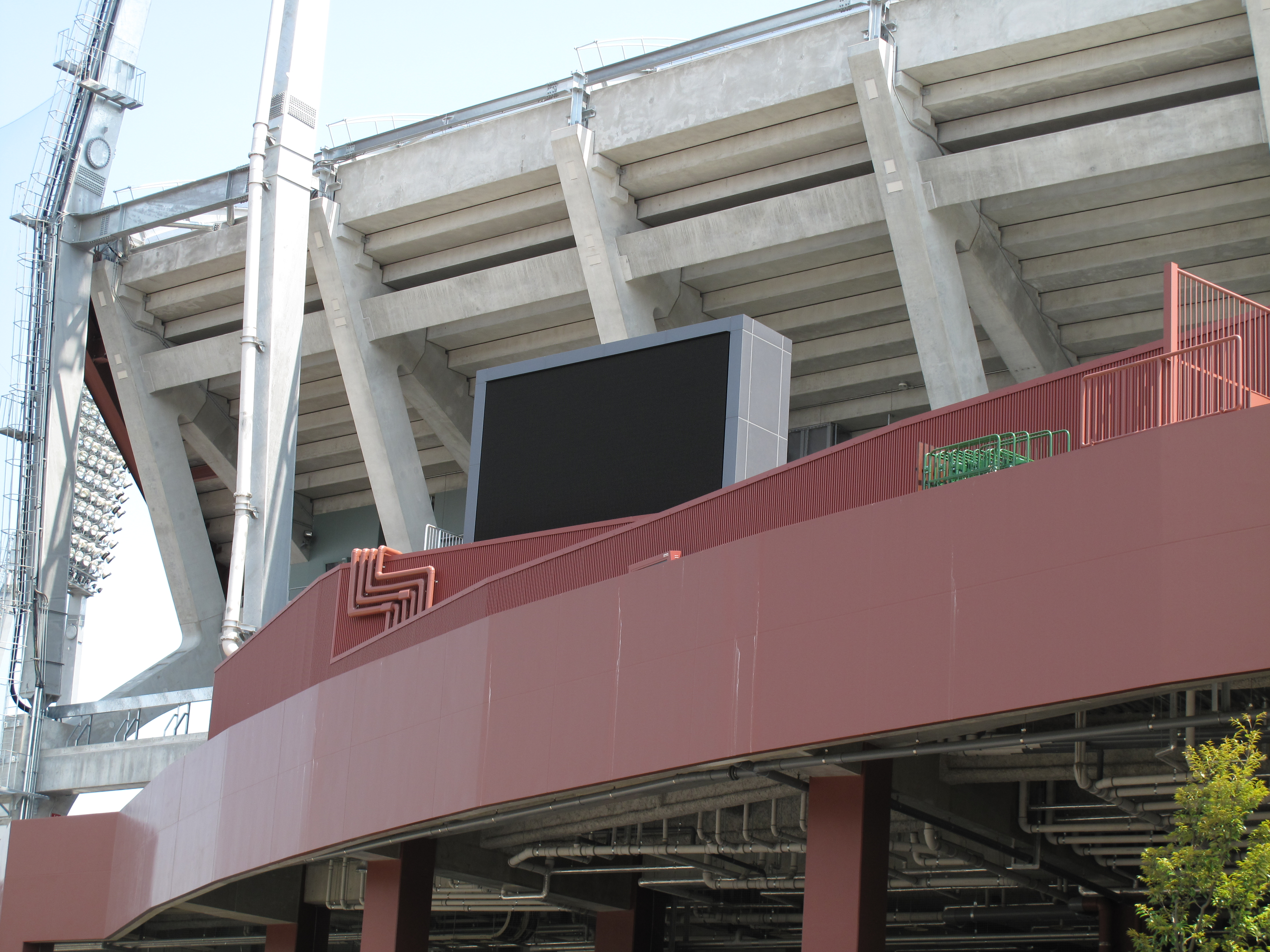
Q.市民・経済界からの寄付により、新たにJR乗客向けの得点掲示板が設置された。（2009年6月12日 撮影）
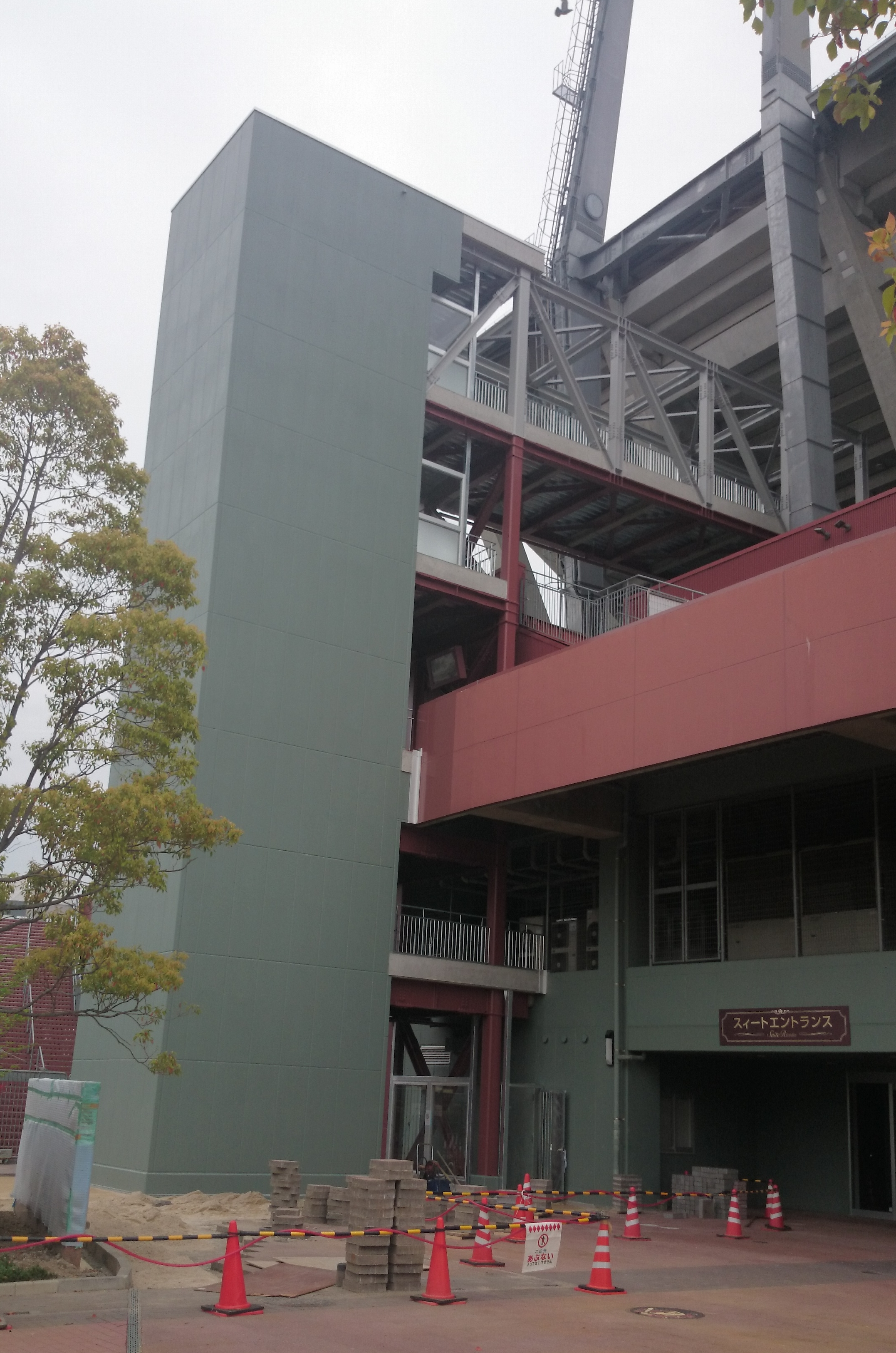
R.バリアフリーの観点から、新たにストレッチャー搭載可能な大型エレベーターが増設された。（2014年4月20日 撮影）
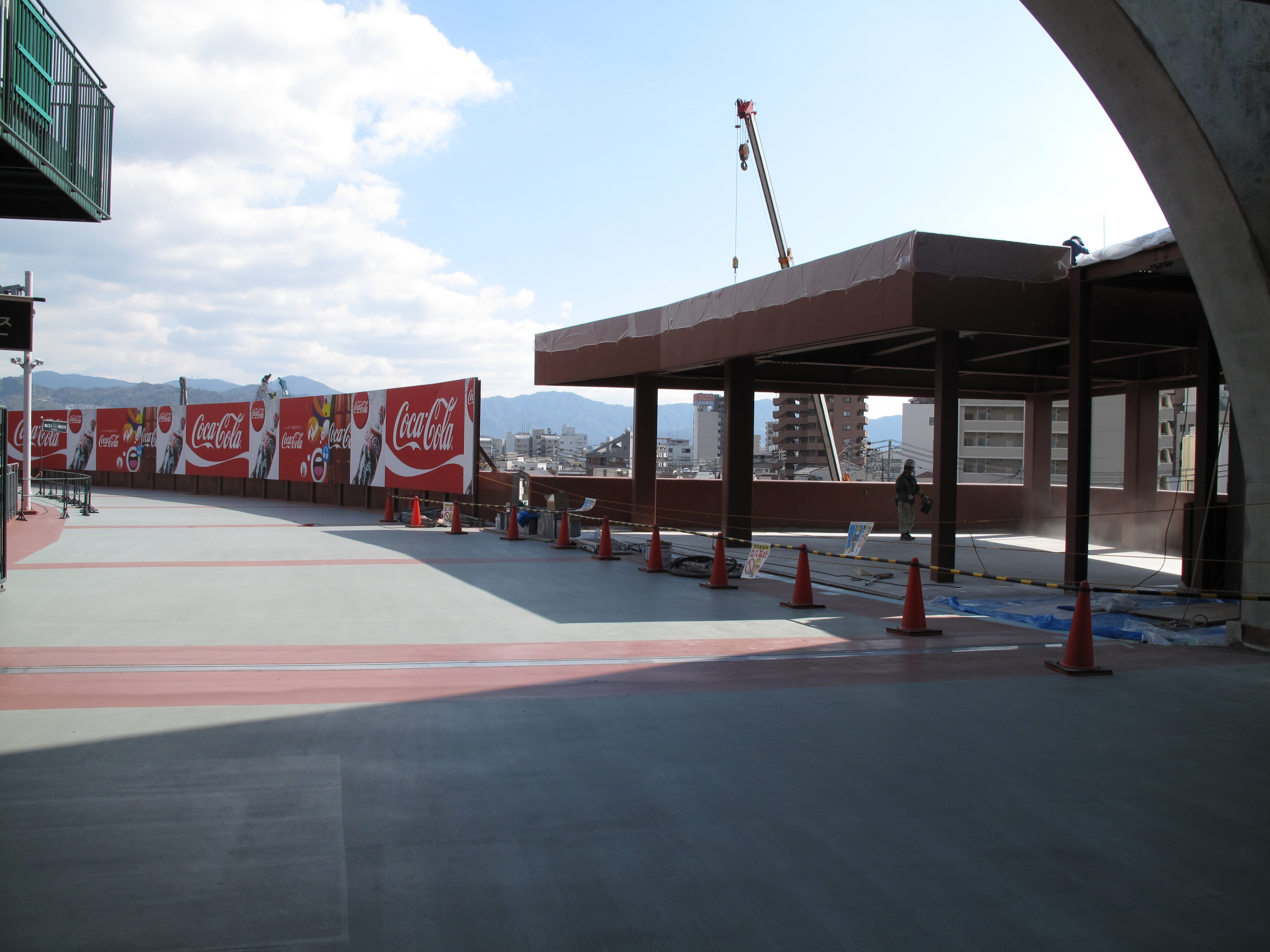
S.コンコースが増築され、ライトスタンド後方にイベント用ブースが新たに設けられた。（2012年2月12日 撮影）
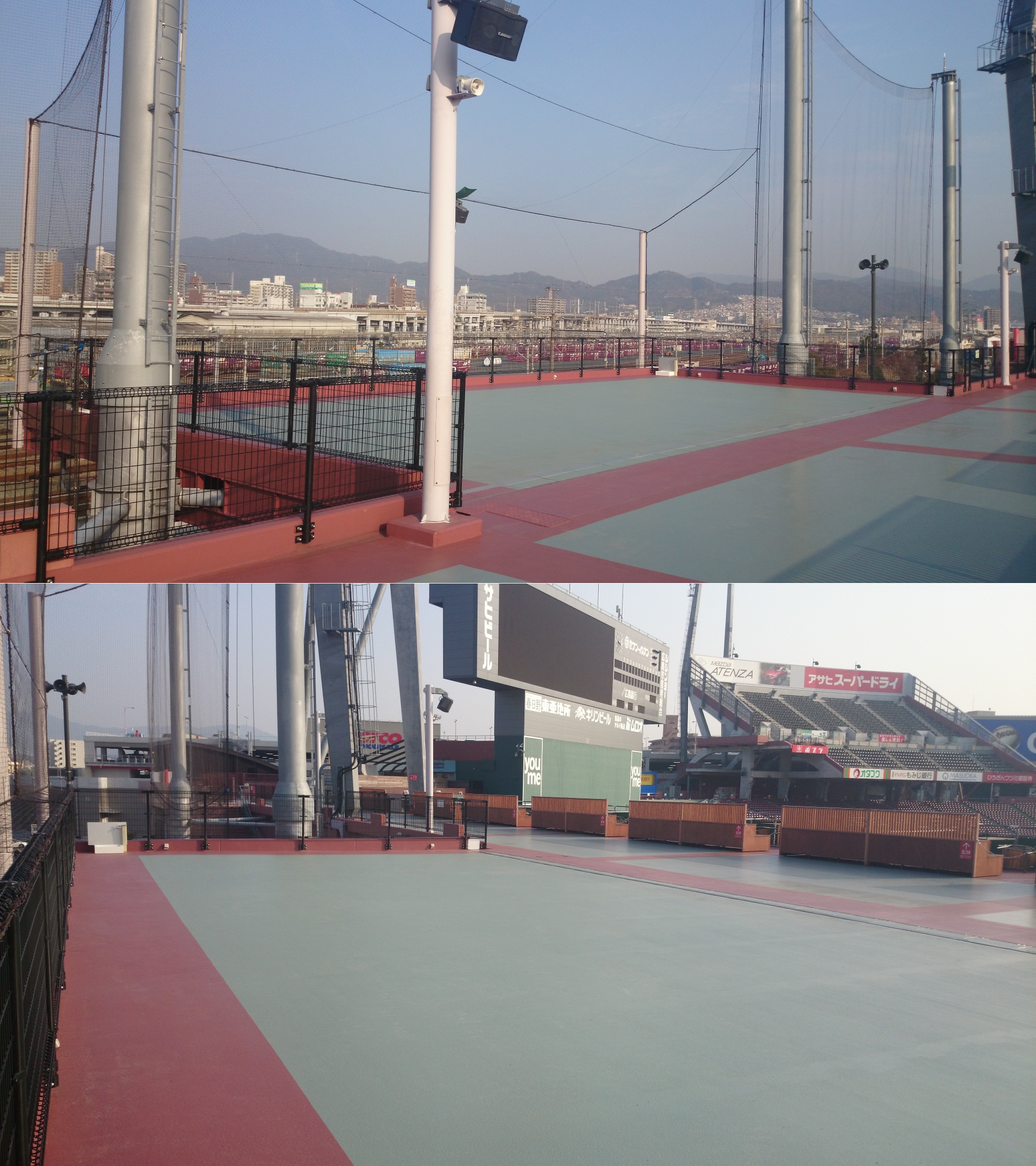
T.（上）2014年に増築されたレフト側コンコース（下）増築部分から見たスコアボード方向。（2014年2月1日 撮影）
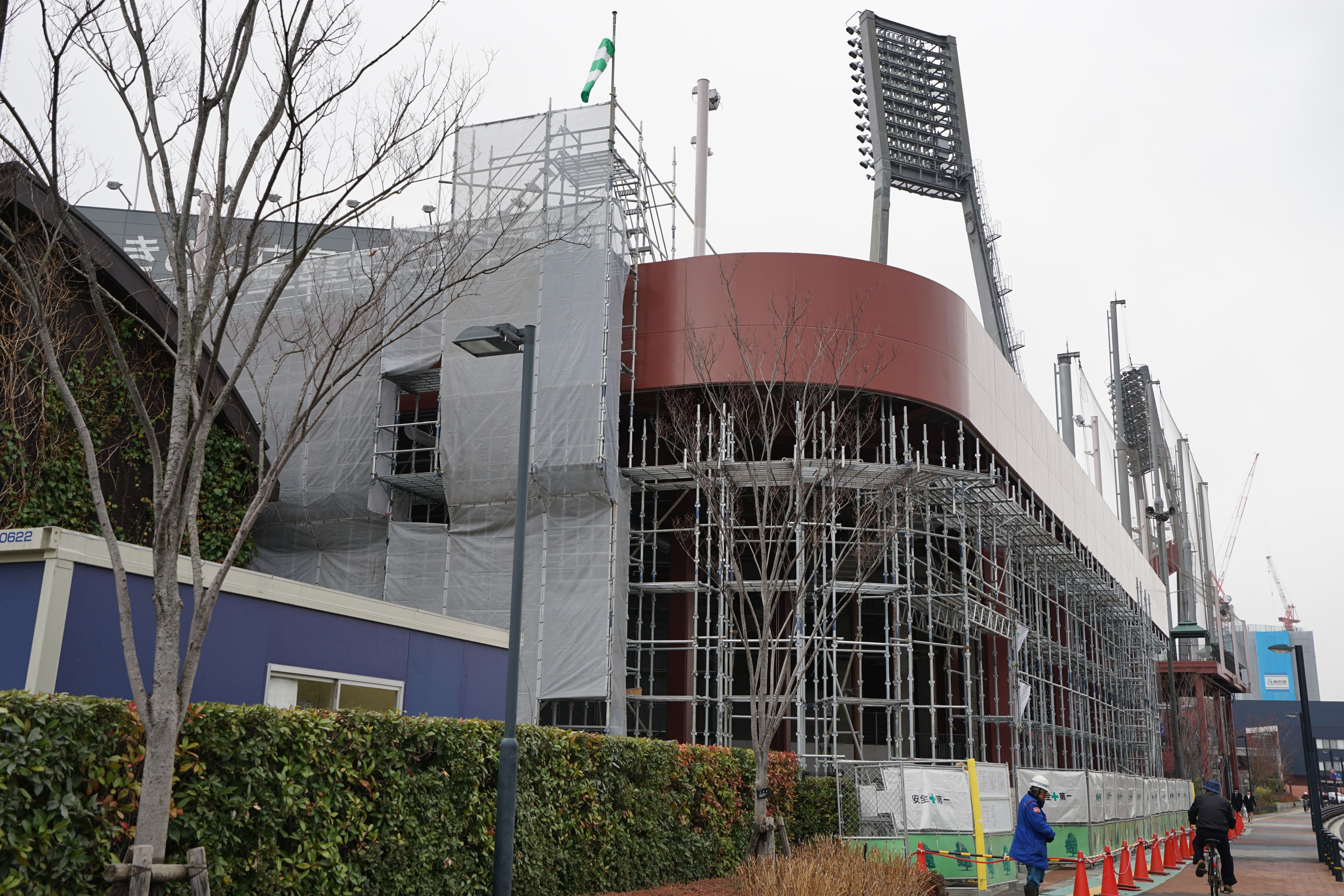
U.コンコースのスコアボード裏側部分が増築された（2016年3月1日 撮影）

### 球場周辺の整備画像

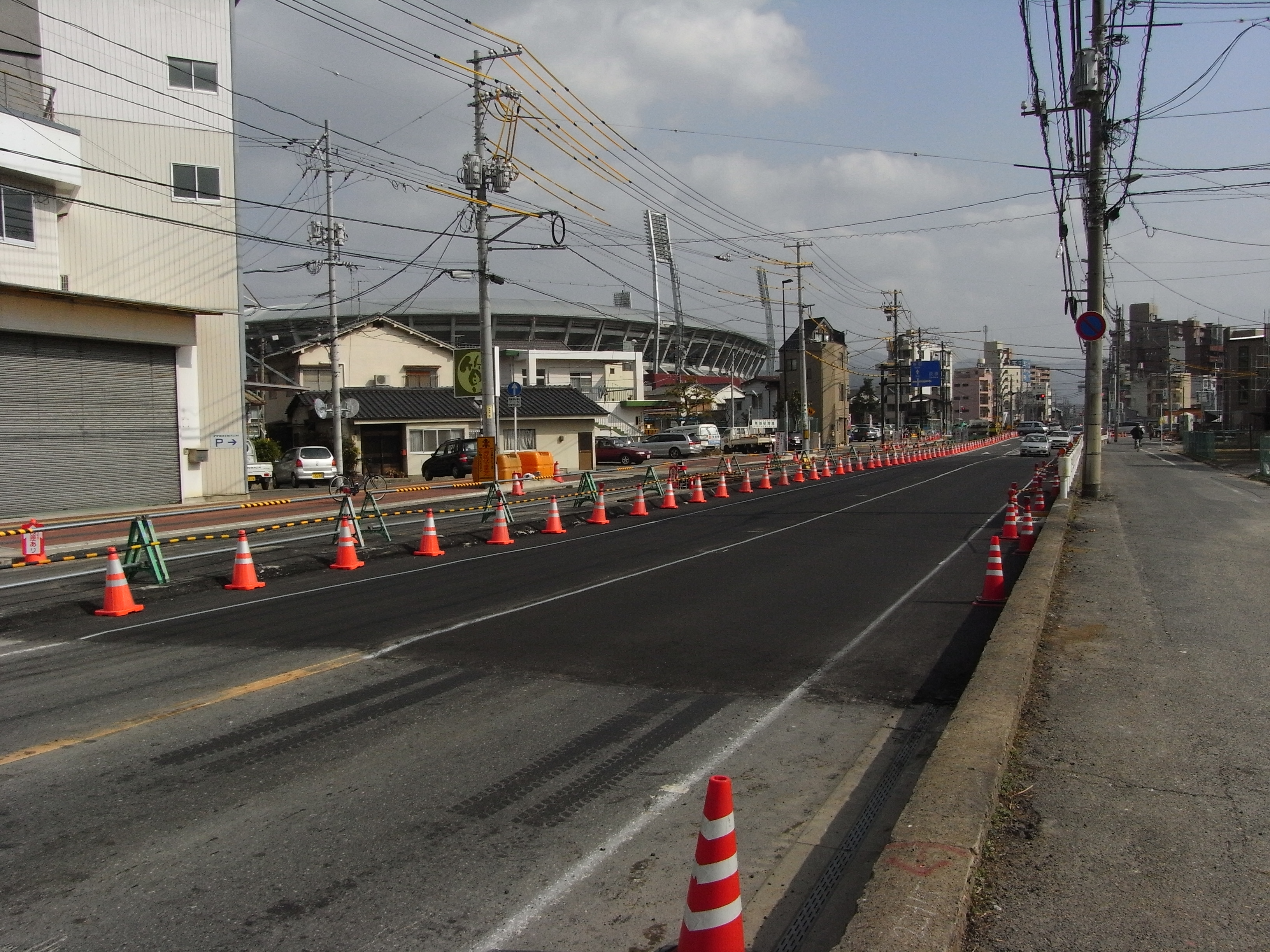
a.渋滞緩和のため、新球場南の大州通りの車線増加工事が行われた。（2009年2月8日 撮影）
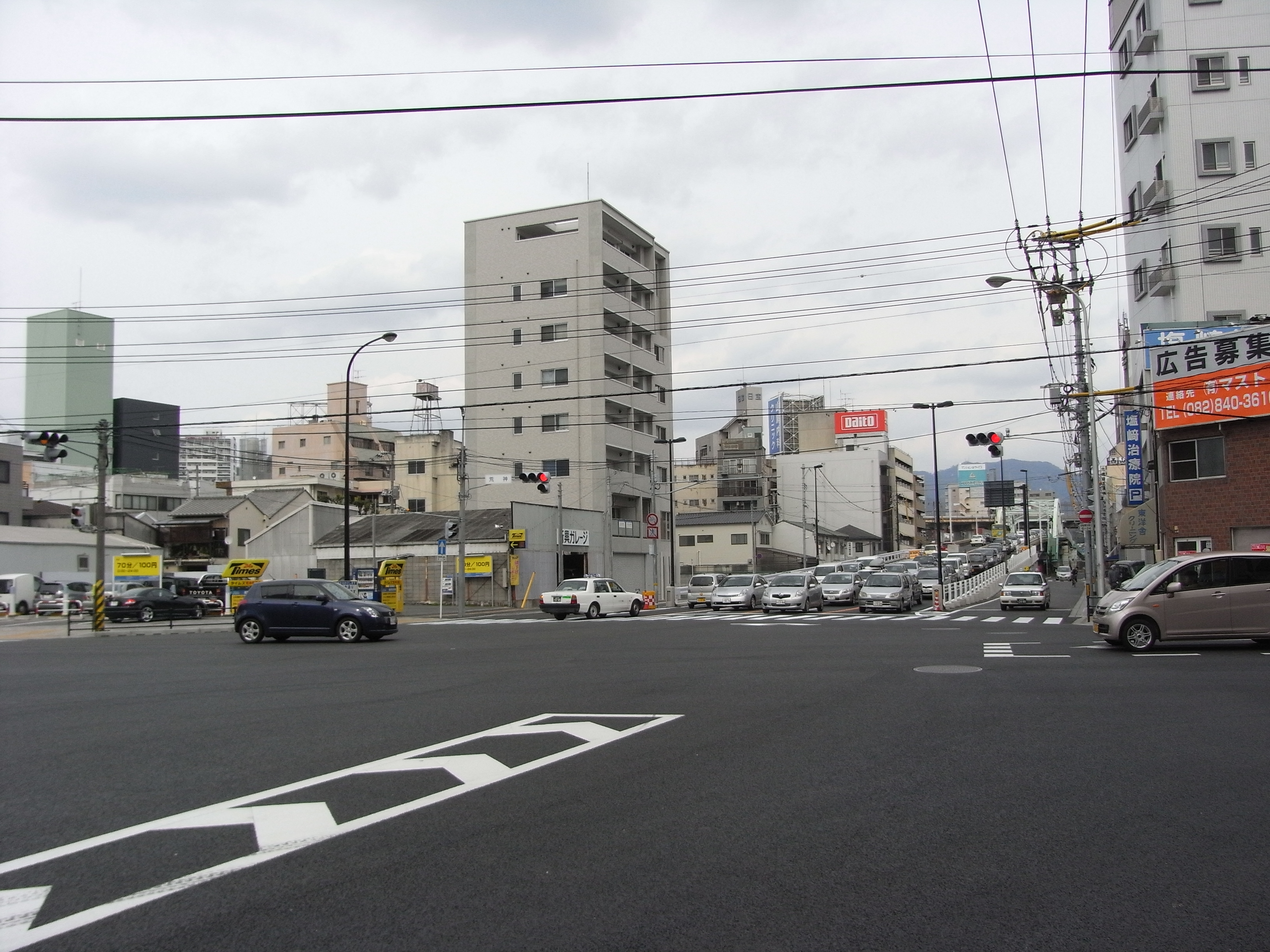
b.球場西側にある荒神陸橋も拡幅された。（2009年3月29日 撮影）
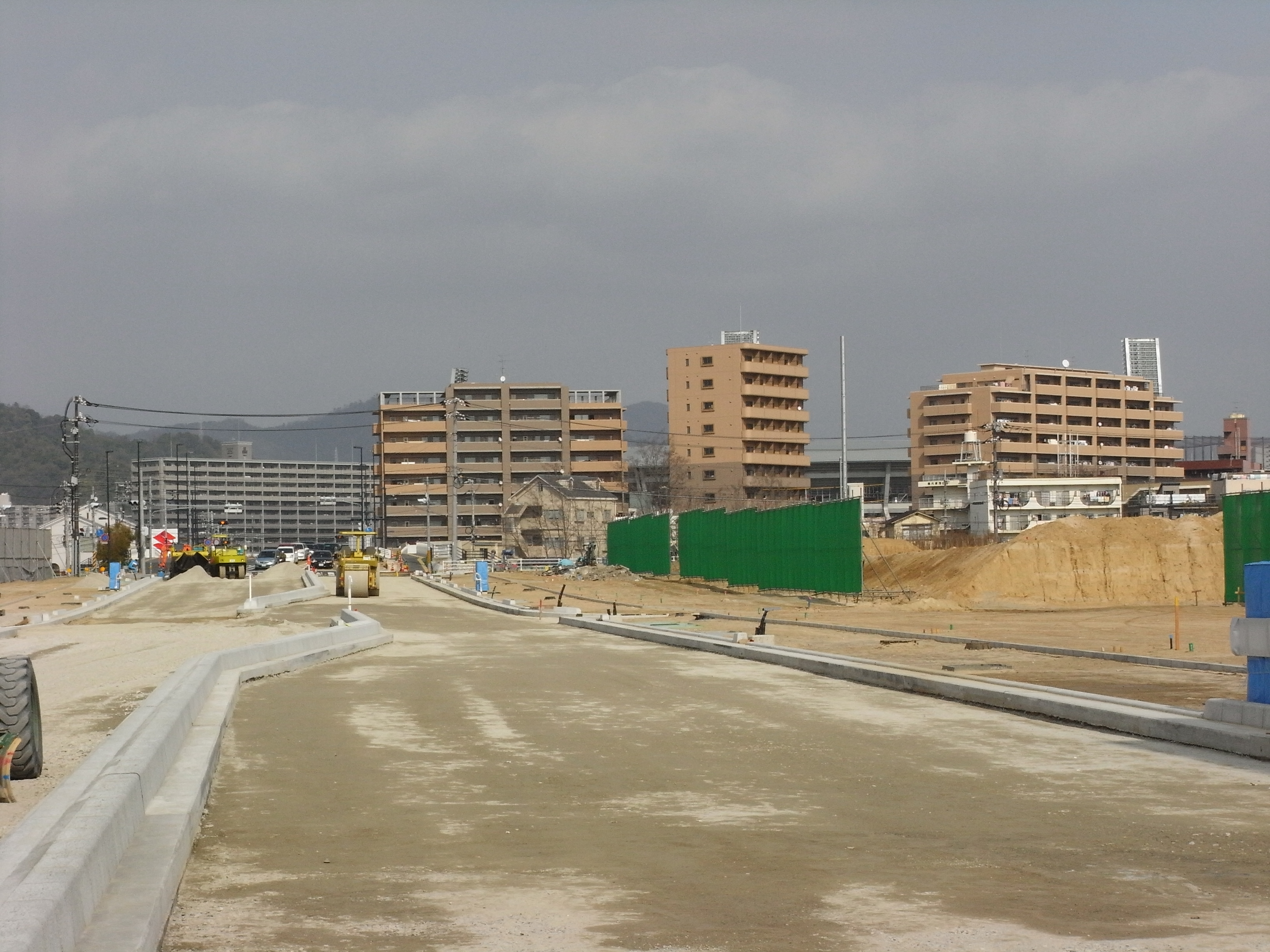
c.新球場から平和大通りに通じる段原蟹屋線の建設現場。2009年3月に開通した。かつての宇品線跡である。（2009年2月8日 撮影）
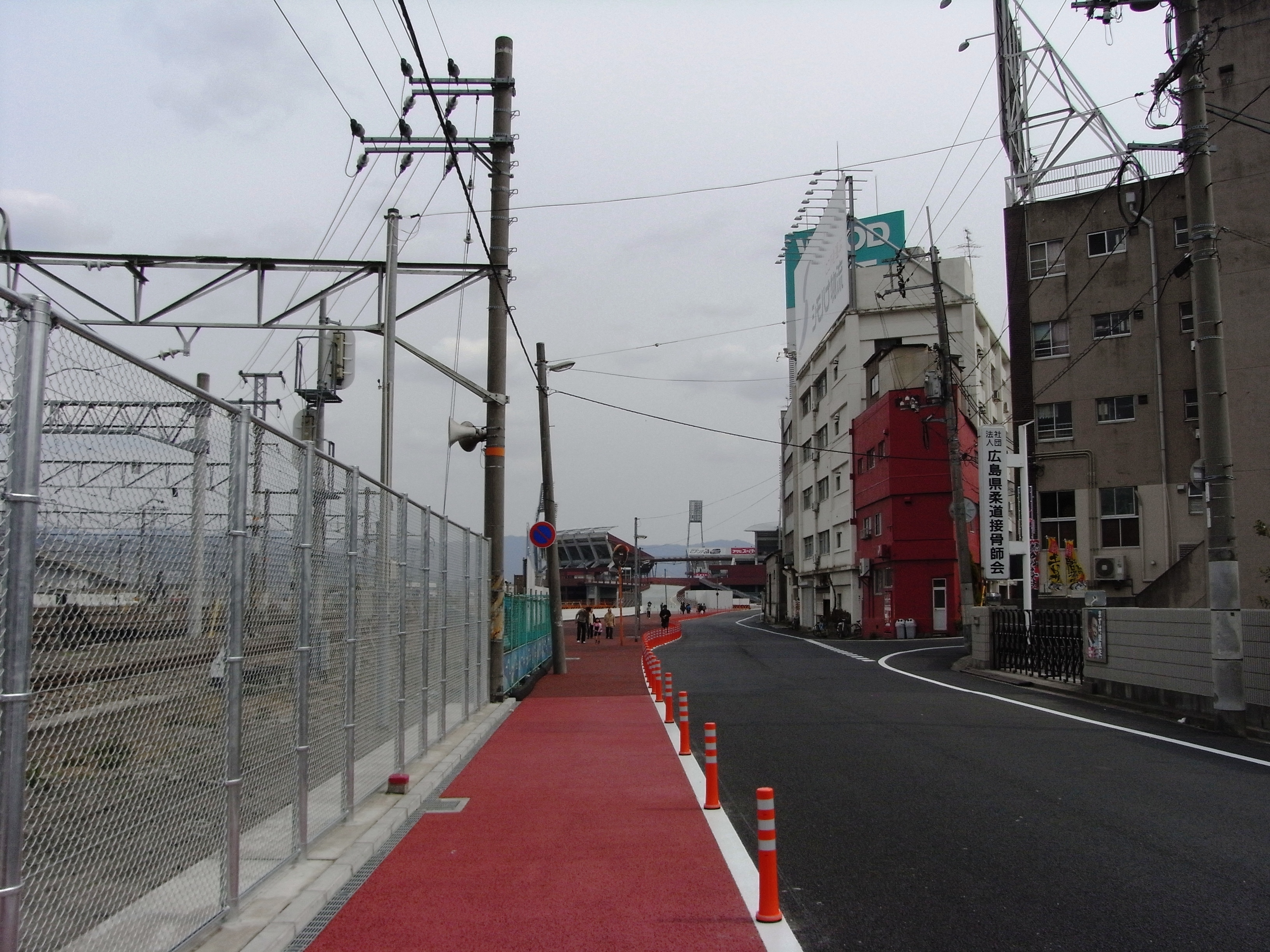
d.JR広島駅と新球場を結ぶ道路は、新たに歩道が設けられた。（2009年3月29日 撮影）

## 施設データ
地上7階、地下1階、最高高さ：30.65 m の規模である。旧球場との比較データは下記の通りである。

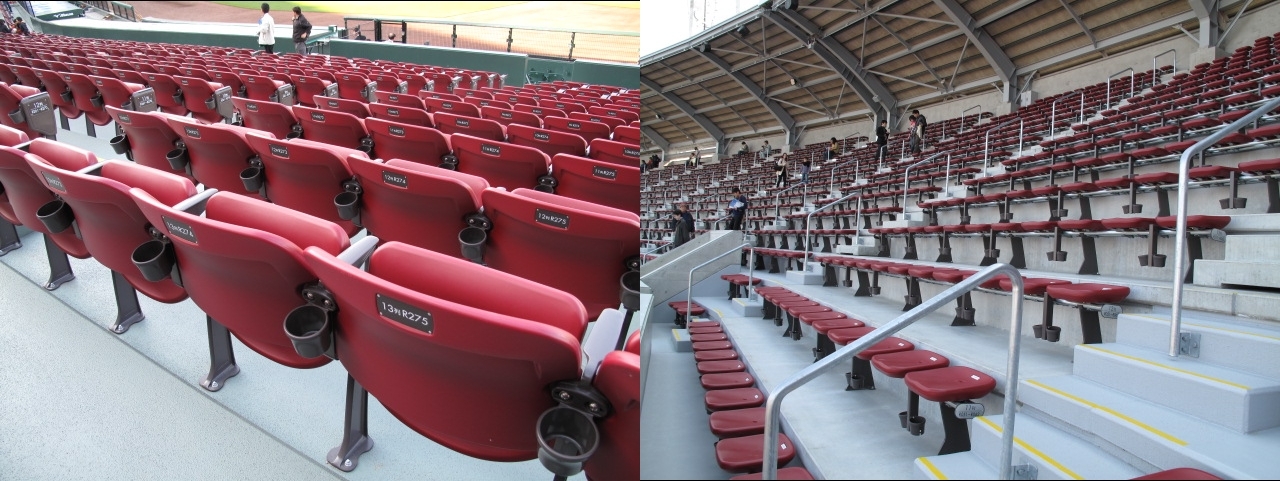
（左）内野1階席（右）内野2階席、全ての座席でカップホルダーを備える

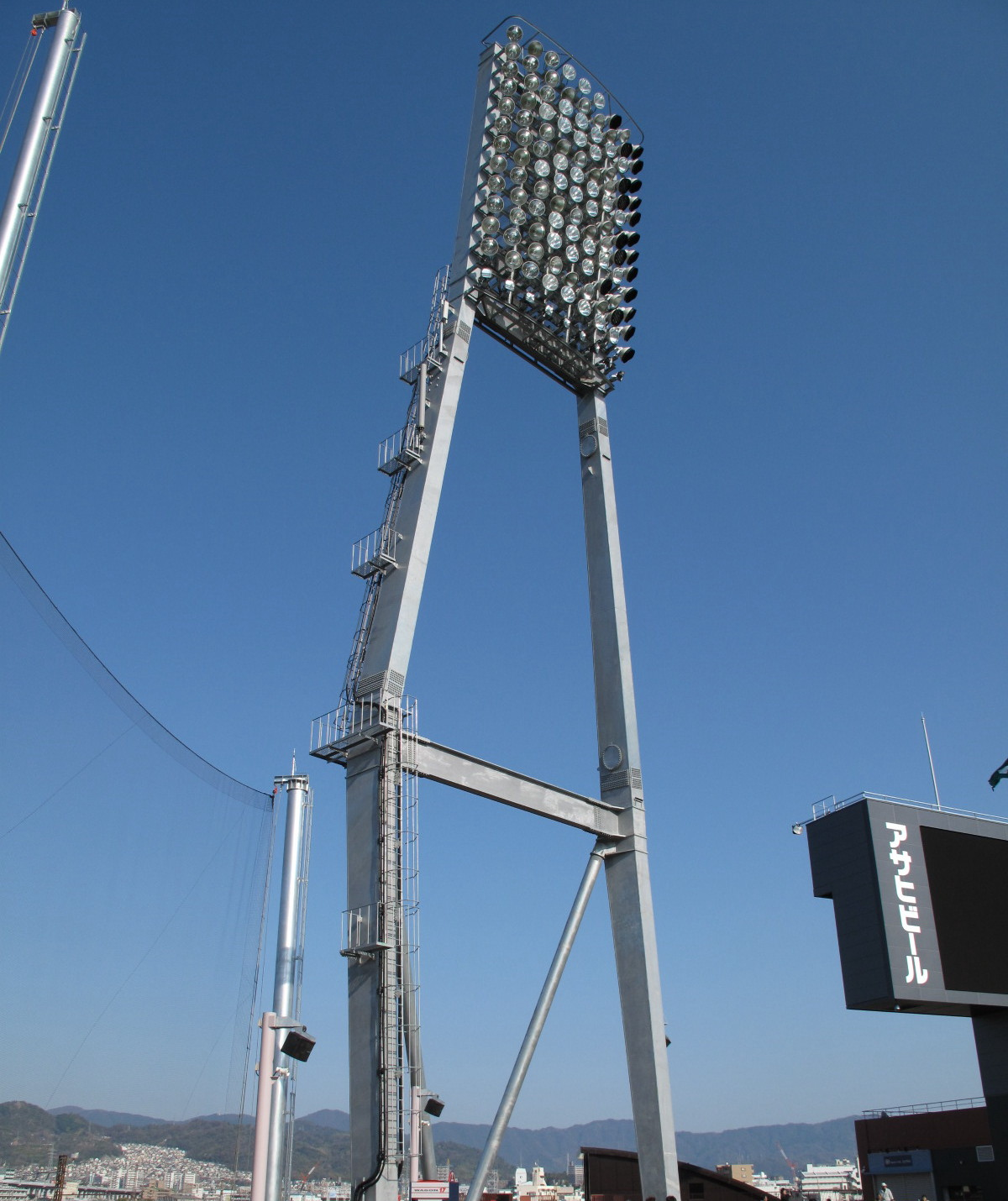
高さ約50mの照明塔（旧市民球場の照明塔高さは約40m）、左手前のネットは、JR線路に対する防球用

| 項目       | 項目               | （参考）初代広島市民球場     | 広島市民球場 （Mazda Zoom-Zoom スタジアム広島）                                                                                                  |
| ---------- | ------------------ | ---------------------------- | --- |
| 球場規模   | 敷地面積           | 23,848 m2                    | 50,472.42 m2 |
| 球場規模   | 建築面積           | 6,400 m2                     | 22,964.48 m2 |
| 球場規模   | 延床面積           | 12,640 m2                    | 39,524.01 m2 |
| 球場規模   | スタンド勾配       | 1階20.0-30.0度 2階35.0度     | 1階8.9-18.6度 2階29.5度 |
| フィールド | 左 翼              | 91.4 m                       | 101 m |
| フィールド | 左中間             | 109.7 m                      | 116 m |
| フィールド | 中 堅              | 115.8 m                      | 122 m |
| フィールド | 右中間             | 109.7 m                      | 116 m |
| フィールド | 右 翼              | 91.4 m                       | 100 m |
| フィールド | 外野フェンスの高さ | 2.55 m                       | 中堅周辺2.5 m 右翼の一部2.5 - 3.4 m 左翼の直線部分3.6 m                                                                                          |
| フィールド | 面積               | 12,160 m2                    | 12,710 m2 |
| フィールド | 内野グラウンド     | 混合土 （黒土・砂混合）      | 天然芝 （ティフトン419と ペレニアル・ライグラスの オーバーシード）                                                                               |
| フィールド | 外野グラウンド     | 天然芝 （高麗芝）            | 天然芝 （ティフトン419と ペレニアル・ライグラスの オーバーシード）                                                                               |
| 観客席     | 総収容人員         | 31,984人                     | 33,000人 |
| 観客席     | 内野1階席          | 13,859席                     | 14,150席 |
| 観客席     | 内野2階席          | 4,925席                      | 6,400席 |
| 観客席     | 外野1階席          | 11,738席                     | 6,550席 |
| 観客席     | 外野2階席          | 11,738席                     | 3,250席 |
| 観客席     | 車椅子スペース     | 6席 （一塁側3席、三塁側3席） | 142席 （内野一塁側：67席、内野三塁側37席、 外野ライト側30席、正面砂かぶり三塁側1席、 カープパフォーマンスシート3席、 ビジターパフォーマンス4席） |
| 観客席     | 固定席以外         | -                            | 約2500人 |
| 観客席     | 座席寸法           | 横幅43cm×奥行き60-75 cm      | 横幅50cm×奥行き85cm（全席カップホルダー付） |
| 観客席     | 内野防球フェンス   | 3.51m                        | 1.75m （ダグアウト上のみ） |

### フィールドの特徴

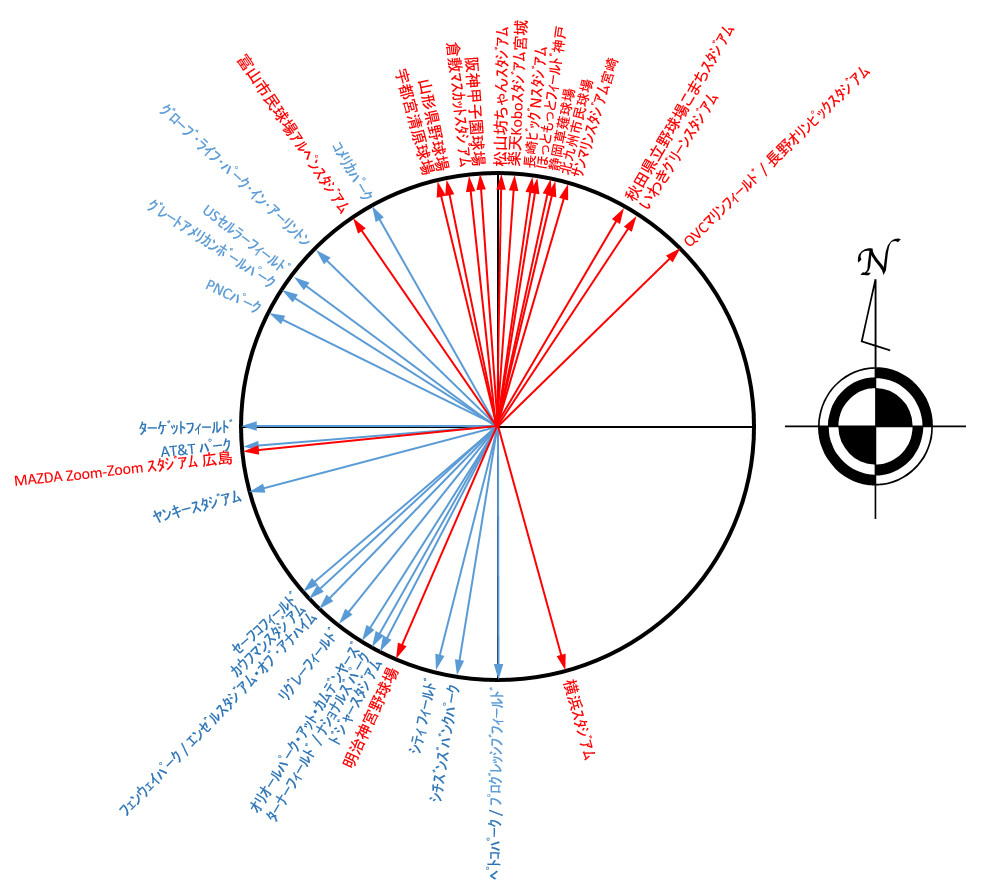
ホームベースが国内の他球場と異なる西南西に位置しており、オラクル・パークに非常に近い。

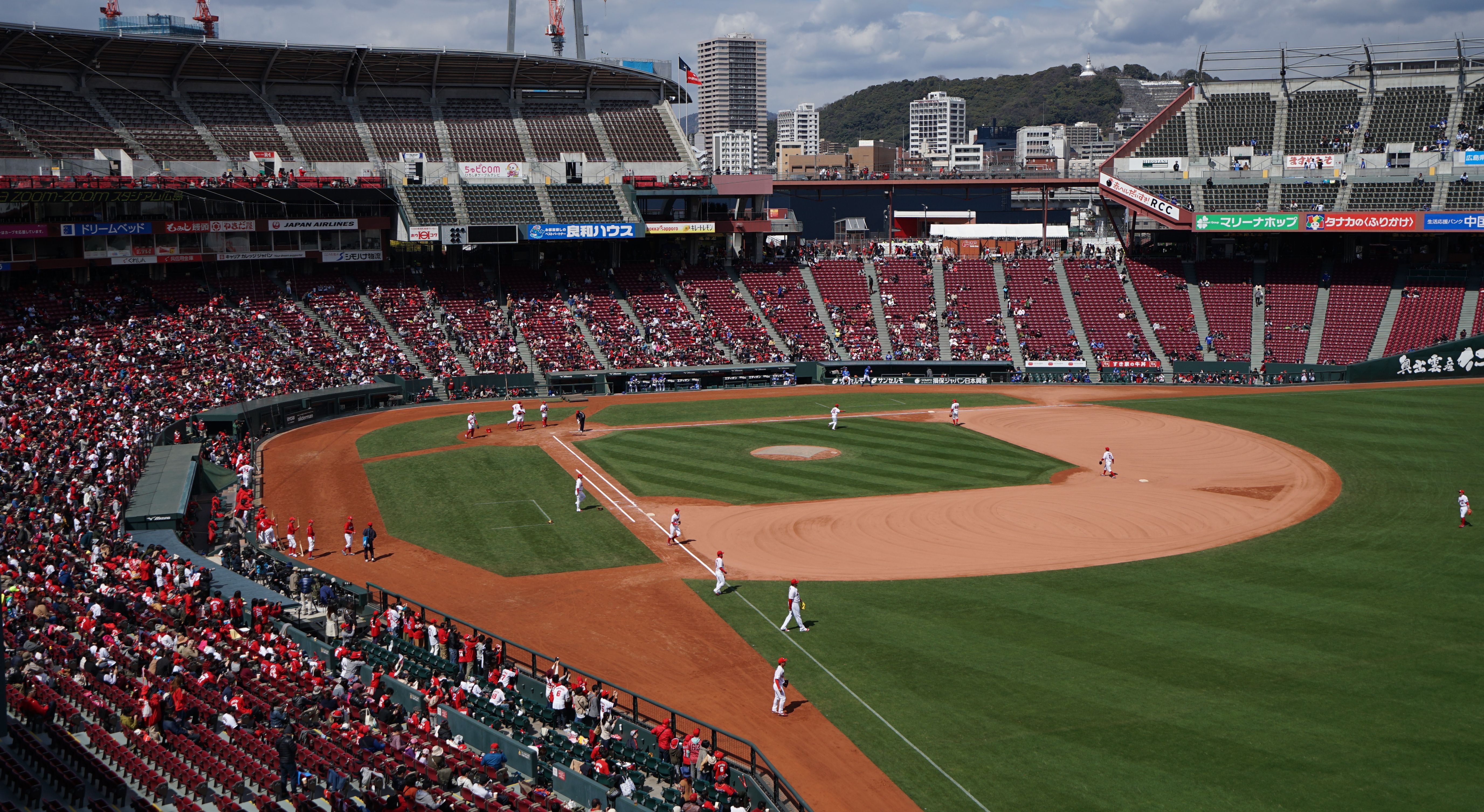
内野の土は2016年から色彩の調和を考慮した結果、アンツーカー主体に改められた

- 公認野球規則を満たす国内の球場の多くがフィールド面積13,000〜14,000 m2となるのに対し、本球場はプレーの臨場感や迫力を重視し、ファウルグラウンド部分を可能な限り縮小したため、改装後の楽天モバイルパーク宮城（同：12,800 m2）とほぼ同じく、従来よりやや小さなフィールド面積となる。プロ野球の本拠地の中ではベルーナドーム（同：12,631.29 m2）に次いで2番目にフィールド面積が小さい。
- メジャーリーグの多くのスタジアムと同様にホームベースは南西方向にある。そのためデーゲーム時において、外野手は飛球を追う際に太陽光に対する注意が必要とされる。
- フィールドの数値では左翼側が広いが、左翼ポール付近の外野フェンスは日本では珍しい直線となっているため、ポール際を除いて左翼側より膨らみがある右翼側のほうがホームベースからの距離が長い。
- 左翼側フェンスは、ホームランとして判定するラインをスタンドの2層目（3.6 m）、もしくは3層目（7.5 m）にするかで検討された結果、2層目とすることで決着した[38]。1層目の砂かぶり席、ライト側にあるのぞき穴チューブ席の前面にはグラウンドと仕切るための金網が設置される。
- 外野フェンスについては、広島球団の緒方孝市をはじめとする選手達からの要望を取り入れた結果、全体の高さに大きな変化はないものの、クッション部分の高さを従来の1m35cmから1m80cmに高めたほか、クッション自体も高性能な衝撃吸収能力を持つ製品（厚さ125 mm）が採用されている。2010年に広島の赤松真人と天谷宗一郎が相次いで成功させた、ホームラン性の打球を外野フェンスによじ登ってキャッチしたプレーはこのクッションの厚みと硬度のおかげとも言われている（プレーの詳細は両名の記事を参照のこと）。
- 『報道STATION』での栗山英樹のコメントによれば、内野が天然芝のためゴロが転がりにくく、イレギュラーバウンドが多く、ダブルプレーが取りにくいという。
- 2012年5月13日、先発した広島の前田健太が登板中に何度も足を滑らせる仕草を見せたため、試合後にマウンド周辺を確認したところ、踏み出す側の足場周辺の土が掘れすぎ、コンクリートのような地肌が露出していた。これを受けチーム遠征中に東京ドームと同様の粘土質の硬めのマウンドに改修された[39]。
- 2015年まで内野土には広島市民球場から使用されていた黒土と砂からなる混合土に天然芝との色彩の調和を考慮し、赤味の強いアンツーカーをブレンドしたものを使用していた。2015年から2016年にかけてのシーズンオフを利用して内外野天然芝の張替が行われたが、これと並行して、従来より選手から挙がっていた「内野の走路を硬くしてほしい」「水はけを改良してほしい」との要望を受け入れ、さらなる天然芝との色彩の調和も考慮された結果、内野土の配合はアンツーカー主体に切り替えられた。これにより、土の色はMLBのスタジアムとほぼ同様、明るい色彩になった[40]。

### スコアボード
センターバックスクリーン上に設置されている。
2009年〜2018年

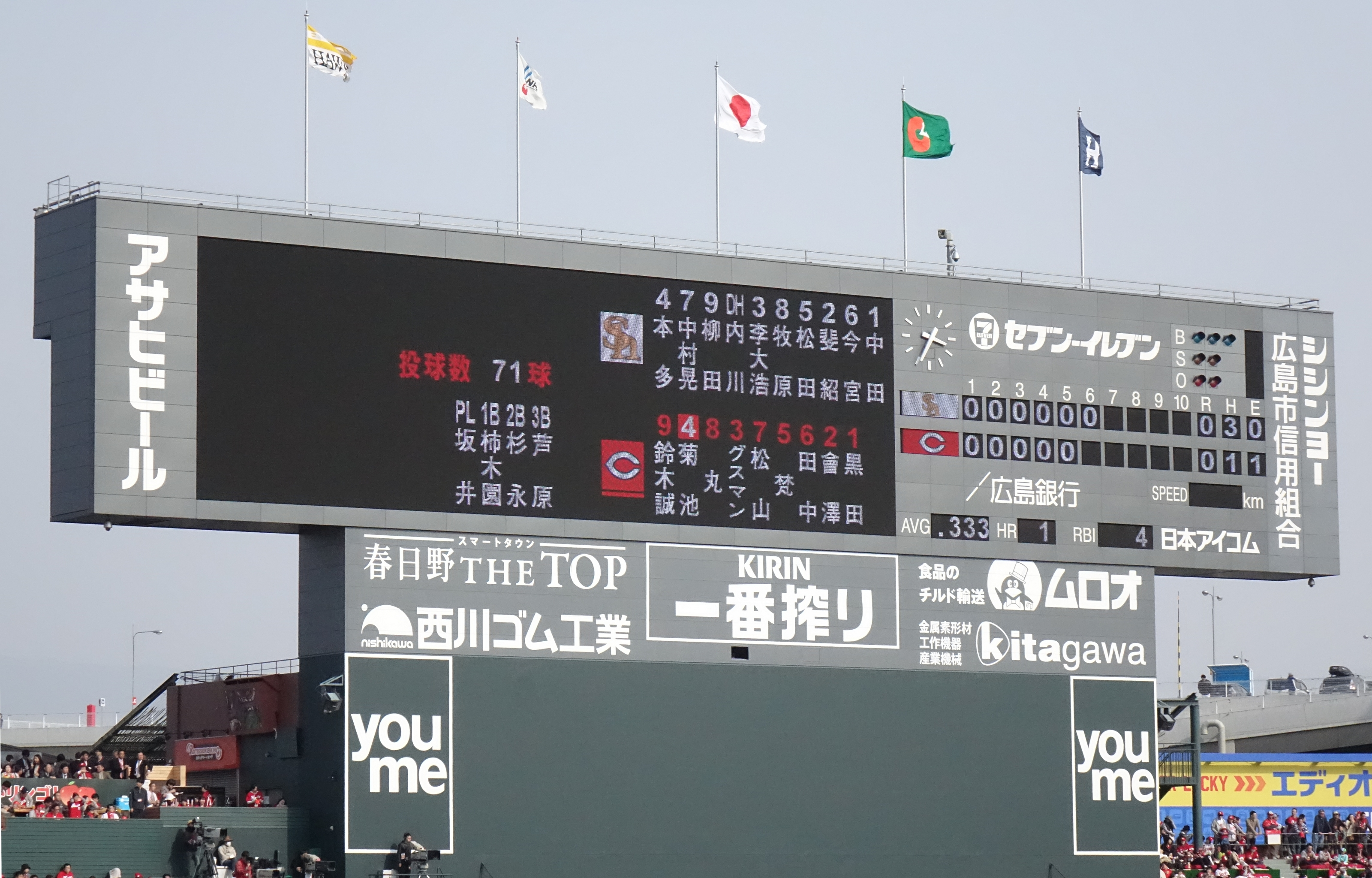
竣工時から2018年まで運用されたスコアボード。旧市民球場の2倍サイズ（横幅23.4 m）の大型ビジョンを備えた

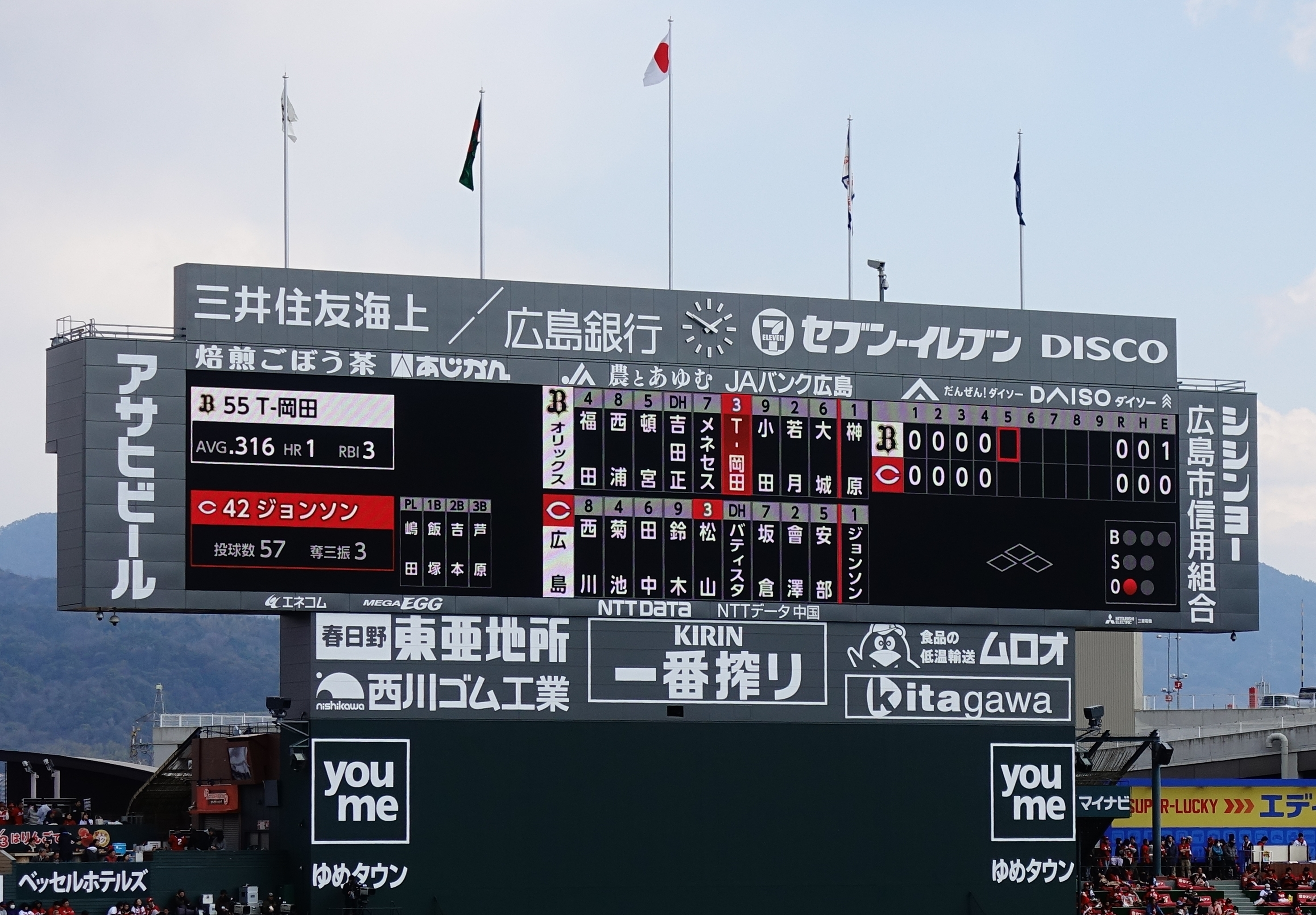
2019年から運用されているスコアボード。大型ビジョンと一体化した全面表示タイプ（横幅37.4 m）にリニューアル

- 正面の左端から中央にかけては可変式の大型映像モニター装置（パナソニック製アストロビジョン、ハイビジョン対応）が設置されており、全体1画面のほか、2画面分割の形式で試合のリプレーシーンや各種試合情報などを提供する。通常、画面左部分はリプレーなど各種映像や審判団の表示、右部分は両チームの打順掲示を行う（旧市民球場では打順表示は固定表示であった）攻撃時、出塁している打者の文字は緑色にて表示されるがこれは旧市民球場から受け継がれたものである。また、全体のデザインも旧市民球場のスコアボードを意識している。
- スコアボードの右端は固定表示部分となっており、得点掲示（10回まで）やボールカウンターの他、球速（SPEED）、打率（AVG）、ホームラン数（HR）、打点数（RBI）を表示する仕組みになっている。

ボード左側にはアサヒビール、右側には広島市信用組合（開場時はコカ・コーラ）の広告が入っていた。右端の最上部には開場以来JALの広告が入っていたが、2010年に経営破綻したためこの年限りで撤退。翌2011年からはセブン-イレブンの広告が入った。球場付近を走行する列車から見える位置にも設置されているため、スコアボードの裏面には球場名とともに「ようこそ、ときめく広島へ。」という広島来訪に対する歓迎メッセージが入っている。ボード下部の広告スペースは、開場当初はキリンビール1社だけであったが、後にキリンを含む5社が占有した。
このほか、内野2階席最前面にも得点表示用のサブスコアボードと帯状映像装置（リボンビジョン）が設置されている。
2010年5月11日、ボールカウントの表記をストライク、ボールの「SBO」表記からボール、ストライクの「BSO」表記に変更された。これは国際慣習に基づくもので、横浜スタジアムに次いで国内では2例目。14日の交流戦（対楽天戦）から使用開始している。2015年からは投手の投球数が表示されるようになった。
2019年〜

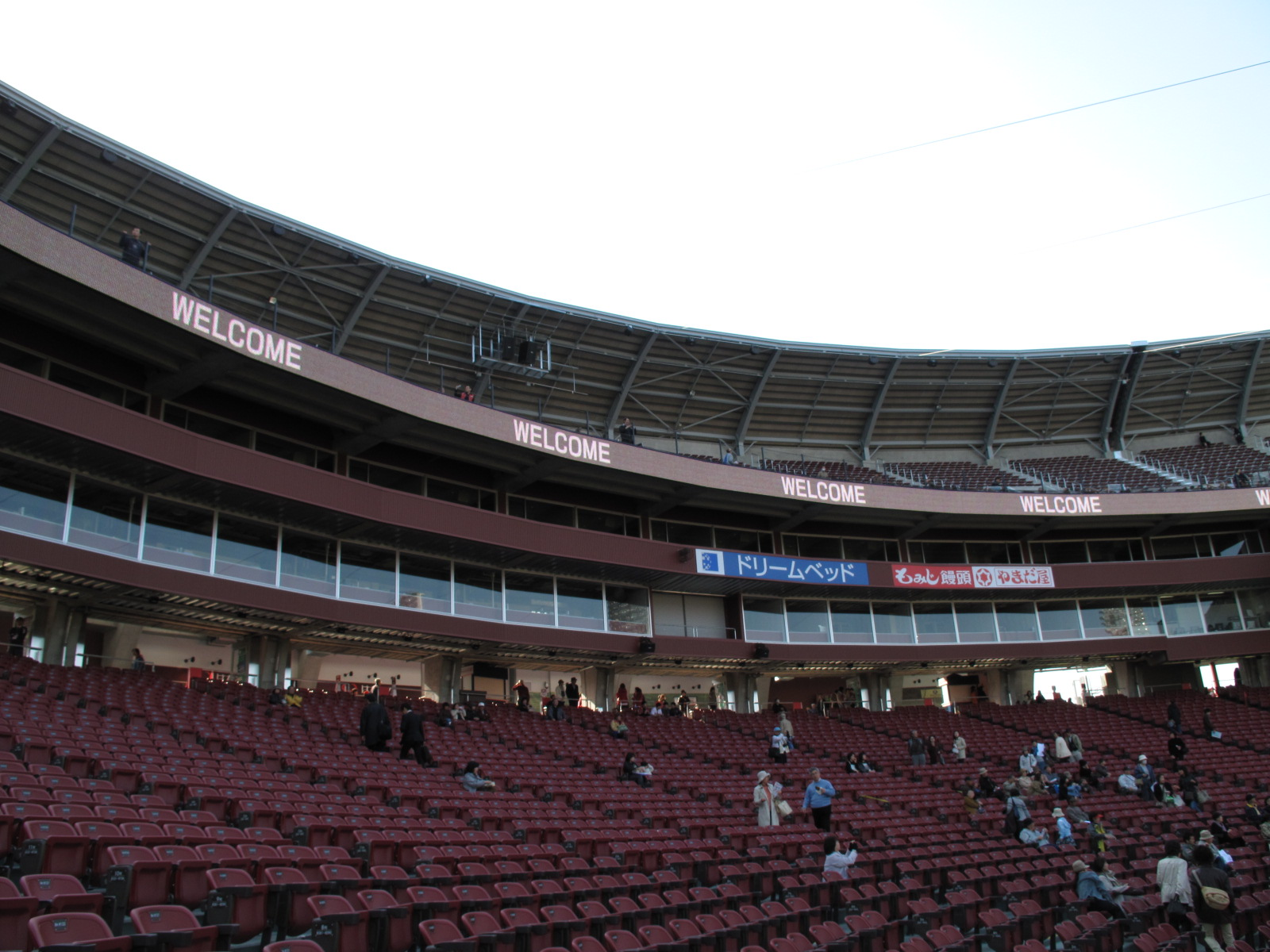
1階スタンドと2階スタンドの中間には、メディア用の放送ブースや記者席が設置されている。

2016年から2018年まで、NPB本拠地12球場のうちスコアボードが全面表示タイプ（2分されたものもある）でないのは本球場のみであったが、2018年オフの改修工事にて三菱電機製のオーロラビジョンに更新、従来面積比で約1.5倍となる高さ7.04m、長さ37.44mの全面表示タイプ（フリーボード）化され、2019年のオープン戦より運用されている（詳細は後述）。
リニューアルに伴い、イニングは9回まで(10回以降は、プロ、アマチュアとも1回の箇所から表示し直し)となり、ボード上部に新たな広告スペースが設けられ、全面表示化に伴って行き場の無くなった大時計が移設された。
球団名については「広島」「ヤクルト」など一般的な略称で表記されているが、北海道日本ハムファイターズのみ「日本ハム」でなく愛称の「ファイターズ」を用いている。

### 放送席
メディア用の放送ブースは1階スタンドと2階スタンドの中間に設置されている（テレビ中継でも頻繁に映っているバックネット裏のブースは場内アナウンス用）。テレビ放送ブース2室、ラジオ放送ブース4室。常設の放送ブースでは足りない場合は、内野スタンドに仮設ブースを設営し、対応する。(日本シリーズ等)
設計当初、放送ブースは近年建設された他球場の例に倣い2階スタンドの最上部に設けられる予定であった。一方、旧市民球場の放送ブースはバックネット裏のグラウンドレベルに設けられていたが、これは旧市民球場が建設された1950年代においては、野球中継の主流がラジオ放送であり、選手の動きを詳細な言葉にして伝える必要があるため、放送ブースは観戦しやすいことが最重要であったためである（そのため同時代に建設された野球場のラジオ放送ブースはバックネット裏に設置される事例が多かった）。
その後、球場の実施設計の過程において、旧市民球場の実況に慣れ親しんだ地元放送局・RCC中国放送から、放送ブースの設置位置に関する要望が出された結果、最終的に現在の位置に落ち着いた。

## 施設改修について
球場完成後もかつての旧市民球場と同様、順次改修が行われている。

### 特別席（プレミアムシート）の増設・改修
2010年
- テーブルを囲むテラス席やパーティーエリアが人気を集めていること、さらにバリアフリーの充実を図ることから、グループ観戦席の改修がメインとなった。
- レフトスタンドの最上部を改修し、「ファミリーテラス」「パーティーデッキ」を設けた。このエリアはコンコースに面し段差がないため、車椅子のまま利用可能な席となっている。
- 三塁側内野席の最上部には、掘りごたつ形式で畳に腰掛け、テーブルを囲む「鯉桟敷」が設けられた。
- 車椅子席は従前の90席から121席へ増設された。さらに介助者も車椅子利用者の隣に座って観戦できるよう席のレイアウトが改善された。

2011年
- 車椅子席が正面砂かぶり席（1席）、カープパフォーマンスシート（3席）、ビジターパフォーマンスシート（4席）にも新たに設けられるなど、合計で142席に増設された。

2013年

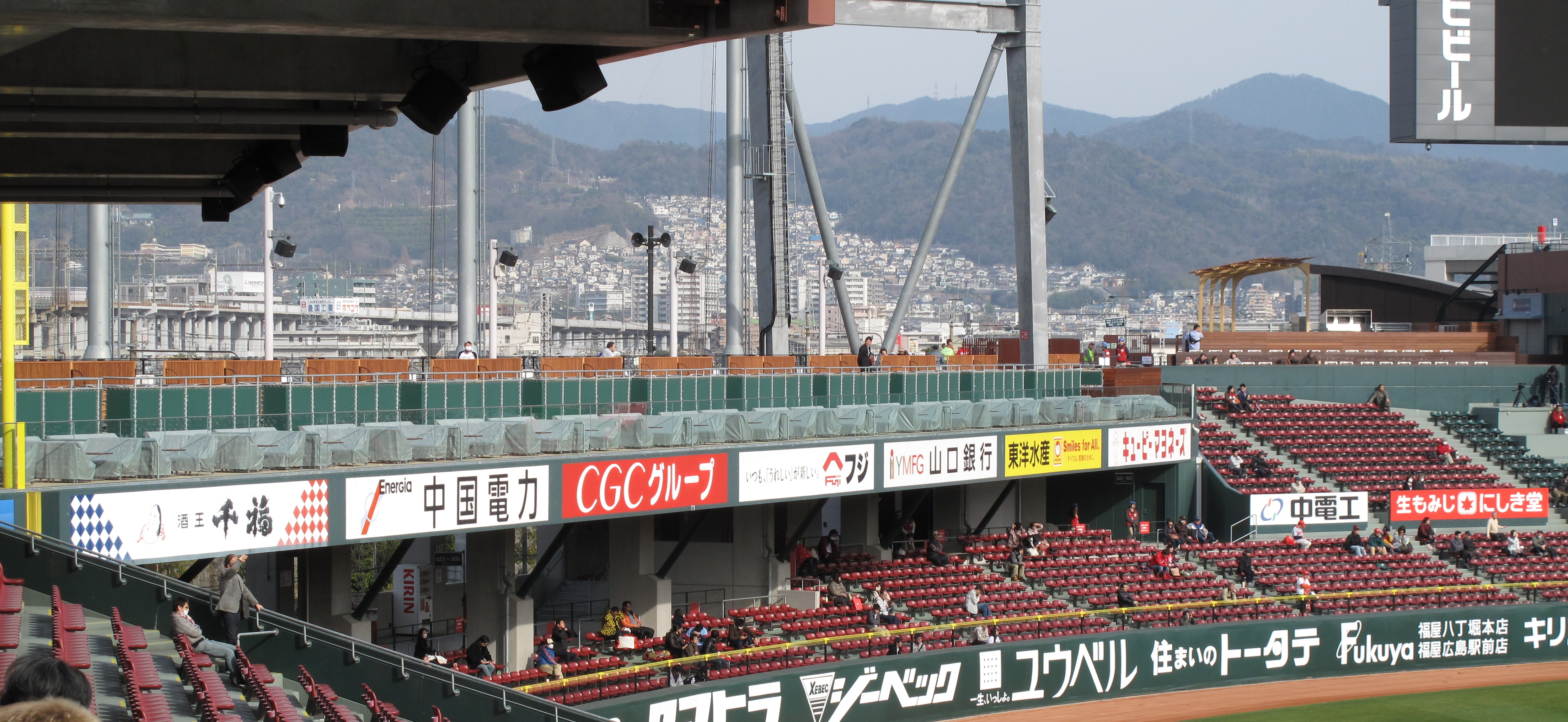
2013年、開場から5年目を迎え、レフトスタンド中心に大幅な改修の手が入った。

- 5年目を迎え、レフトスタンド、およびその周辺について、規模としては過去最大（工事費：1億円）となる改修が行われた。
- レフトスタンドの2階部分は、最前部の手すり部分をガラス張りにし、クッション付きのシートを用意した「プレミアムテラス」となった。
- 「プレミアムテラス」後方にあった従来の「ファミリーテラス」は、上下2段の木製ベンチシート等が用意された「コージーテラス」となった。
- 三塁側内野席の最上部にあった「鯉桟敷」、レフトスタンドにあった「パーティデッキ」はそれぞれ好評を博したため、前者は従来の3エリアから9エリアに、後者は1エリアから2エリアに増設された。
- バーベキューエリアとして従来の「エバラ黄金の味びっくりテラス」が好評だったため、新たにバックスクリーン横（レフト側）にもバーベキューが楽しめる「パーティグリル」が設けられた。

2014年
- 前年に引き続き工事費1億円をかけて、2階スタンドに改修の手が入った[45]。
- 2階スタンドの最前列に位置する「コカ・コーラ テラスシート」のグラウンド面の手すりについて、従来はコンクリートの塀の上にネットが張られたものだったが、2014年からネットを撤去し全面を強化ガラスに変更、2階席からの視界が向上した。
- 「コカ・コーラ テラスシート」の椅子について、従来の木製品から長時間の観戦でも疲れないクッション付きシート（マツダ車のシートサプライヤーであるデルタ工業製）に変更された。それに伴い座席レイアウトも見直され、座席数は従来から70席増加して440席になった。

2015年
- スポーツバー（パーティスペース）として利用されていたライトスタンド下の「のぞきチューブ席」がリニューアルされ、巨大バットは巨大スパイクに置き換えられた（それに伴いライトスタンドに突き出していたバットもスパイクに変更）。座席もかつて旧広島市民球場で使用されていたプラスチック製のものからソファーに変更され、壁面には試合中継用のマルチモニターが5台設置された。
- 2009年開場時から設けられていたウッドデッキ席を廃止し、更にレフト外野指定席の一部を加えたスペースを「ちょっとびっくりテラス」と銘打ったバーベキューエリアに変更した。
- 外野砂かぶり席の座席が、従来の座面と背もたれが固定されたプラスチック製のものからクッションを備える座面跳ね上げ式の製品にグレードアップした。

2017年〜2019年
- グループ観戦席が好評を博していることから、さらなる改修と増設が行われた。
  - 2017年は、レフトスタンドの「パーティベランダ」が「食と団らん」をテーマにリニューアルされ、それまで他の外野スタンドと同じであった椅子が専用のものへ変更された他、食事ができるカウンターやソファー、さらに天井に試合中継用のマルチモニターが10台設置された。
  - 2018年は、2階スタンドの両端に観客が観戦中にくつろげるようソファやビーズクッションなど用意した「アウトドアデッキ」、コンコース2階（2012年増設）に「オブジェデッキ」がオープンした。「オブジェデッキ」からグラウンドを見ることは難しいが、試合観戦用のテレビモニターが設置され、さらに「サングラスをかけた12体の赤い動物のオブジェ」、料理は「オランダ風パンケーキ」や「オランダ風魚介のフリット」など限定メニューを用意するなどして付加価値を高めた。
  - 2019年は、ライトスタンドのコンコース上に新たに設置されたバスタブ（お湯の代わりにクッションが敷き詰められる）で観戦できる「バスタベリア」がオープンした他、「パーティデッキ」（3塁側内野スタンド）のグラウンド側は、段差を設けて低くさせることで試合を見やすくする改修が行われた。

### 太陽光発電設備の導入

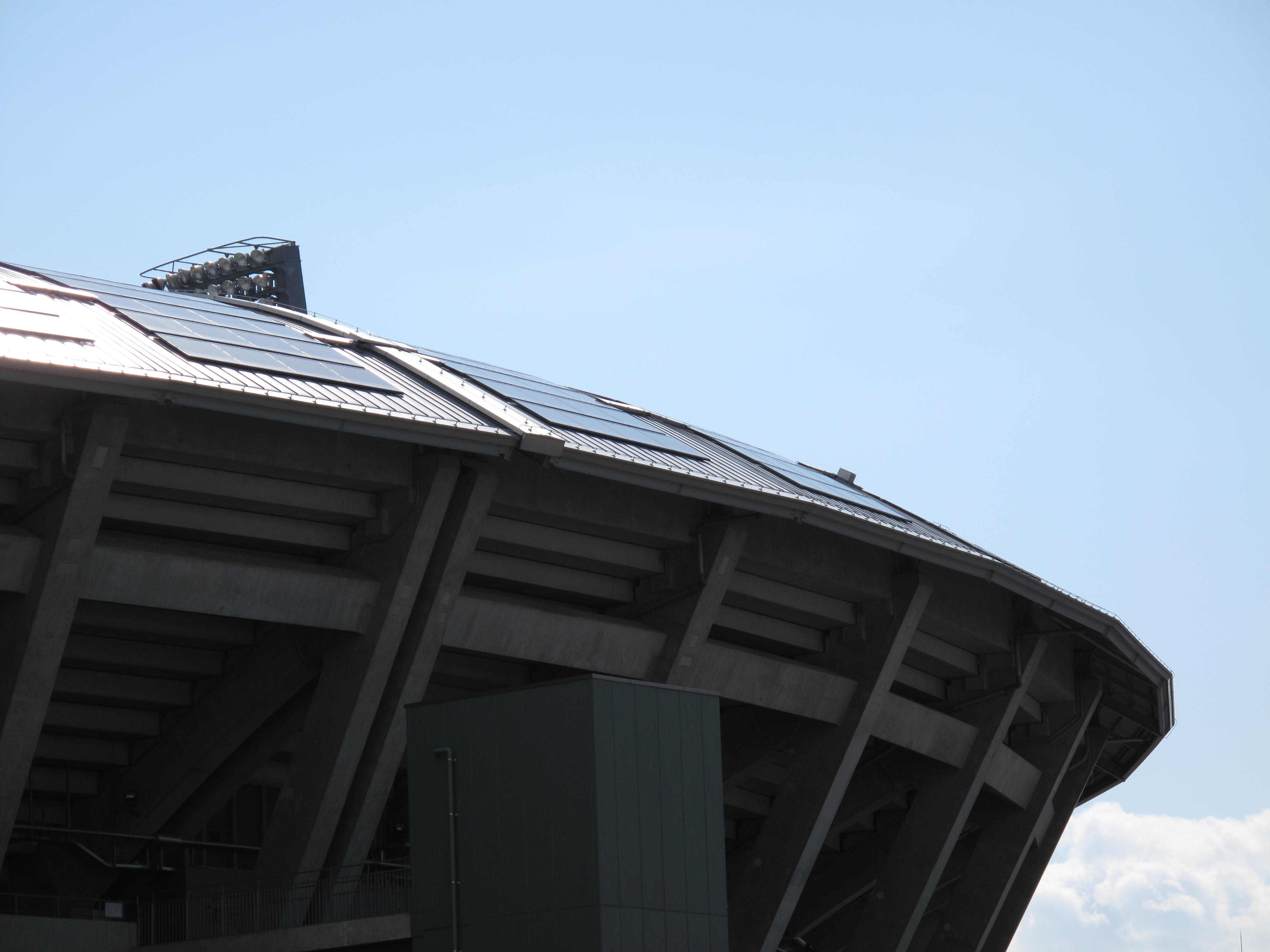
2010年から稼働した太陽光発電設備。

環境問題がクローズアップされる昨今において、欧米では敷地面積の広いスタジアムへの太陽光発電の導入が相次いでいる。2007年にアメリカのAT&Tパークは、野球場としては世界初となる年間12万kWの発電能力を持つ太陽光発電システムを設置したが、日本では埼玉スタジアム2002（8,500kW）や熊谷スポーツ文化公園（3万kW）などで比較的小規模の太陽光発電が行われているに過ぎなかった。
2008年、広島市は「2009年度市役所低炭素化プロジェクト」において、当時建設中の新球場に年間10万4,800kW（ナイトゲームで使用する照明の32試合分）の発電能力を持つ太陽光発電システムの導入を決定した。2009年のオフシーズンを利用して、スタンド屋根に560枚の太陽電池パネルが設置され、同様の工事が行われた阪神甲子園球場と共に2010年春以降、国内初のスタジアムによる大規模太陽光発電を行っている。発電された電力はナイター照明のほか、空調設備などに使用されており、二酸化炭素の年間排出量を約70トン削減できるとされている。球場正面のエントランスにはPRモニターが設置されており、来場者はここで発電状況を確認することができる。

### カープ名選手レリーフの設置
2010年の広島球団創設60周年を記念し、地元メディアの中国新聞社にて歴代の名選手について読者投票を行い、選ばれた17名の選手を『カープの星』と銘打ち、そのレリーフを同年5月以降に球場西側の大型スロープ「広島市西蟹屋プロムナード」に設置することになった。
投票の結果、選出された歴代選手は以下の通りである。なお、広島球団史上最高のスターとされる山本浩二と衣笠祥雄の両選手はその功績から「無投票当選」となった。2014年3月には前田智徳、2017年3月には黒田博樹が新たにレリーフに加わり、19名となった。
- 1950-59年：白石勝巳、長谷川良平、藤井弘 （3月30日の中国新聞朝刊で特集記事を掲載）
- 1960-69年：安仁屋宗八、古葉竹識、山本一義
- 1970-79年：江夏豊、外木場義郎、三村敏之
- 1980-89年：高橋慶彦、達川光男、津田恒実
- 1990-99年：大野豊、北別府学、野村謙二郎
- 2000-09年：緒方孝市、佐々岡真司、前田智徳（2014年3月9日設置）
- 2010年-：黒田博樹（2017年3月18日披露）

### トイレの追加設置・改修

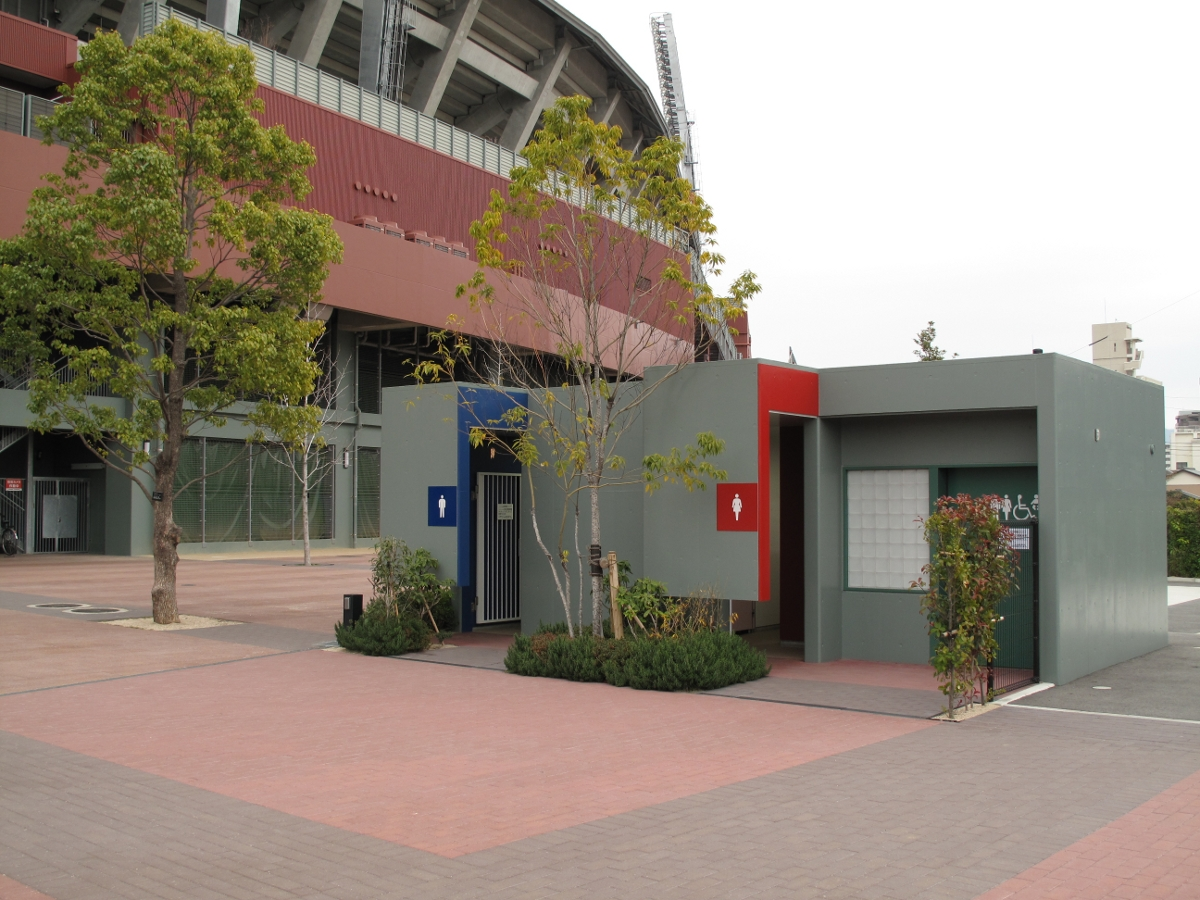
ファンからの要望により設置された球場外トイレ。

2009年以降、試合開始当日は球場開門前から多くの野球ファンが訪れるようになったが、「球場外にトイレがなくて不便」との苦情が相次いだ。そのため球場内の関係者用トイレを臨時開放する等して対応してきたが、2009年のオフシーズンを利用して球場正面入り口東側にトイレが建設された。
ファンや企業からの寄付金により建設されたこの施設は、オストメイト・車椅子利用者に対応する多機能トイレやベビーチェアが用意された身体障害者用個室1室を備えている。
2016年オフシーズンには球場の更なる快適さの向上を図るため、1億8500万円を投じてコンコース内にある7カ所のトイレの改修が行われた。90個あった洋式トイレを94個に増やした上で女性用トイレの全てに温水洗浄便座が設けられた他、男女用共に壁紙、床、天井を新しくし、ドアは木目調に、洗面台の鏡は壁一面にはめ込まれ、照明はLED式になる等、さまざまな改修が加えられたことにより明るく開放的な空間になった。さらに米国の野球場を視察した球団職員の提案により、男女用共に試合中に行けるようラジオによる試合中継が流されるようになった。

### エレベーターの増設
開場当初からあった車椅子観戦スペースに加え、年々、車椅子でも利用できる特別席（プレミアムシート）が増えてきたことに伴い、開場当初からのエレベーター数（5基）では対応が難しくなった。そのため2013年オフシーズンを利用して、緊急時に患者を搬送できるストレッチャーを搭載可能な大型エレベーターの増設工事が進められ、2014年5月から稼働した。
このエレベーターは、従来からあった3塁側内野スタンドのエレベーターの位置から更に身障者用駐車場に近い場所に設置されている。

### スタジアムカフェの新設
2012年3月、球場正面入り口右横のスペースに、スタジアムカフェ（広さ320 m2）が新設された。
来場者は食事を楽しむだけではなく、貸し出されるチョークを使ってカフェ内のカラフルに装飾された壁に選手へのメッセージや伝言などを自由に書き込むことができる。2012年12月には壁面に大型LED液晶ディスプレー（横6メートル、縦2メートル）が設置され、カープに関連した映像が常時流されている。
2014年オフには大規模な改修が行われ、ヨーロッパのガーデンハウスを参考に、小物・雑貨屋とカフェを併設した「C garden」（シーガーデン）として2015年3月、リニューアルオープンした。

### 涼を楽しめるパーゴラの設置

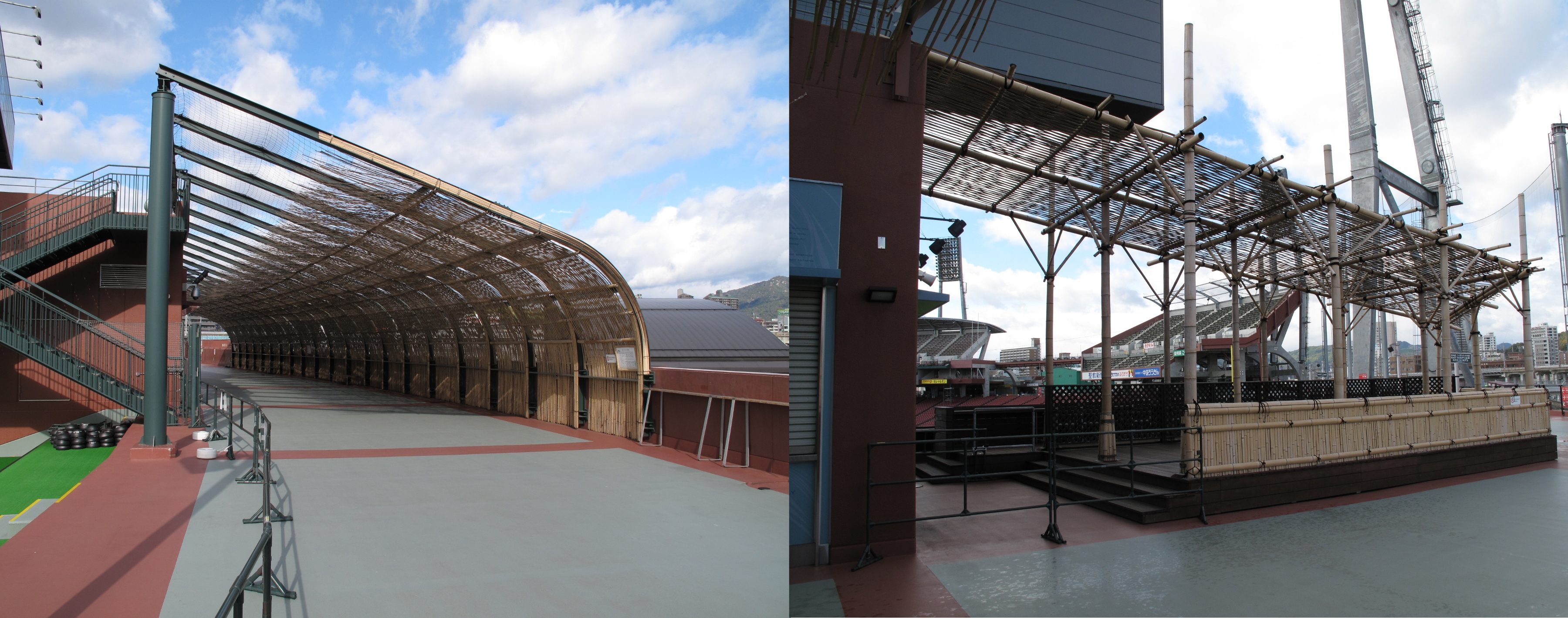
パーゴラを利用して制作された竹細工。

2010年、バックスクリーン裏側のコンコース上に、パーゴラ（アーケード状の骨組み）が新設され、ガーデニングの立体的な景観を楽しめるようになる他、デーゲームの日差しをしのげる葉陰ができるようになった。
初年度となる2010年は朝顔とゴーヤがパーゴラで栽培され、これらは「緑のトンネル」と名付けられた。
2011年以降はこれらに加えて竹原市特産の竹簾がバーゴラに取り付けている。
2012年は竹原市竹工芸振興協会の手により、新たにバックスクリーンの横（レフト側）にも竹製のパーゴラが設置されたが、2013年からこの場所には「パーティグリル」が設けられたため現在は撤去されている。

### オブジェ・アトラクションの設置
2010年3月、センター側ウッドデッキ席の後部に球場と同じ高さ、同じ材料を使用したラバーフェンス2枚と打球に飛びつく等身大の天谷宗一郎人形が設置された。さらに2011年は「日本の野球史上、もっとも衝撃的なキャッチ」（アメリカ・CBS）として世界的な話題となった2010年8月4日・対横浜ベイスターズ戦の赤松真人のスーパープレイを再現した人形が新たに加わった（これらオブジェは役目を終え2011年末に撤去されている）。
また、2011年のシーズンから内野スタンド2階（1塁側）に、3〜10歳の児童を対象とした「ふわふわカープ坊や」と銘打った遊具が設置され、2012年には新設されたコンコース1塁側（ライト寄り）多目的スペースに「かーぱ君」と銘打ったカバのオブジェが登場、さらにその屋上には「スラィリースライダー」と銘打った遊具が設置された。これらの遊具は2018年に「アウトドアデッキ」、「オブジェデッキ」がオープンしたことにより、現在ではスコアボード後方のイベント用ブースに移動している。
2012年11月23日には、ライトスタンド傍のルネサンス棟に鯉の壁画がお目見えした。2013年3月から球団はルネサンス棟の一部をグッズショップとして利用しているが、その周辺を彩るため、京都市左京区の画家、木村英輝氏に作成を依頼したもので、縦4.5メートル、横60メートルの壁に、108匹の真っ赤なコイが、無心に前へと泳いでいく姿が描かれている。
2016年4月には球場入口近くのカープ屋内練習場デッキにお化け屋敷「ざくろ女の家」がオープン、同年7月16日からは第二幕が開催された。
2018年5月には球場開場10周年を記念したイベントが開催された。これはポルトガルのカンポマイオール市の「紙花まつり」、アゲダ市の「傘まつり」 を参考にしたもので、天候統計から晴天が最も期待できる5月25日〜27日にかけて開催された。

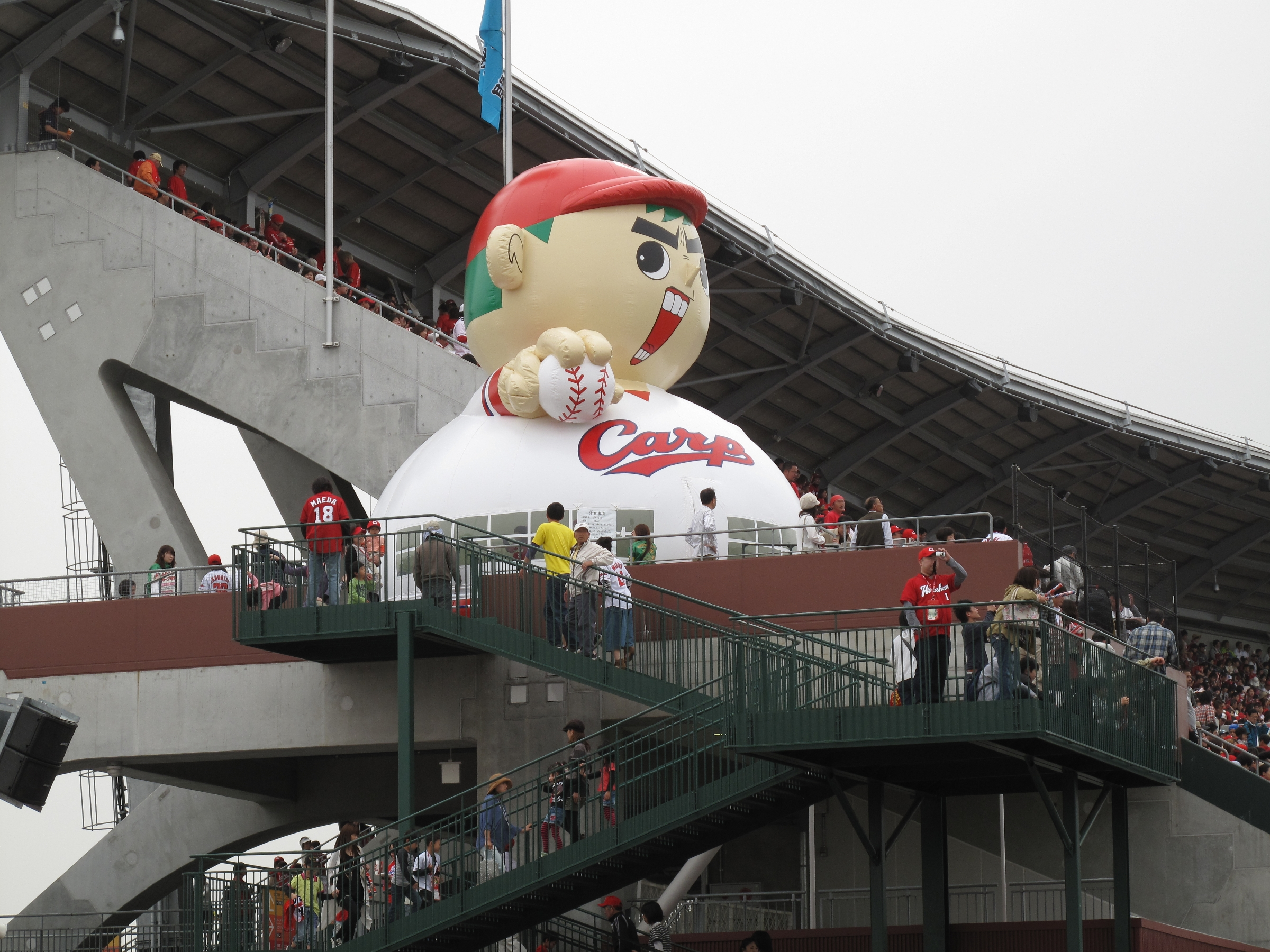
2011年に登場した初代「ふわふわカープ坊や」。
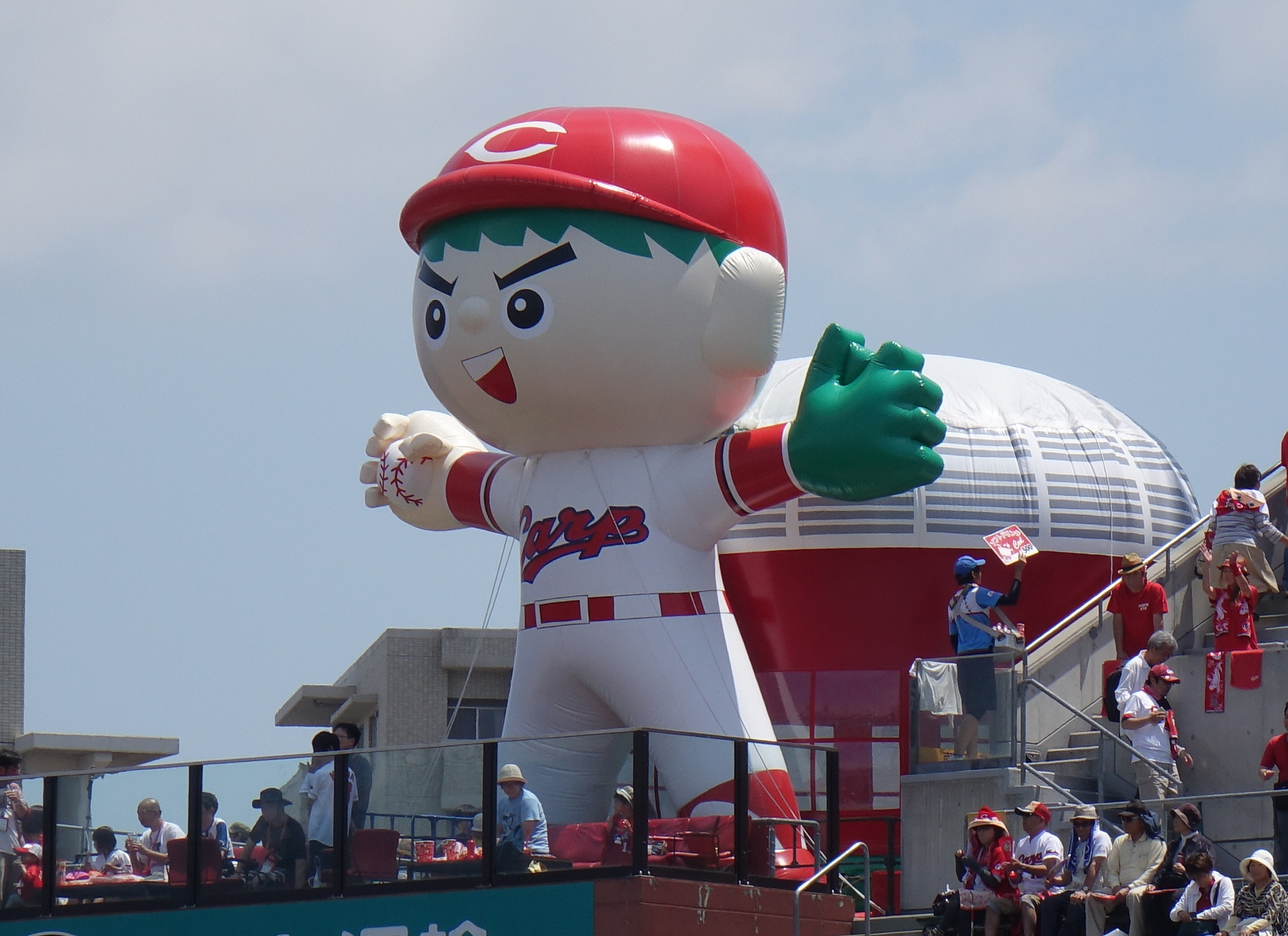
2015年にリニューアルされた2代目「ふわふわカープ坊や」。
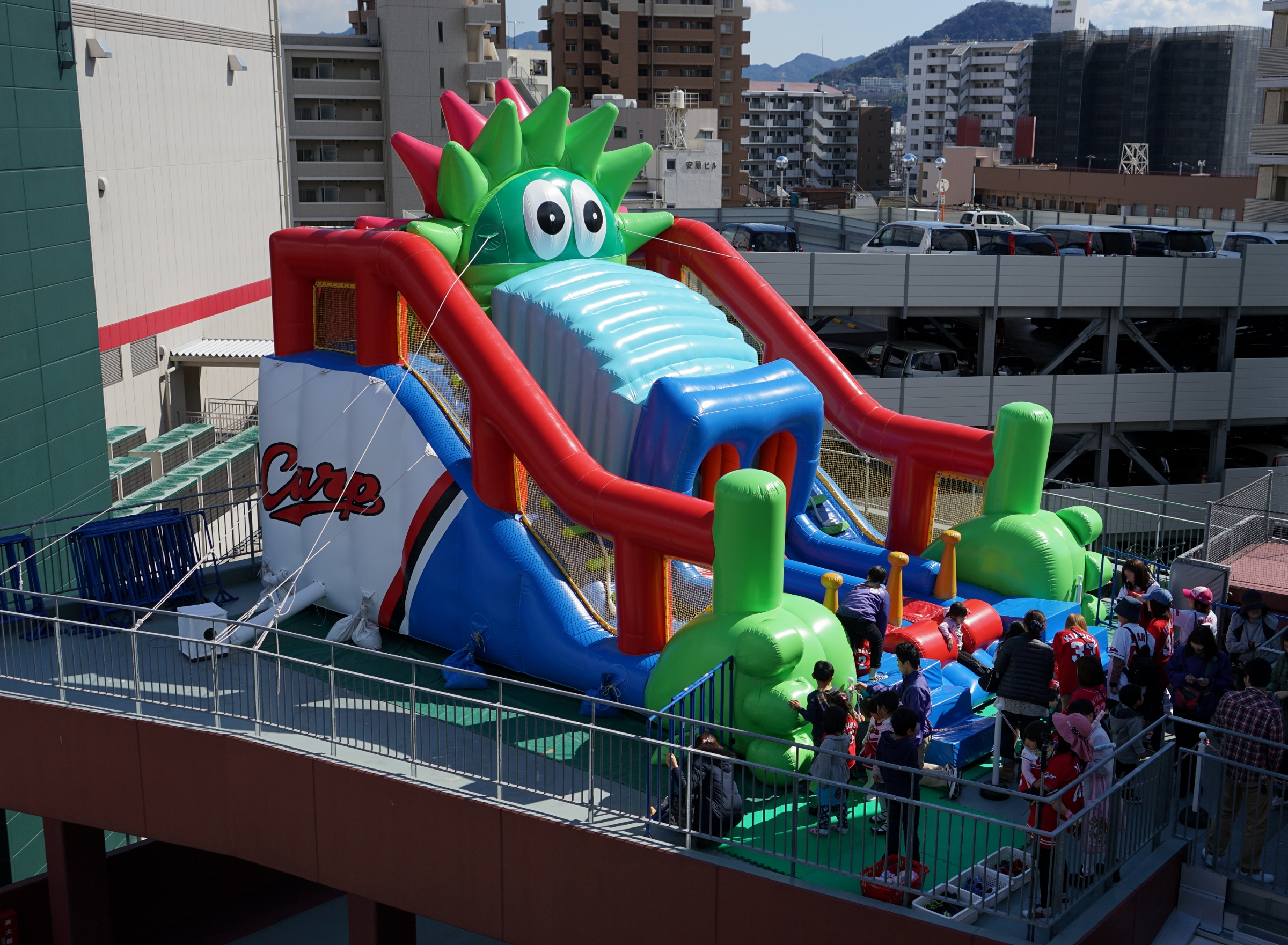
「かば広場」屋上に設置された「スラィリースライダー」。
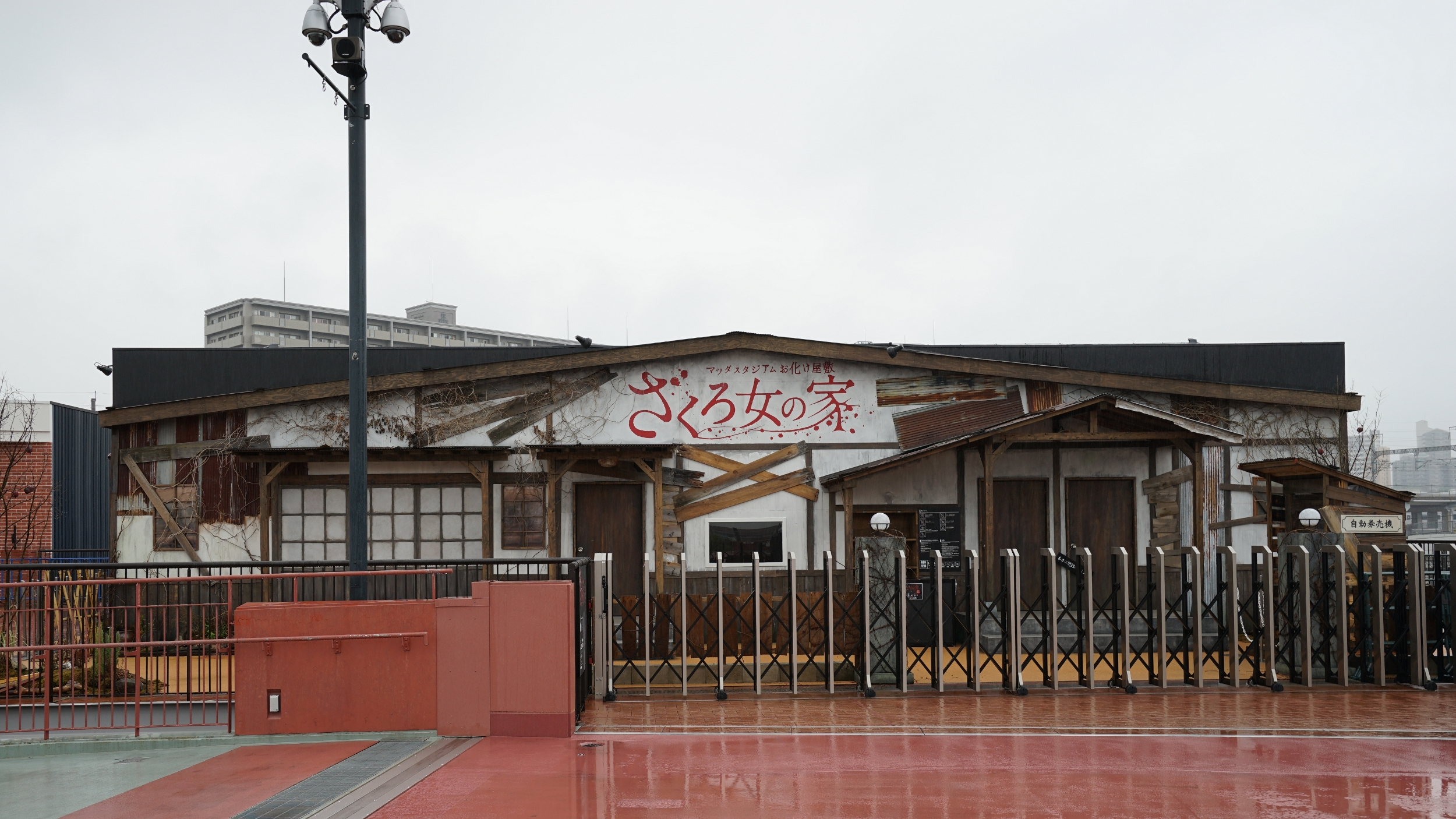
2016年に開演されたお化け屋敷「ざくろ女の家」。
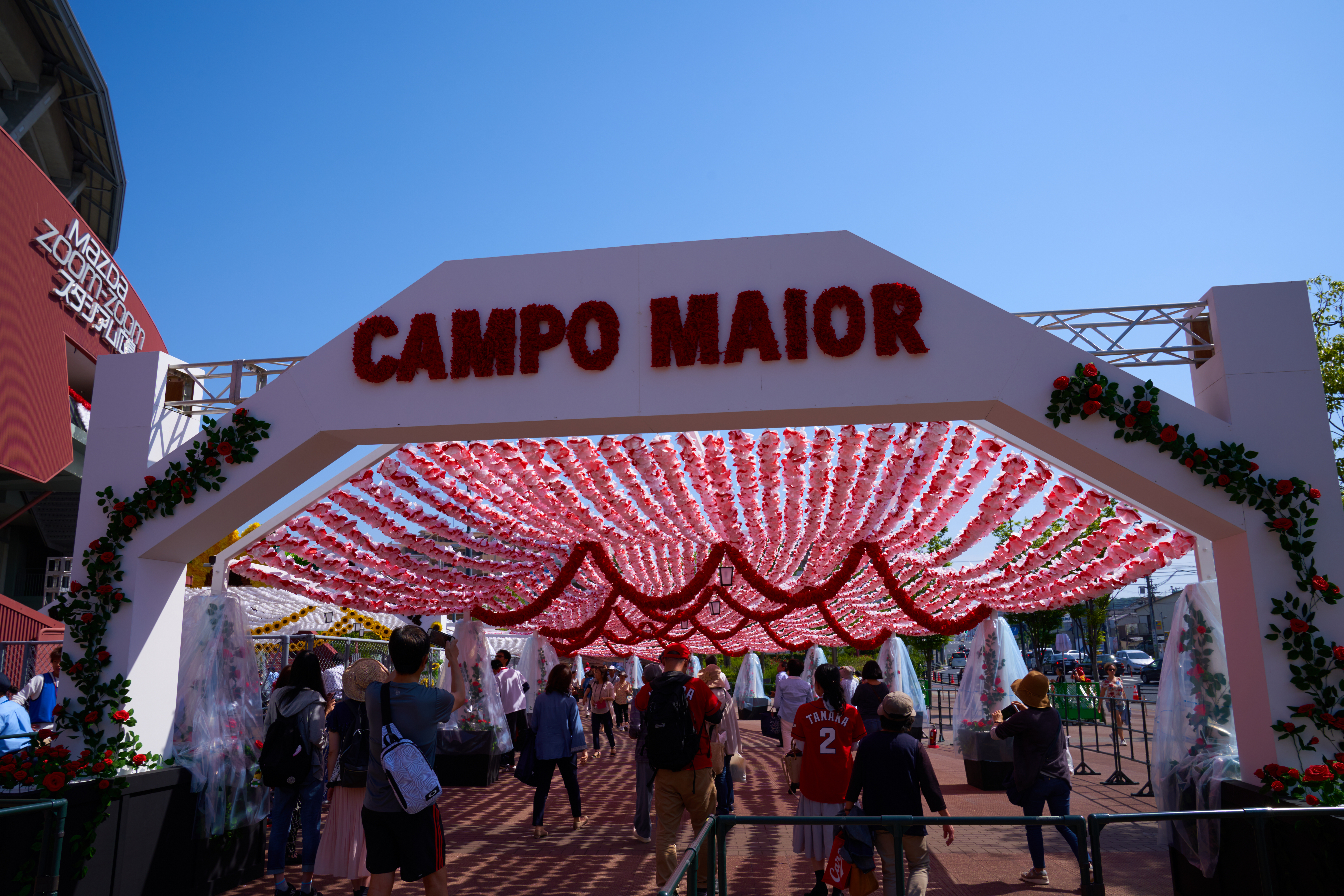
開場10周年記念イベント。カンポマイオール市の「紙花まつり」を参考にした。
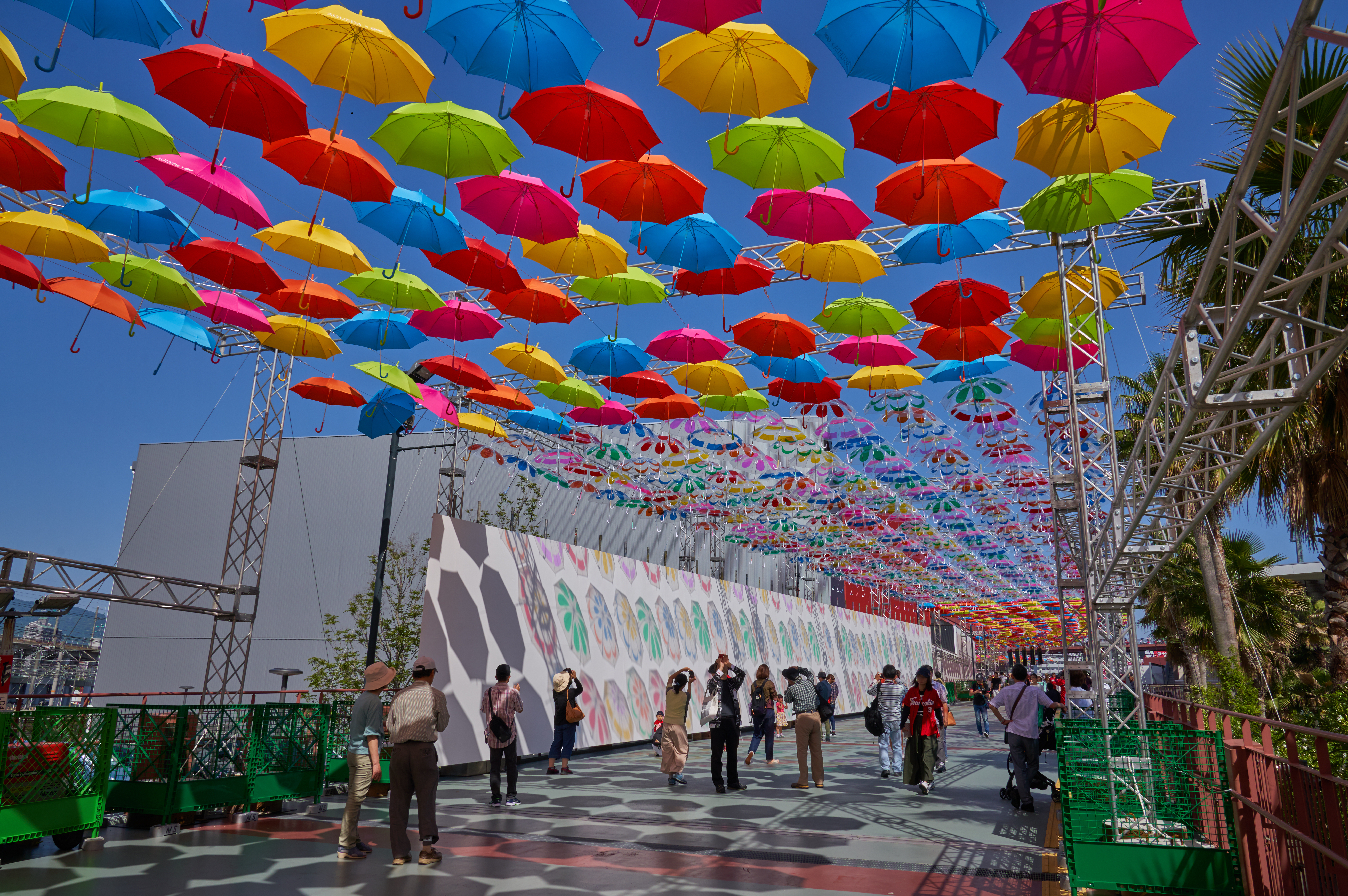
アゲダ市の「傘まつり」を参考にした開場10周年記念イベント

### スコアボードの全面スクリーン化
前述の通り、開場年の2009年から2018年までは全面表示タイプではないスコアボードを採用していたが、映像による演出に制限があることに加え、開場から10年を経過して老朽化が目立つようになり、球団やファンから全面表示タイプのスコアボード導入を望む声が聞かれたことから、2018年のシーズンオフにスコアボードの全面改修工事を実施した。
総工費は約3億6700万。2018年11月26日着工、2019年2月28日完成。同年3月5日の対巨人戦（オープン戦）で初お披露目となった。

### その他
2013年のペナントレース開幕に合わせて、ライトスタンド1階席の右中間〜バックスクリーンの付近の最上段の箇所に、エディオン協賛の懸賞金付き看板「エディオンゾーン」が設置された。プロ野球1軍公式戦においてこの看板に当たるホームランが出た場合、賞金100万円が贈られることになっている。

## 球場周囲のモニュメント

カープ坊やのマンホール。球場周辺の道路262箇所に設置されている。
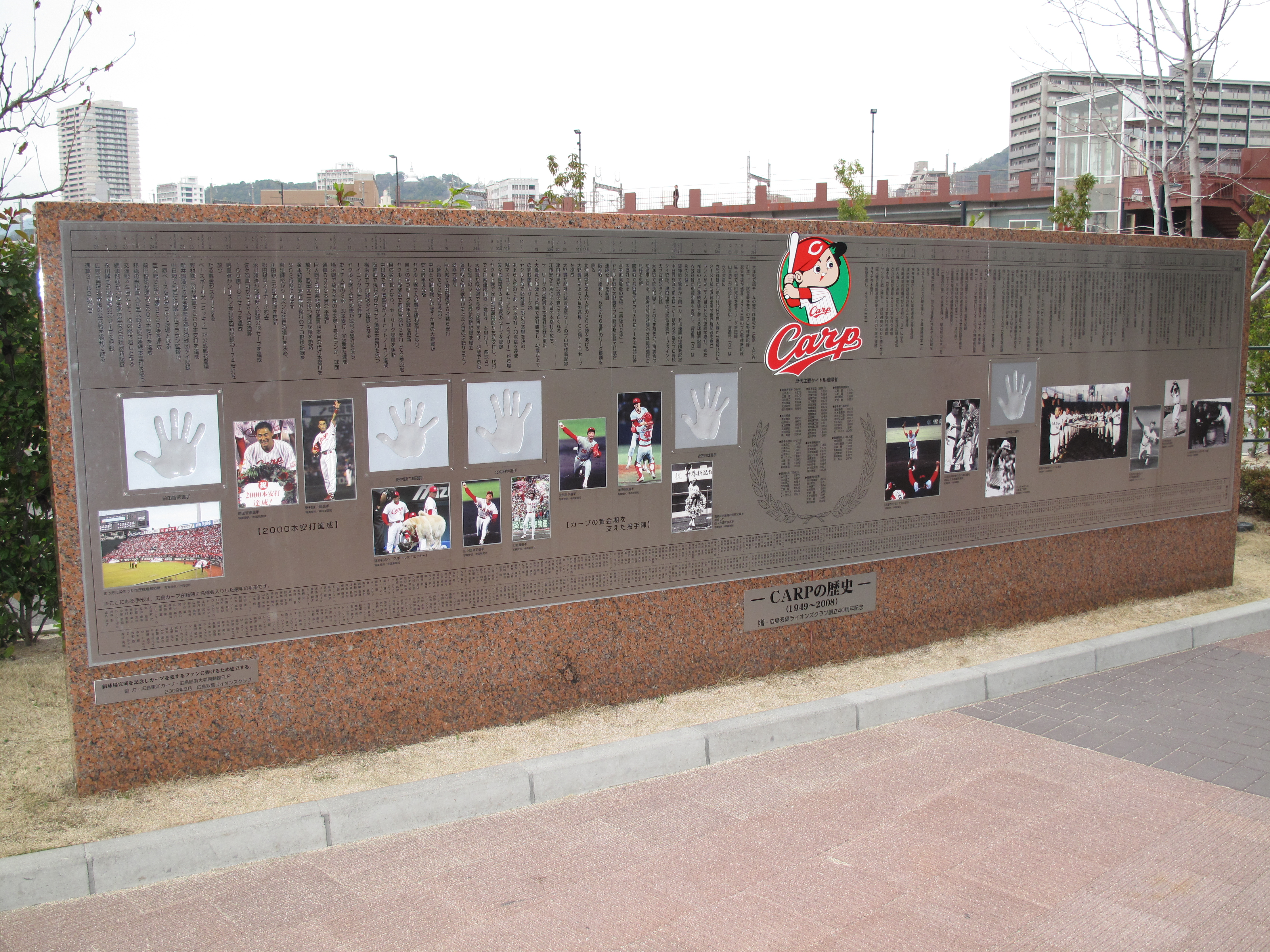
新球場完成前（1949年-2008年）のカープの歴史が刻まれた記念碑。
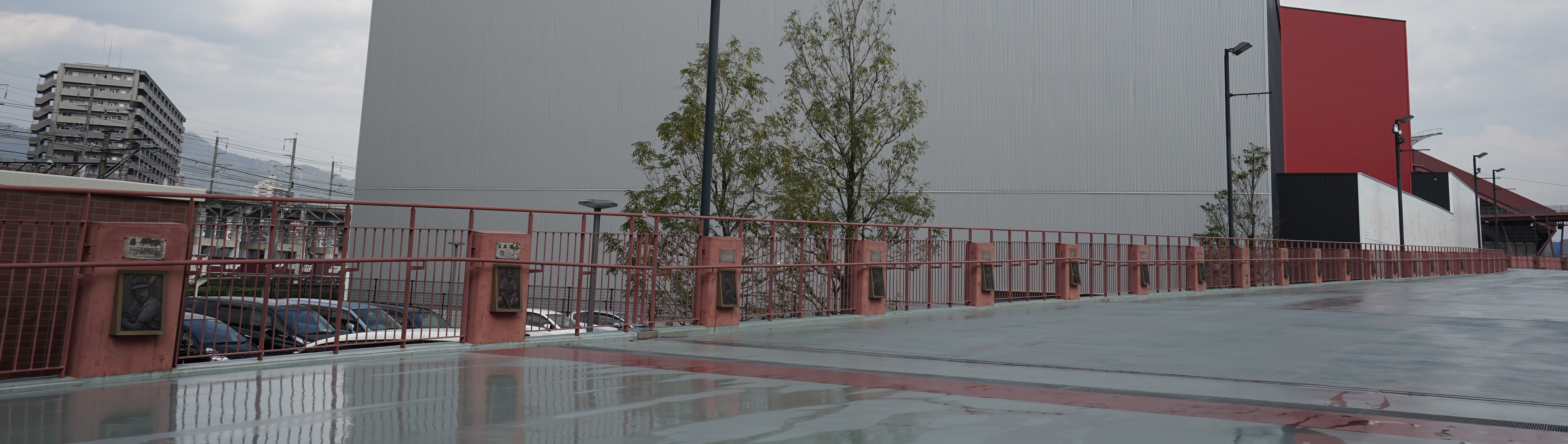
中国新聞社読者投票で選出された過去17名の名選手達のレリーフ。後に前田智徳、黒田博樹が加わった。2020年、山本浩二、衣笠祥雄、黒田博樹の3名はモニュメントスクエアに移設された。
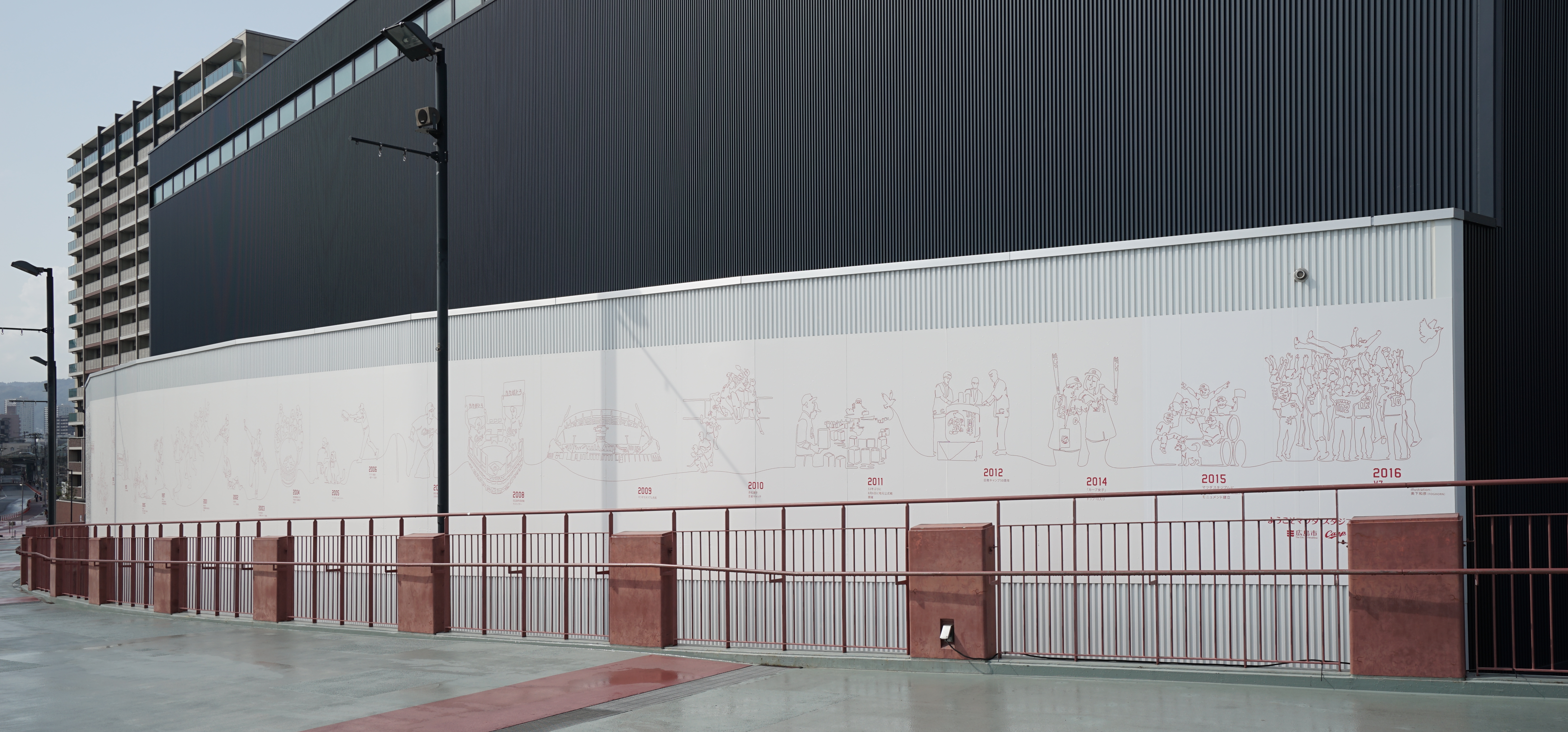
屋内練習場壁面のカープの歴史をたどる一筆書き（長さ60m超）。2017年、新たに「2016年セ・リーグ優勝」が加えられた。
屋内練習場前の広島カープ誕生物語の登場人物を象ったブロンズ像。
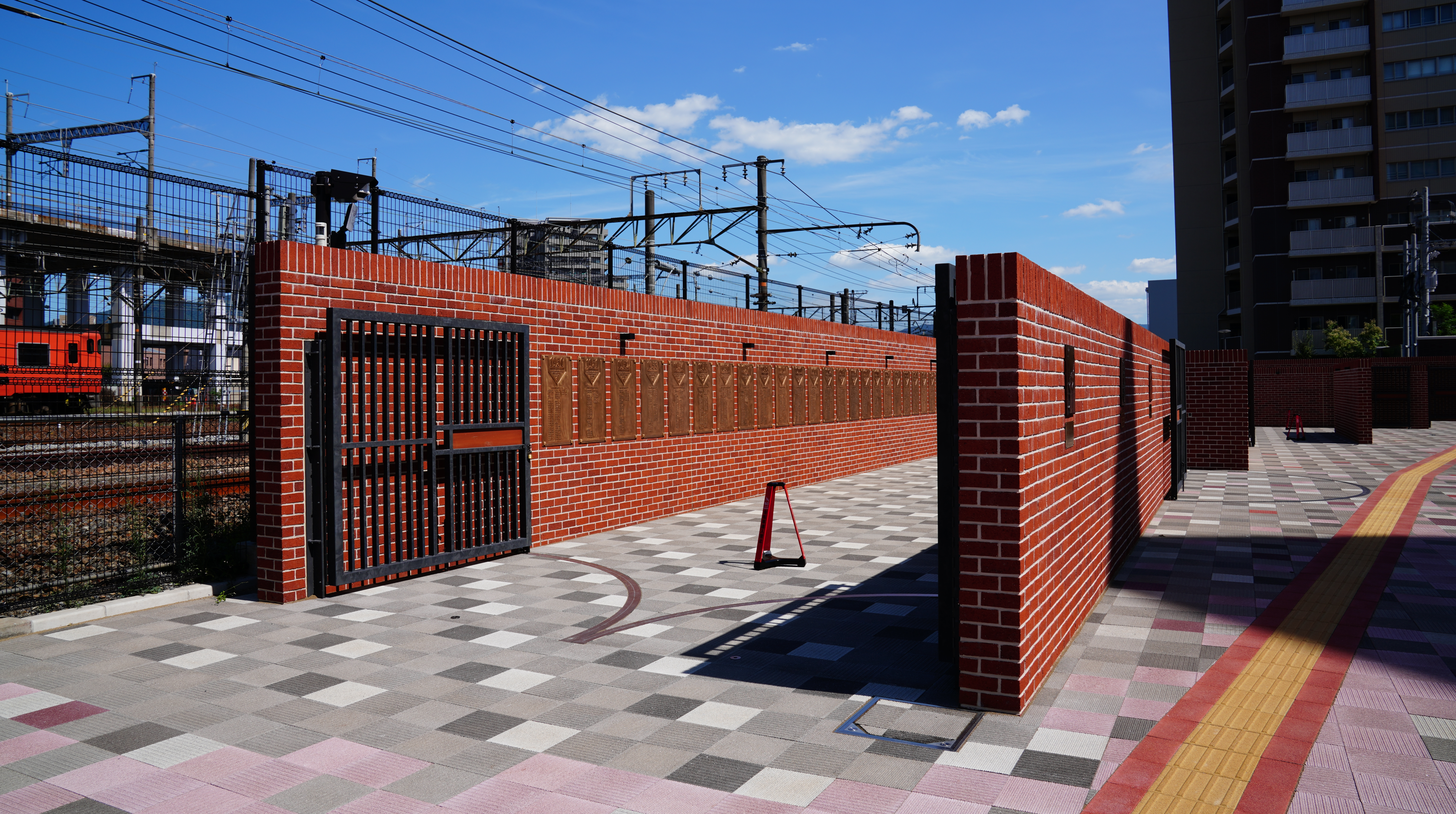
2020年、カープ球団創立70周年を記念して建設されたモニュメントスクエア。1950年からの各年の歴代戦績や監督・コーチ・選手の名前が刻まれた銅板が飾られている。

## 試合中の演出

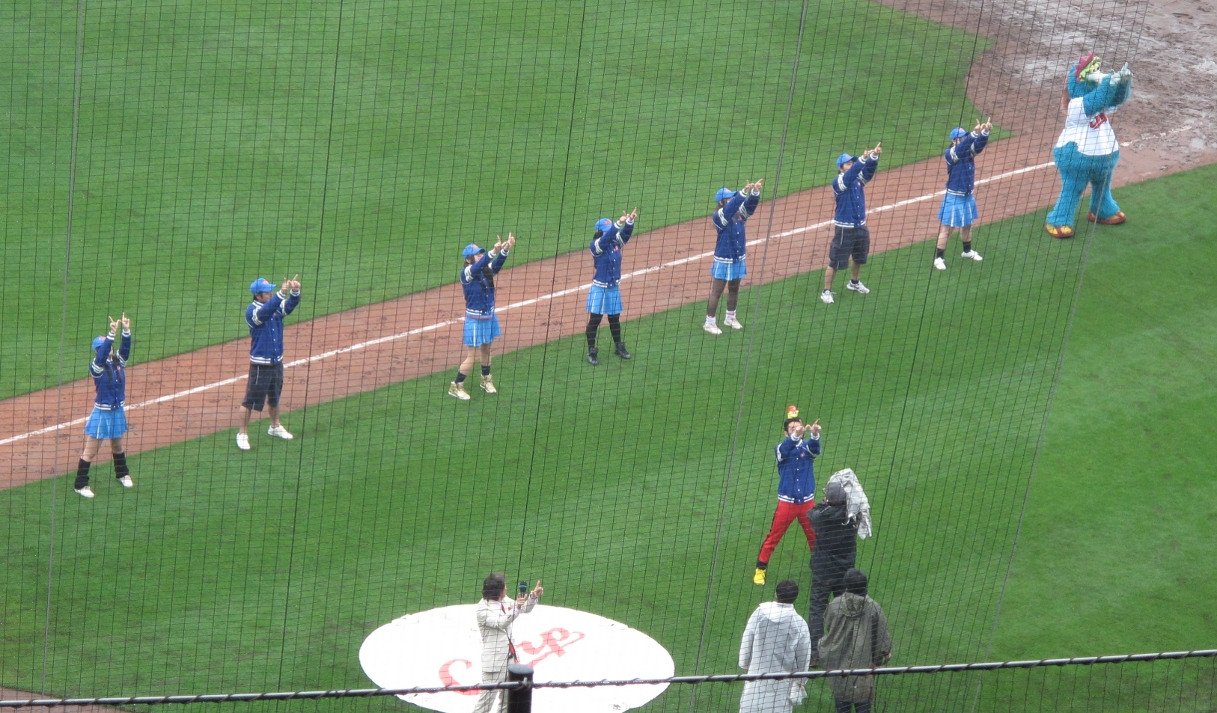
『CCダンス』の初披露（2009年4月4日撮影）。

- 5回裏終了時には球場内の総勢約80名のホーカー（鷹の様にスタンドを行き来する売り子）のリードで『CCダンス（Carp Cheer Dance）』が披露される。
- 『CCダンス』の原曲は『勝利を我らに!〜Let's win!〜』。振り付けはラッキィ池田の手によるもの。
- 『CCダンス』の振り付けはヤンキースタジアムの『YMCA』同様、アルファベット「CARP」を人文字で表すものであり、曲調も軽快なテンポの良いものであったため、09年シーズン終盤には観客の多くが参加するようになった。
- 旧市民球場から引き続き、6回裏終了時にはビジターチームの応援歌、試合開始前と7回表終了時、勝利時には『それ行けカープ 〜若き鯉たち〜』が流される。ビジターチームのヒーローインタビューは2023年5月まで場内には流されていなかった。マツダスタジアムへの本拠地移転を機に、『それ行けカープ』は塙一郎編曲、『鯉してるオールキャスターズ』歌唱のものに変更されたが、塩見大治郎歌唱のオリジナルバージョンや南一誠歌唱のものに比べて曲のテンポが速く、歌いにくいという問題が発生し、オープニングカードとなった2009年4月10日〜12日の対中日3連戦終了後に曲のテンポを遅くした。それに伴い、原曲よりもキーが下がっている（その一方で、神宮球場やZOZOマリンスタジアムのラッキー7では原曲のまま流されている）。『鯉してるオールキャスターズ』歌唱バージョンは2014年のオープン戦まで使用された。
- カープが勝利を収めると、試合終了後は『勝利を我らに!〜Let's win!〜』がフルコーラスで流される。
- 2014シーズンは『それ行けカープ』を放映する際のVTRにカープファン著名人や一般のカープファンが同曲をメドレー形式で歌う映像が流された（曲自体は塙編曲のものが引き続き使用された）。また『ホームラン』・『アウト』・『チャンス』などのカープ側で動きがあったときの演出映像にも登場した。
- 2015年以降も引き続き、2014年と同じ形式の『それ行けカープ』が継承されている。毎年VTRに登場するカープファン著名人は一部変更されており（2016年バージョンは出演者が大幅に入れ替わった）、内容もその年のキャッチフレーズをイメージしたものにリニューアルされている（オープン戦では塩見歌唱のオリジナルバージョンが流されている）。
- 以前は広島の攻撃中に相手ピッチャーが交代する際、オフコース「さよなら」と石川さゆり「津軽海峡冬景色」が交互に流され、その後「燃える赤ヘル僕らのカープ」が流れる演出があったが、現在は行われておらず、BGMが流れるのみとなっている。ただし、現在も「それ行けカープ」オリジナルバージョンと「燃える赤ヘル僕らのカープ」はイニングの合間などでイレギュラーに流されることがある。

## 球場特別ルールについて

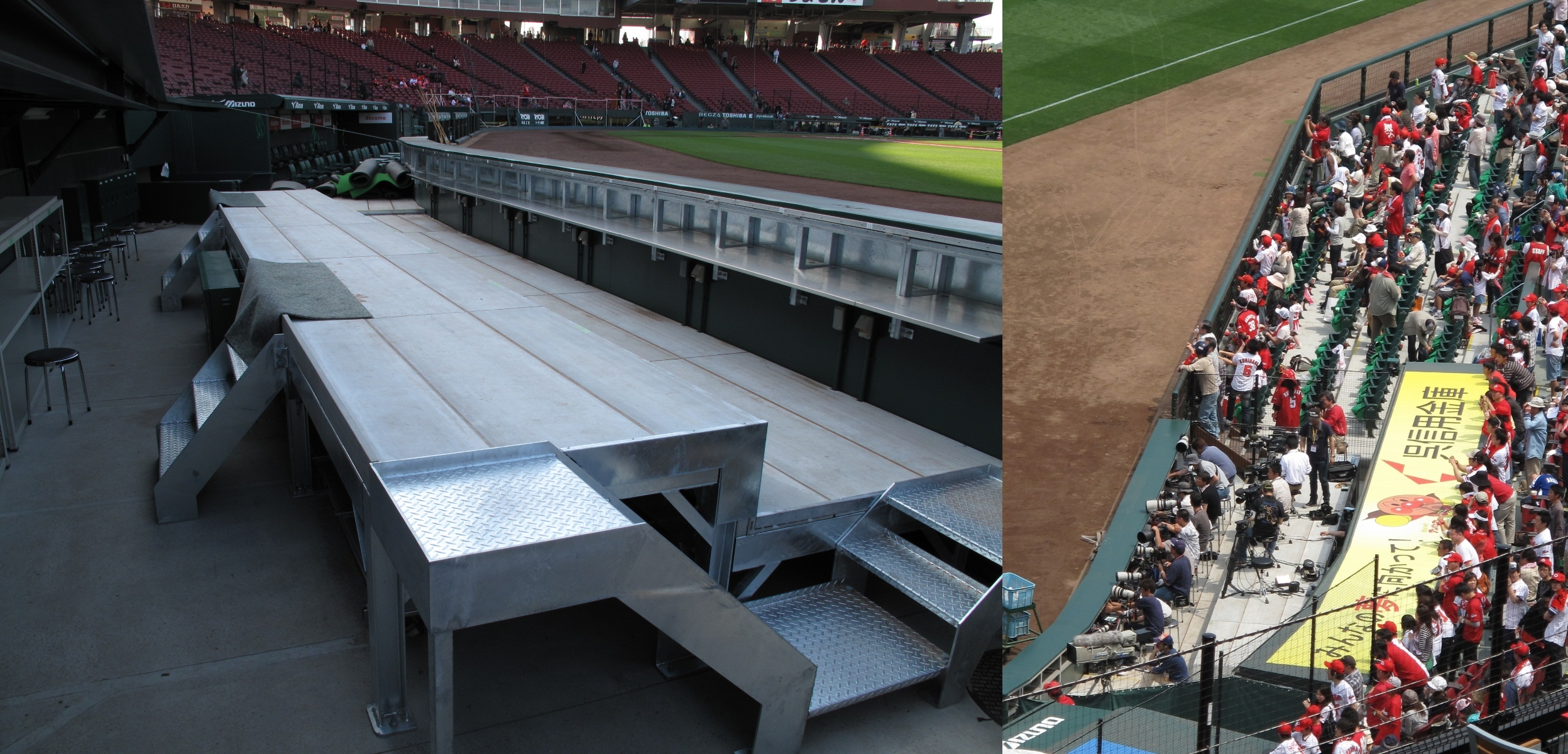
（左）ダグアウト横のカメラマン席（右）砂かぶり席のフェンスと比べると、カメラマン席の塀がやや低いことが分かる。

本球場の特徴の一つに、内野スタンドの最前列部分がグラウンドレベル（地表面）から約90cm程度掘り込まれていることが挙げられる。これは臨場感を売りとする「砂かぶり席」と、メジャーリーグのスタジアムに倣い、低い位置にダグアウトを設けるために配慮されたものであるが、ダグアウト横に設置されたカメラマン席も同様に低い位置となっている。「砂かぶり席」とダグアウトの前面には、フィールドでプレーする選手がファウルボールを追った際に床下に転落しないよう、高さ90cmのフェンスが備え付けられているのに対して、カメラマン席の前面はカメラマンの撮影を妨げないよう、高さを55cmに抑えた塀が代わりに設置されている（併せてカメラマンの撮影体勢を保持するための足場も設置された）。
球場開場前に行われた実戦練習にて、当時の広島監督マーティ・ブラウンはカメラマン席の塀が「砂かぶり席」のフェンスと比べて高さが抑えられたことに対して、選手がファウルボールを追った際に転落してしまう可能性を指摘した。
選手の安全面に万全を期すため、広島球団と審判団が話し合った結果、カメラマン席の塀に選手が足をかけたり尻や膝を乗せる等、体をあずける体勢になった時点で、仮に捕球してもファウルボールと判定することになった（塀に手を添える程度で捕球した場合はバッターアウトになる）。なお、このルールが適用されるのはカメラマン席に限定されており、「砂かぶり席」・ダグアウト前のフェンスについては、それに体をあずけてフライを捕球した場合でも通常通りバッターアウトが宣告される。

## 球場の名称について
当初、仮称として「広島市新球場」などの呼称が用いられていたが、2008年（平成20年）3月の広島市議会での議決により球場利用に関する広島市条例が制定され、正式名称は「新広島市民球場」となった。さらに2009年4月1日には旧市民球場から名称を引き継いだ「広島市民球場」に変更されている。ただしマスメディアにおける呼称、道路標識や歩行者案内、観光地図、印刷物などは、後述する命名権（ネーミングライツ）による愛称が利用されるため、この正式名称の使用は最小限になっている。

### 命名権（ネーミングライツ）の導入

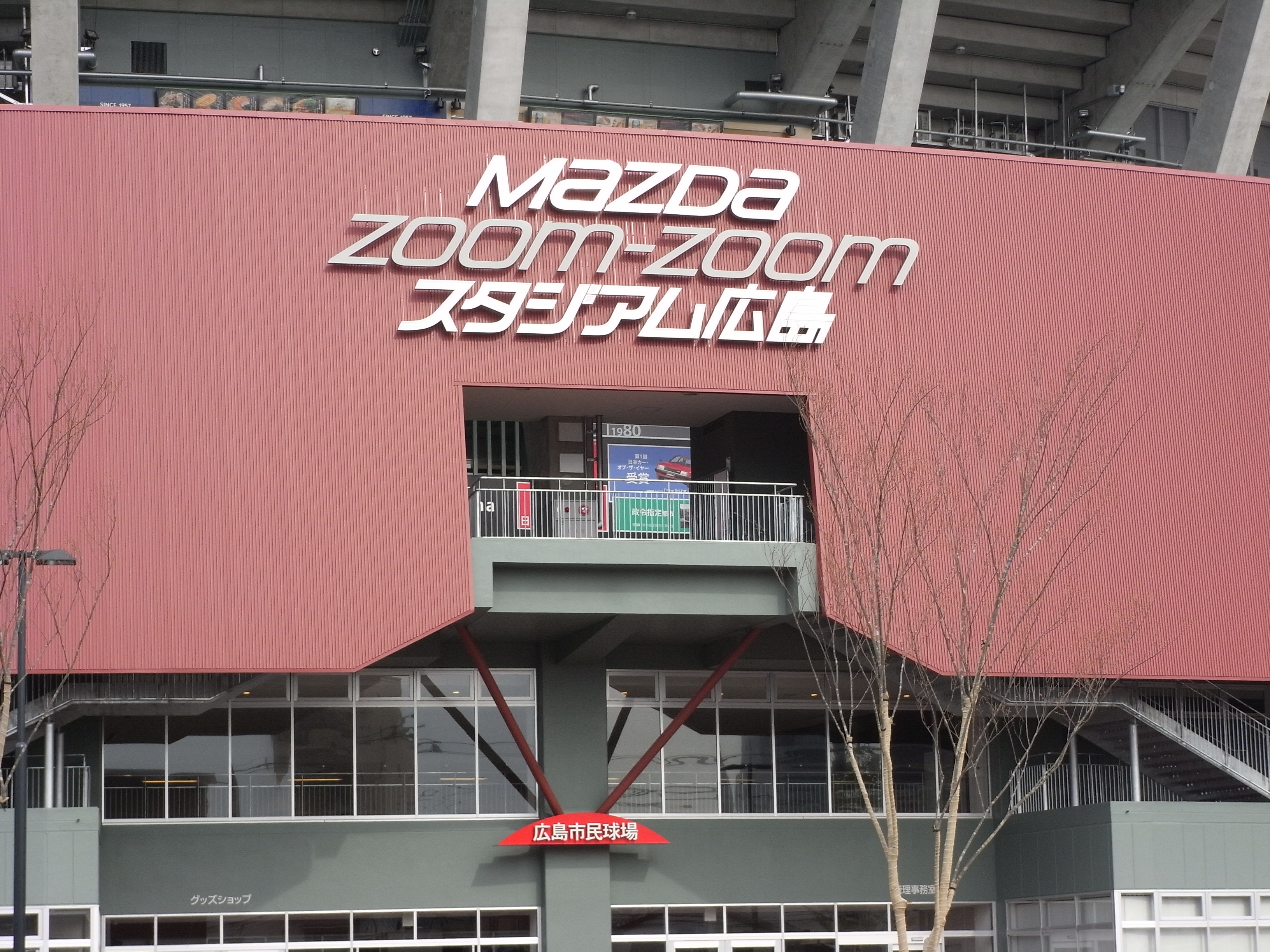
球場正面の壁面に掲げられた「MAZDA Zoom-Zoom スタジアム広島」のロゴ看板
条例上の名称「広島市民球場」の看板も入口上部に掲げられている

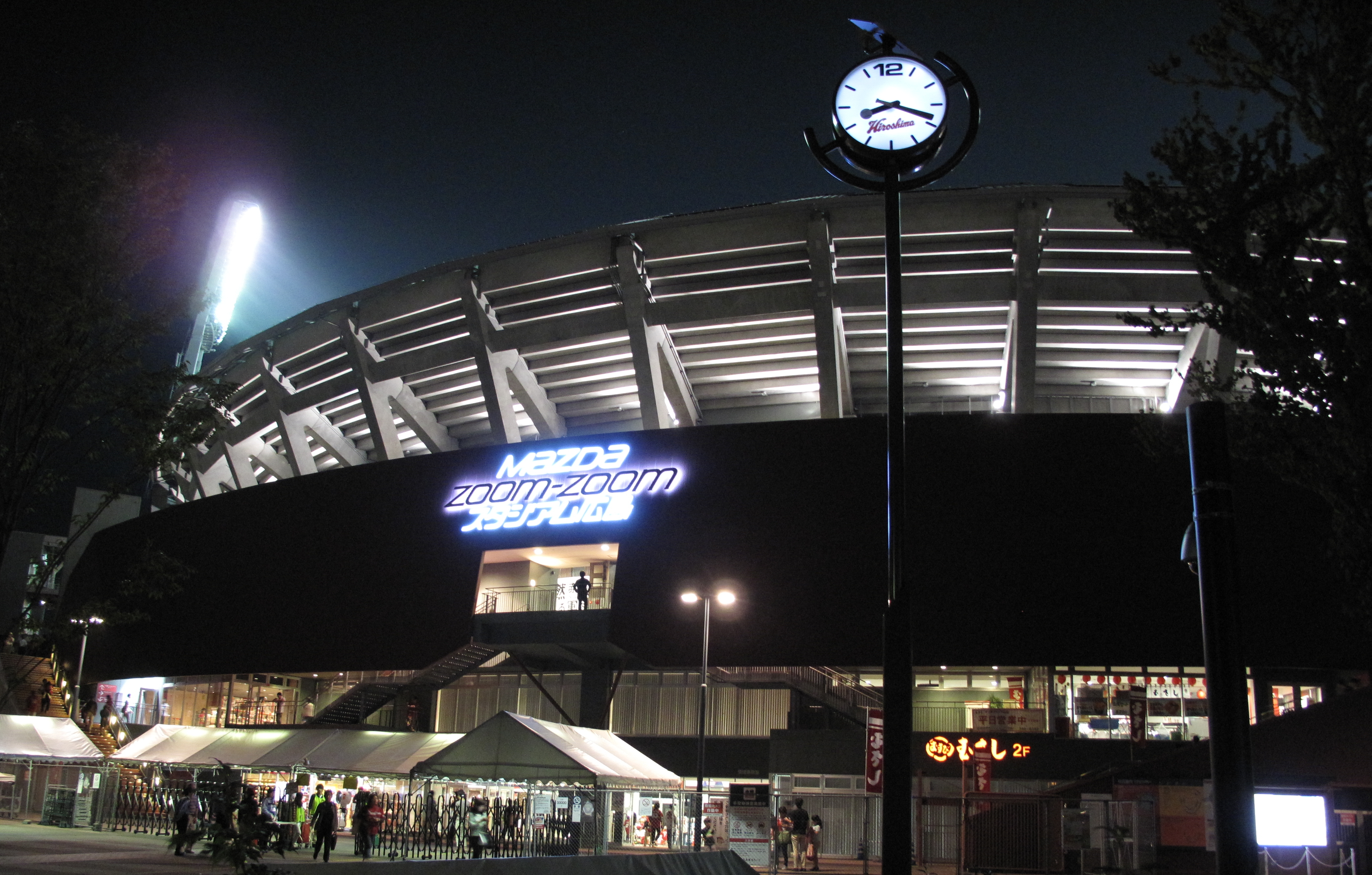
夜間時における球場正面
時計塔は2014年に中電工から寄贈されたもの
長針はバット、短針はボールがデザインされ、1時間に一度長針と短針が重なると、バットでボールを打つシーンが演出される

正式名称とは別に愛称として、広島市は将来の球場改修費に充てることを目的とした命名権（ネーミングライツ）の導入を決定。2008年11月4日に開かれた選考委員会での選定を経て、11月6日に広島市はマツダを命名権取得予定者とすることを決定した。
10月にマツダが提案した内容は、名称は「MAZDA Zoom-Zoom スタジアム広島（マツダ ズーム・ズーム スタジアムひろしま）」で、契約期間は2009年（平成21年）4月1日から2014年3月31日までの5年間で、年額3億円（消費税別）。「Zoom-Zoom」はマツダのキャッチコピーである「ZOOM-ZOOM -もっと乗りたくなる。-」から引用された 言葉で、英語圏における幼児語の「自動車（日本語で言えばブーブー）」を意味する。命名権で企業名や商品名ではなく企業団体のキャッチコピーが用いられるのは異例。マツダは、社会貢献の一環として、観客来場者数100万人につきマツダの福祉車両を社会福祉団体に寄付することや、カープ球団の歴史を展示するコーナーの開設、風力発電の電力を購入し球場で使用するとしている。またマツダは、こうした提案内容とは別に、自己負担より新たな名称の提案を行う事も出来るとされた。
2008年12月24日、マツダと広島市は命名権について正式契約を交わした。契約までに市民やファンの間で、「ズムスタ」「マツスタ」など複数の呼び方が広がったことを踏まえ、混乱を避けるためにマツダは広島市に略称を提案、「マツダスタジアム」とすることで合意した。マツダと広島市はマスメディアに対して、「マツダスタジアム」の略称を試合中継時等に使ってもらうよう働きかけている。ただし『中国新聞』の記事の見出しでは2020年代時点でも、字数の都合上「マツダスタジアム」をさらに略した「マツスタ」という略称が用いられる場合がある。

### 命名権導入から名称決定までの経緯
命名権（ネーミングライツ）については、2004年の球界再編問題を契機とした「現市民球場改築か、新設球場か」を巡る議論がなされていた当時から、建設・運営費用を確保するための手段として検討されていたものである。なお旧市民球場にも命名権導入が検討され、常石造船やイズミが取得の方針を示したが、使用可能期間が短い、市民球場の名称に愛着がある等の理由より見送られた。
2008年7月に、広島市は諸条例を改正の上、新市民球場に命名権を導入する方針を示した。募集に対し、対象企業は広島県民に浸透しやすいように過去1年以上広島県内に本支店を置く企業（株式会社）とされ、さらに以下の条件を満たすよう求めていた。
- 広島にあるプロ野球本拠地球場としてのふさわしさを持つ名称であること。
- 契約期間は2009年4月1日から5年間以上、年間契約額2億円以上。
- 広島球団や球場と連携した地域貢献策の提案。
- 企業の法令遵守（コンプライアンス）の姿勢。
- 貸金業・風俗営業を主たる業としないもの、指名停止措置を受けていないもの。

この命名権購入については、マツダ、イズミなどの企業数社が検討していると報道されていた。
2008年10月8日に1回目の選考委員会が開かれ、募集要項及び選考方法が決定。10月10日より募集を開始。10月27日締め切りで、それまで報道されていたマツダ、イズミの2社が応募（イズミの応募に関しては、市からは公表されず）。11月4日に開かれた2回目の選考委員会で命名権購入企業を選定した。5日の市長報告の時点までは選定の公平性を確保するため、応募企業や購入企業、球場名は伏せられており、落札決定までに自らの応募を公表した企業は失格するものとされた。
選定にあたっての基準は下記の3項目であり、11月5日に選考委員会はマツダの当選を市長に報告、翌日6日に広島市は命名権取得予定者を正式決定した。
- 命名権金額：50点
- 企業の適格性：30点
- 名前のふさわしさ：20点
  - 合計100点。

### 契約更新
2013年7月26日に広島市は、2014年度以降の命名権を年間2億円以上5年間で募集した。なお前回募集時は「株式会社のみ」とされていた応募対象は、公益法人・特定非営利活動法人を含む各種法人・個人まで広げられた。
同年8月30日、広島市は公募結果を発表した。応募はマツダ1社で、新たに年間2億2000万円5年契約を結び、名称もこれまで通りの『MAZDA Zoom-Zoom スタジアム広島』（略称「マツダスタジアム」）となった。
なお2013年の契約ではマツダに対して次回契約更新時における優先交渉権事項が追加されており、その結果、2019年3月1日、マツダが2024年3月31日まで契約更新したことが発表された。命名権料は年間2億2000万円。
建物完成に合わせて長期保全計画を策定し、マツダからの命名権料・年間2億2千万円は、大規模修繕費として積み立てている。
2024年3月1日、前回と同額で2029年3月31日まで契約更新したことが発表された。

## 球場の運営

### 指定管理者制度の導入
それまでの旧市民球場では所有する広島市が直接施設の運営を行い、試合開催時には広島球団（株式会社広島東洋カープ）に球場内の売店などの営業権を認めるという方法をとっていたが、本球場では2003年の地方自治法改正により運用が開始された指定管理者制度を導入することとなり、2008年6月28日の広島市議会にて、広島球団を指定管理者とすることが議決された。日本プロ野球の本拠地球場（専用球場）の管理運営に球団が直接関与する事例としては、ほっともっとフィールド神戸（神戸市が所有、2002年からオリックス・バファローズの運営法人「オリックス野球クラブ」が運営）、クリネックススタジアム宮城（宮城県が所有、2004年から東北楽天ゴールデンイーグルスの運営法人「株式会社楽天野球団」が運営）に次ぐ3例目、球団が指定管理者として運営する事例はZOZOマリンスタジアム（千葉市・千葉県が所有、2006年から千葉ロッテマリーンズが受託）に次ぐ2例目となる。これらの球場では、球団に球場内の売店、看板広告の自主運営が認められた上に、球場設備（観客席・アミューズメント施設等）をある程度自由に変更できるようになり、球団の収支改善に大きく寄与することが期待されている。
指定管理者制度のスキームでは、広島東洋カープ球団は指定管理料を得ず、利用料の収入から維持管理費を除いた金額を広島市に納付する。建設費などに係る広島市の市債は30年償還である。広島市の指定管理期間は通常5年だが、マツダスタジアムでは長期のプロ野球興行を前提として10年契約としている。広島市は、公設の建物を改変する球団の創意工夫を認めてきた。広告収入が球団に入るようにするなど、営業努力が報われるスキームをつくった。利用料収入が十分にある場合は、市に対する納付金が上がる仕組みである。

### 広島球団と三井物産の提携
2008年10月28日、総合商社の三井物産は、広島球団とスポンサー開拓業務を始めとする球場の共同運営を行うことを発表した。これは昨今、プロ野球球団の収益源として従来重きをなしていたテレビ中継の放映権収入が減少し、代わりに球場入場料や看板広告、飲食物販売等の収入が重要視され始めた状況下において、本球場は旧市民球場の5倍の売店面積を持つなど充実した設備を持つが、これにマッチした運営を行うために、経験豊富な三井物産のノウハウを借りて収益を伸ばすことを狙ったものである。三井物産は総合商社としての顧客ネットワークなどを活用しながら、スポンサーゲームの企画や商標権の販売、観客席の命名権の販売などを手がける方針で、スポンサー収入に応じて成功報酬を受け取ることになっている。
また、球場内のケータリングをはじめとするフードサービスについて、広島球団は広島アジア大会の選手村の食堂運営、阪神甲子園球場のフードサービスを中心としたコンサルティング業務（2007年〜2008年）などの実績を持つ三井物産系のエームサービスと包括的な業務委託契約を締結した。スタジアム内の飲食店舗の他、スポーツバー、パーティルーム、スイートルーム等のフードサービスを一社の包括運営とするのは、メジャーリーグで導入事例が多いものの国内では初の試みで、2010年時点においてエームサービスでは「広島風お好み焼き」や「広島風つけ麺」「かきめし」「尾道ラーメン」など広島ならではの名物の他、選手プロデュースのメニューを含む約100種類のメニューを提供している。
さらに新メニューに加えて、旧市民球場で年間約10万6000食を売り上げた人気商品「カープうどん」も継続販売されている。旧市民球場で5店舗を出店していた鯉城食品は撤退することになったが、同じくバックネット裏2店舗でカープうどんを販売していたマルバヤシは引き続き新市民球場のコンコース（一塁側内野席後方）に新店舗「カープうどん SINCE 1957」を出店しており、2009年の年間売上は207,566食に達した。
この他に、「むすびむさし」や「はなおか」、さらに広島駅弁当株式会社が運営する「駅弁屋」「ボンルパ」等、地元由来の企業が数多く出店している。こうした多彩なメニュー展開の結果、2009年（開場初年度）の広島球団の飲食売上高は前年比13億円増の20億円に達した。

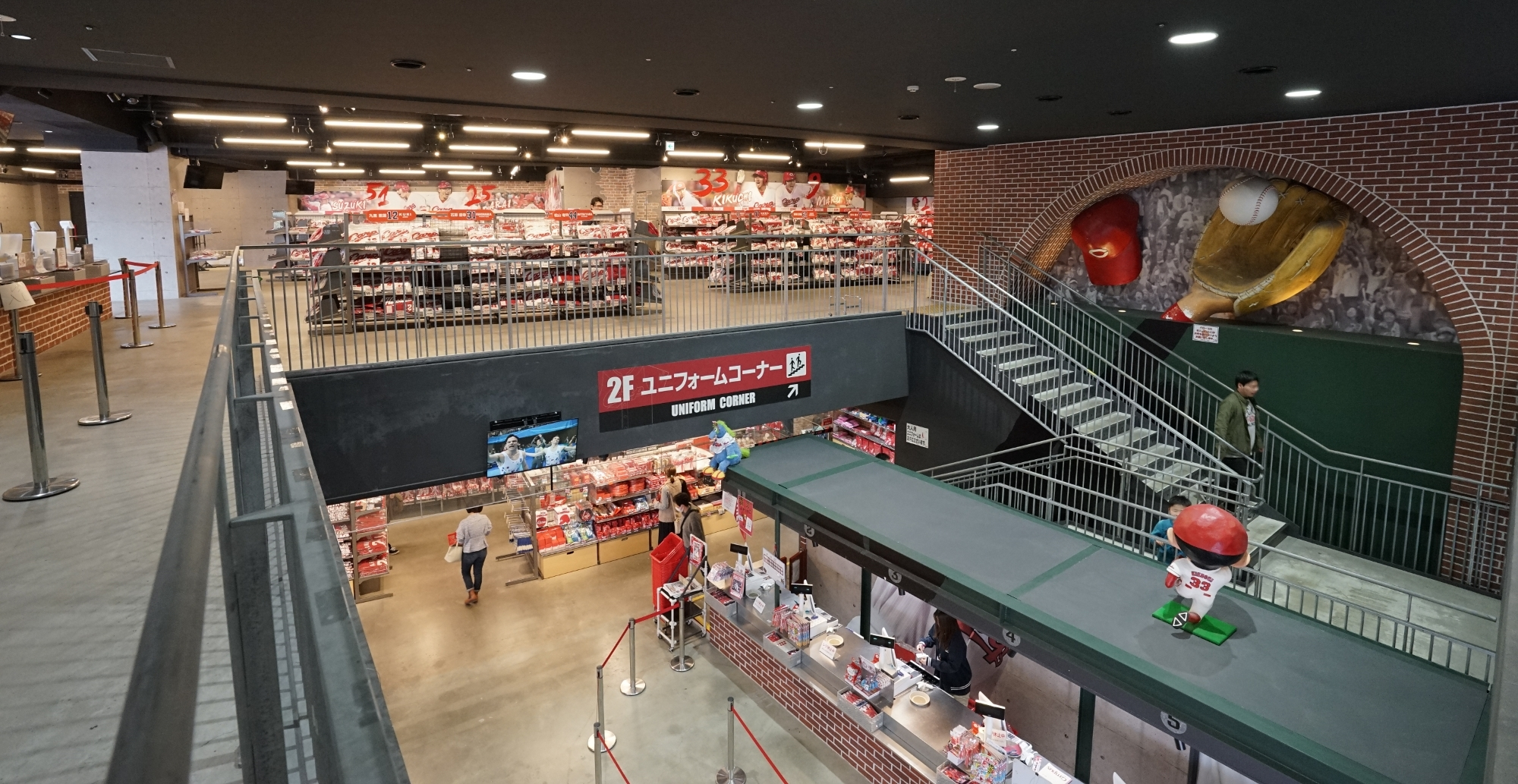
球場内の常設グッズショップ

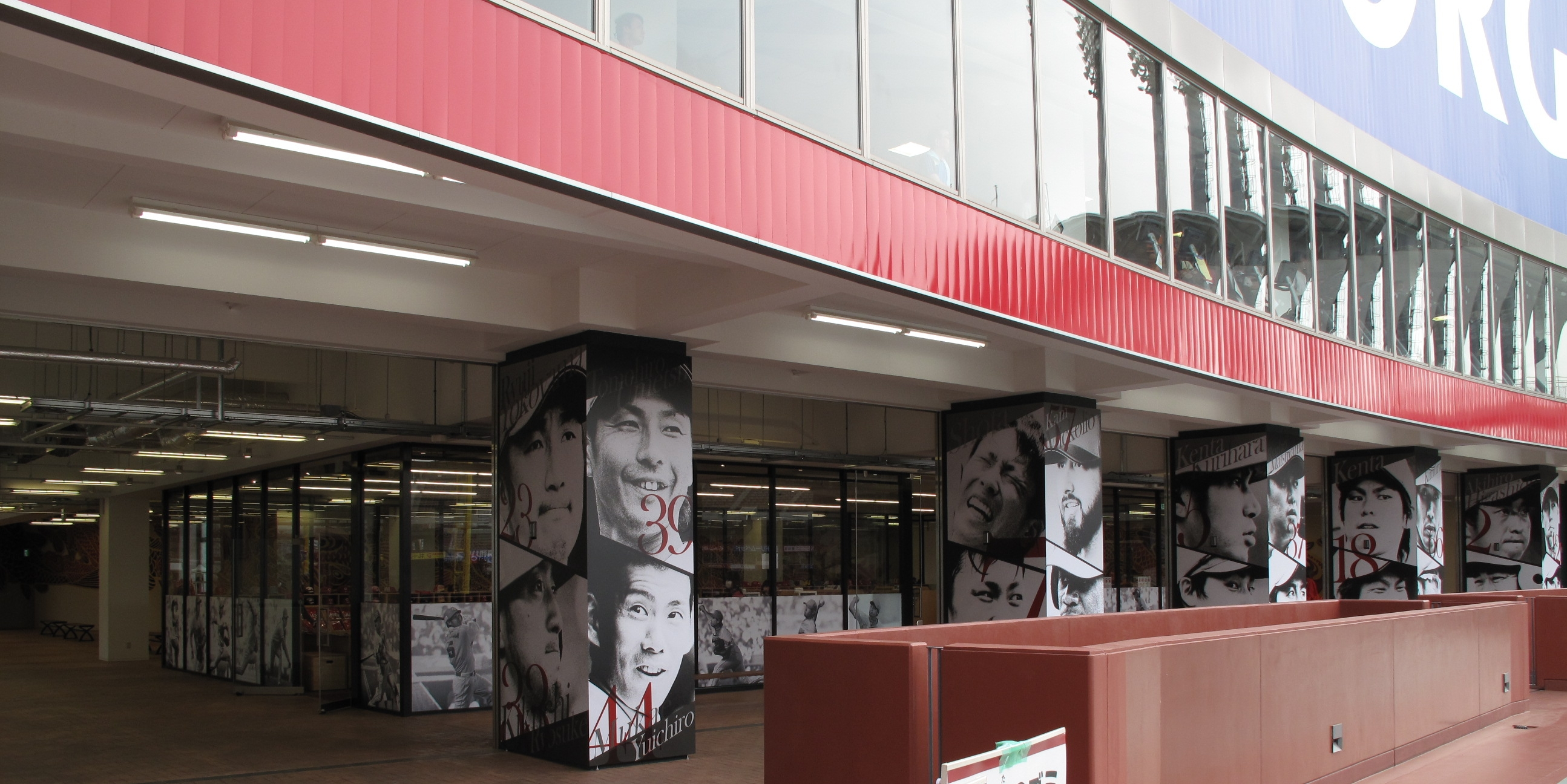
2013年3月に新設されたグッズショップ

### 常設グッズショップの開設
本球場の建物内には、試合の有無に関わらず開店するグッズショップが設けられている。旧市民球場では試合開催日に球場外・正面玄関付近でグッズのワゴンセールを行っていたが、付近は混雑するためお客は身動きが取れず、商品をじっくりと手にとって選べるとは言い難い状況だった。また試合開催日以外では、一塁側内野スタンド裏側に設置された商品販売部での購入も可能であったが、スペースの都合上、入口が分かりにくい場所にある上、売り場面積も充分ではなかった。グッズ・チケット販売や球団の歴史資料を展示する常設施設としては、広島市内に球団所有の施設である「カルピオ」もあるが、場所が球場から離れている上、日曜日・休日は試合開催日以外は閉店していた。
これらの反省点を踏まえて本球場の正面ロビー付近に設置されたグッズショップは、2階建てで売り場の総面積424 m2（1階：276 m2、2階：148 m2）、内装はレンガ造りで、壁には巨大なグローブやボールが飾られるなど遊び心あふれる造りになっており、広島球団が取り扱うグッズは全種類が用意されている。
グッズショップは球場のこけら落としなる2009年地元開幕の対中日戦（4月10日）よりも1週間早い4月3日にオープンしたが、試合開催日以外にも多くのファンが訪れるようになり、2009年（開場初年度）の広島球団のグッズ販売高は、広島市民球場（初代）ファイナルイヤーで盛り上がった2008年（9億8700万円）を10億円余り上回る20億円に達した。
こうして球場正面に設置されたグッズショップだったが、試合開催日はカープファンが多く集うライトスタンドからはやや距離があるため、彼らが足を運びにくいという難点があった。そのため2013年3月、ライトスタンド傍にオープンしたルネサンス棟を利用し、新たなグッズショップが増設されており、こちらは試合開催日のみオープンする。
2015年シーズンオフには、ユニフォームが並べられる球場正面グッズショップの2階部分について、混雑を緩和するための増床工事が行われた。2023年には、球場正面グッズショップの1階フロアを大きく拡張し、ユニフォームを含む全商品がワンフロアに並ぶグッズショップとしてリニューアルされた。

### 多様な座席設定

#### 一般座席
2009年2月13日、広島球団は公式戦における座席価格を発表した（座席配置および価格の詳細は 広島東洋カープ公式サイトのチケット案内 を参照）。旧市民球場で応援しやすいことから人気があり、その結果、座席の場所取りが激しかった外野スタンドは、本球場では全席が指定席とされる一方で、販売が奮わず稼働率が25%程度に落ち込んでいた2階席は大部分が自由席とされ、大幅に価格が引き下げられている。こうしたこれまでの販売状況の見直しに加えて、本球場では座席そのものが旧市民球場と比べて大幅に快適になることが考慮され、球場全体としては1席あたり100円〜300円程度の価格上昇となった。

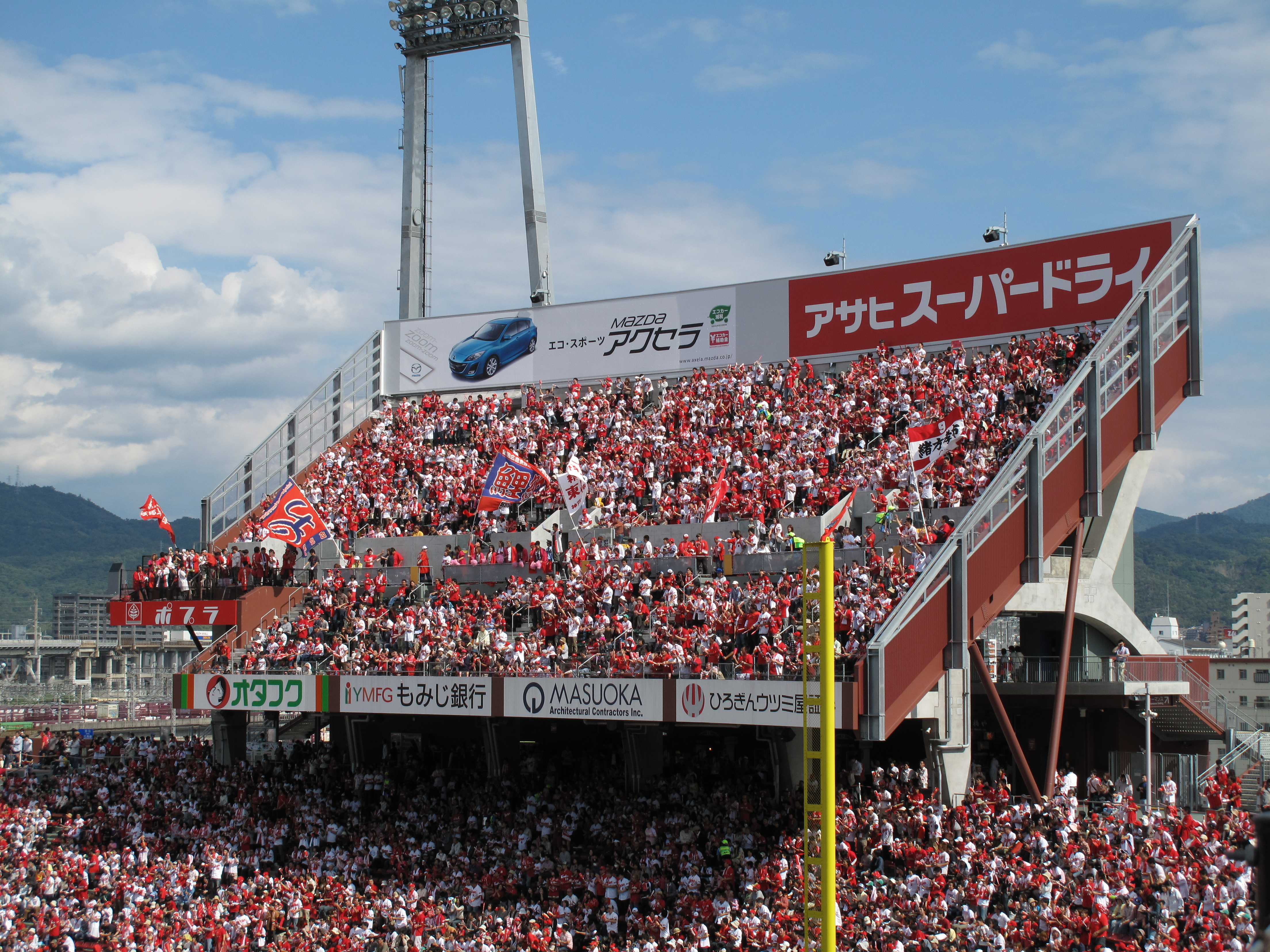
ライトスタンド上に設けられた「カープパフォーマンスシート」。

#### パフォーマンスシート
本球場では、旗や鳴り物による応援活動は「パフォーマンスシート」と名づけられた外野2階席に限定されている。ホーム側応援席となる「カープパフォーマンスシート」は外野ライトスタンドに、ビジター側応援席となる「ビジターパフォーマンスシート」はレフトスタンドに近い三塁側内野スタンド後方に位置する。
JRの路線沿いにあるという地理の関係上、レフト側外野席を大きく削ったスタンド形状になっていることから、日本の球場では珍しくファウルグラウンド横のスタンドに活動エリアを設けた。基本的に応援団は、活動許可を得た上でこのエリア内にて応援活動を行う。それ以外のエリアでは応援団のみに許可される行為を禁止としている（応援に関わる行為全てが禁止ではない）。

#### プレミアムシート
さらに一般席とは別に、以下のような多種多様な特別席（プレミアムシート）が用意されている。
- 砂かぶり席：バックネット裏に2カ所（各40席）、内野一塁・三塁側のカメラマン席の横（各150席）、および3層から成るレフトスタンドの1層目に位置する（180席）。他球場のフィールドシートに相当するものであるが、大相撲での「砂かぶり」（土俵下の桟敷席）を意識して座席はグラウンドレベルより低く設置されており、最前列の観客のほぼ胸の位置が地表面のため選手の転落防止用にフェンスが付けられている（楽天コボスタジアム宮城も同様）。2010年はバックネット裏の計80シートがビックカメラ[注 24]、内野一塁・三塁側の計300席は前年から引き続きキリンビールがそれぞれ命名権を獲得、「ビックカメラシート正面砂かぶり席」「KIRINシート内野砂かぶり席」となった。「KIRINシート内野砂かぶり席」ではカープが勝利を収めると、ヒーローインタビューを受けた選手とハイタッチできる特典がある。
- のぞきチューブ席：レフトスタンド砂かぶり席同様、ライトスタンドの下に設置される観客席。床はグラウンド地表面より85cm低く、ライトフェンス下部に設けられた縦0.6m・横15mの「のぞき窓」から試合を観戦できる。のぞきチューブ席が設置される空間はドリンクや軽食をそろえたスポーツバーになっており、室内には天井を突き抜けた巨大バットが直立、壁にはめり込んだ巨大ボールがデザインされている。通常チケットに500円の追加料金を支払えば入場が可能（30分ローテーションの入替制）。2010年度以降はパーティースペースとして団体利用が出来るようになった。2015年には大幅リニューアルが行われ、巨大バットは巨大スパイクに置き換えられ（それに伴いライトスタンドに突き出していたバットもスパイクに変更）、座席もかつて旧広島市民球場で仕様されていたプラスチック製のものからソファーに変更、壁面には試合中継用のマルチモニターが5台設置された。
- 寝ソベリア：スコアボードの横、ライト側に設置される観客席。地面には人工芝が敷きつめられており、チケット購入者にはチームカラーを意識した赤色の2人用クッションソファーが用意される。ソファーは防水加工が施された上、長時間でも疲れにくいよう厚みを持たせており、背もたれを倒してゆっくりと寝ころびながら観戦できる。2011年度からはセブン-イレブンが命名権を獲得したため「セブン-イレブンシート寝ソベリア」となっている。
- ゲートブリッジ：三塁側内野スタンドとビジターパフォーマンスシートを結ぶ高さ8mの橋上に設置された観客席であり、6人用のテーブルとベンチが10セット設置される。ここからは球場内外を見渡せるため、球場傍を行き交うJR山陽新幹線や山陽本線が視界に飛び込んでくる。
- コカ・コーラテラスシート：内野スタンド2階の最前列に位置するボックス状になったブースで、日本コカ・コーラ株式会社と、広島県フランチャイジー（ボトラー）のコカ・コーラウエストが命名権を獲得した。2013年までは木製の椅子が備えてあったが、2014年からはマツダ向けに自動車用シートを卸しているデルタ工業製作のクッション付きシートが用意される。
- びっくりテラス：ライトポール際のスタンドに設置された観客席で、観戦しながらバーベキュー等を楽しめる。椅子やピクニックテーブルを備えており、食材はチケットとセット販売される。ネーミングの由来は、ファウルボールが突然飛び込みやすいエリアにあることから。エバラ食品工業が命名権を獲得、「エバラ黄金の味 びっくりテラス」となっている[注 25]。
- パーティグリル:2013年、バーベキューエリアとしてバックスクリーン横に新たに設けられたエリア。従来の「びっくりテラス」が好評だったため、その要望に応える形で設置された。
- パーティフロア・パーティベランダ：団体客を対象としたエリア。パーティフロアは内野スタンドの中2階にあり、大きさは横50m、奥行き6m。通常は7部屋に区切られているが、間仕切りを外すことで大がかりなイベントにも活用できる。三塁側には広めのスペースが確保されているラグジュアリーフロアがある。パーティベランダは3層から成るレフトスタンドの2層目に位置するが、2016年シーズンオフに改装工事が行われ、「食と団らん」をテーマにした空間へとリニューアルされた。
- プレミアムテラス・コージーテラス:2013年、レフトスタンド最上部の改修が行われた結果、新たに設けられたエリアである。プレミアムテラスの前面はガラス張りとなっているため見晴らし良く、さらにクッション付きシートも用意されており快適な観戦が可能である。プレミアムテラスの後方に位置するコージー（COZY：心地よい）テラスは、ウッド調のテーブル・椅子が用意されている他、コンコースとの段差が無いため、車椅子での利用も可能である。
- 鯉桟敷:2010年より、3塁側内野スタンドに3エリア（1エリア：8人まで）設けられており、畳敷に座椅子、座布団、木製テーブルが用意された和風座席となっている。好評を博したため、2013年からは9エリアに増やされ、2019年からは更に1エリア増えて10エリアとなった。
- ただ見エリア：レフトスタンド砂かぶり席の後方に設置。壁の一部が取り払われているため、球場の外から無料で試合を観戦できる。

こうした新たな種類の座席が用意されることから、旧市民球場では11区分だった観客席チケットは、本球場では27区分とより細分化されている。なお、2010年から以上の席を一部改装し新たな区分を設けた。

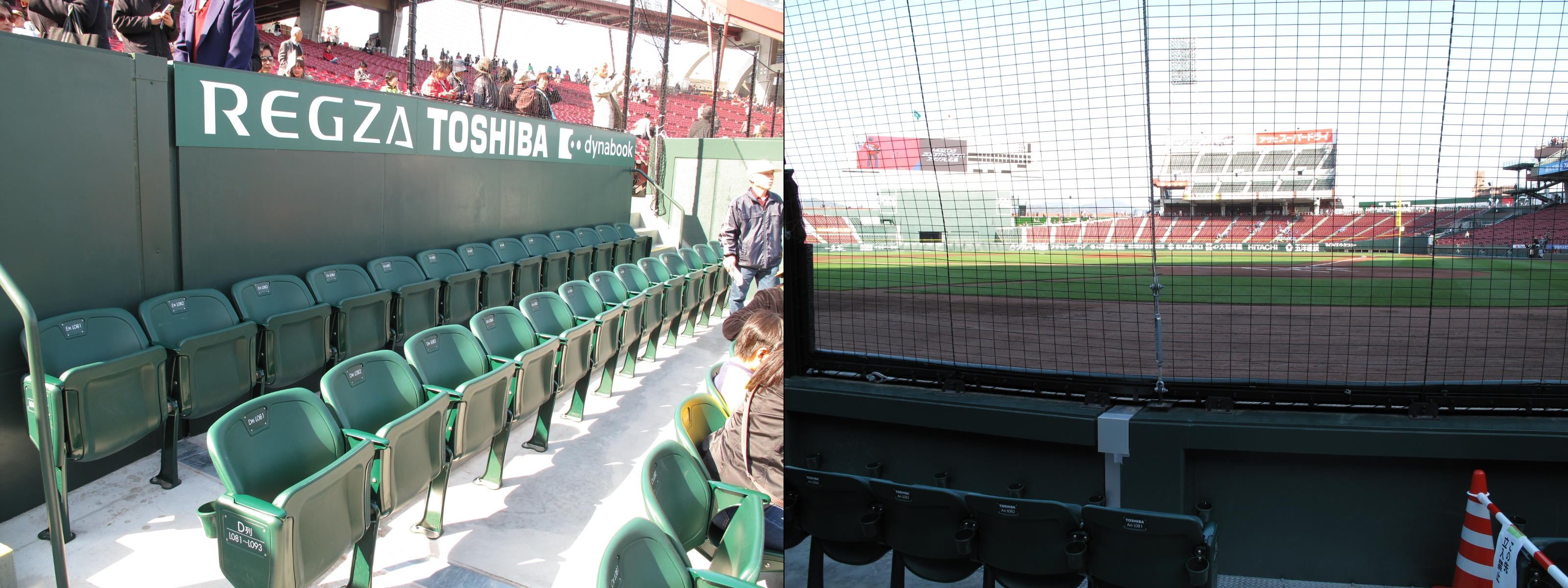
（左）バックネット付近の「正面砂かぶり席」 （右）シートからの視界
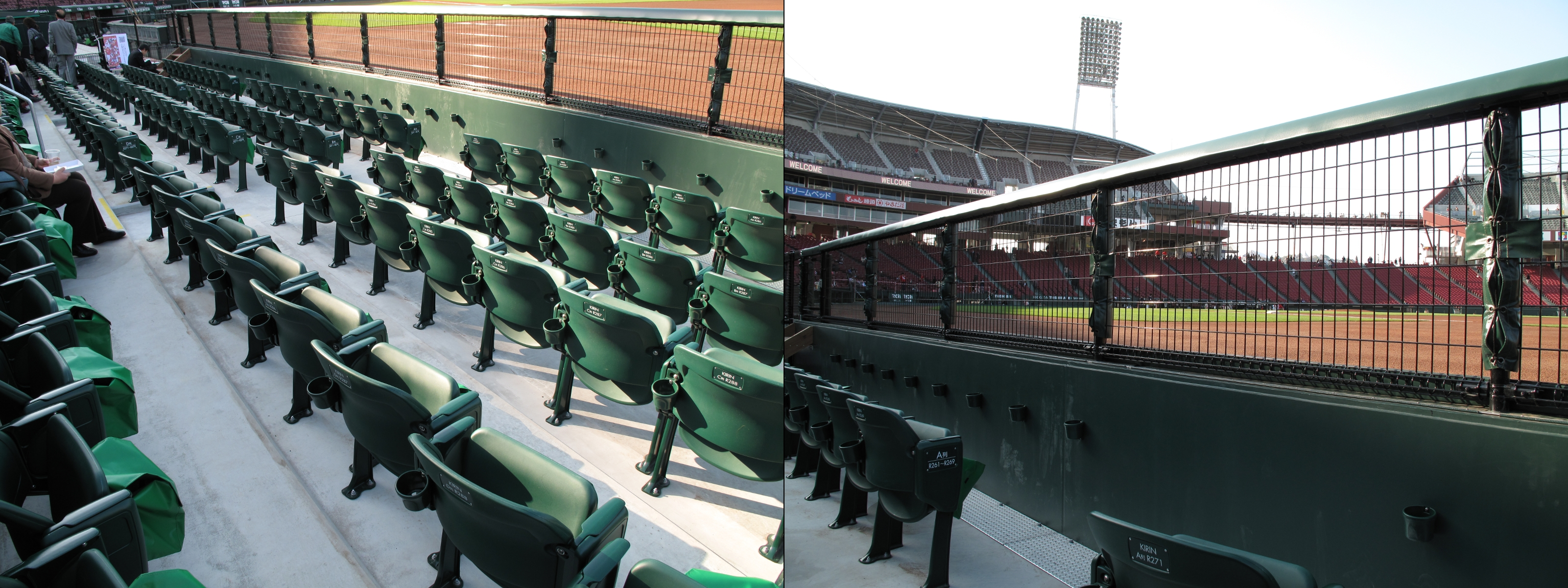
（左）内野一塁側の「KIRINシート」 （右）シートからの視界
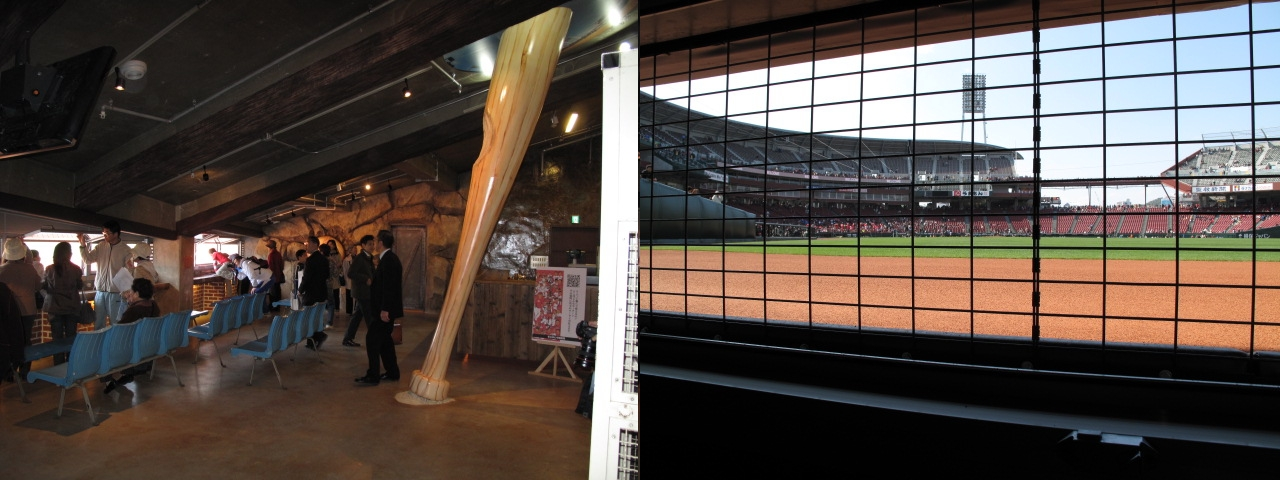
（左）「のぞきチューブ席」全景 （右）窓から見えるフィールド
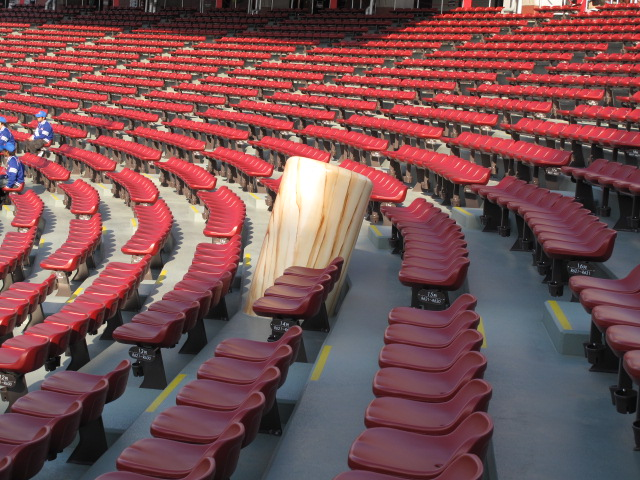
「のぞきチューブ席」からライトスタンド上に突き出したバット
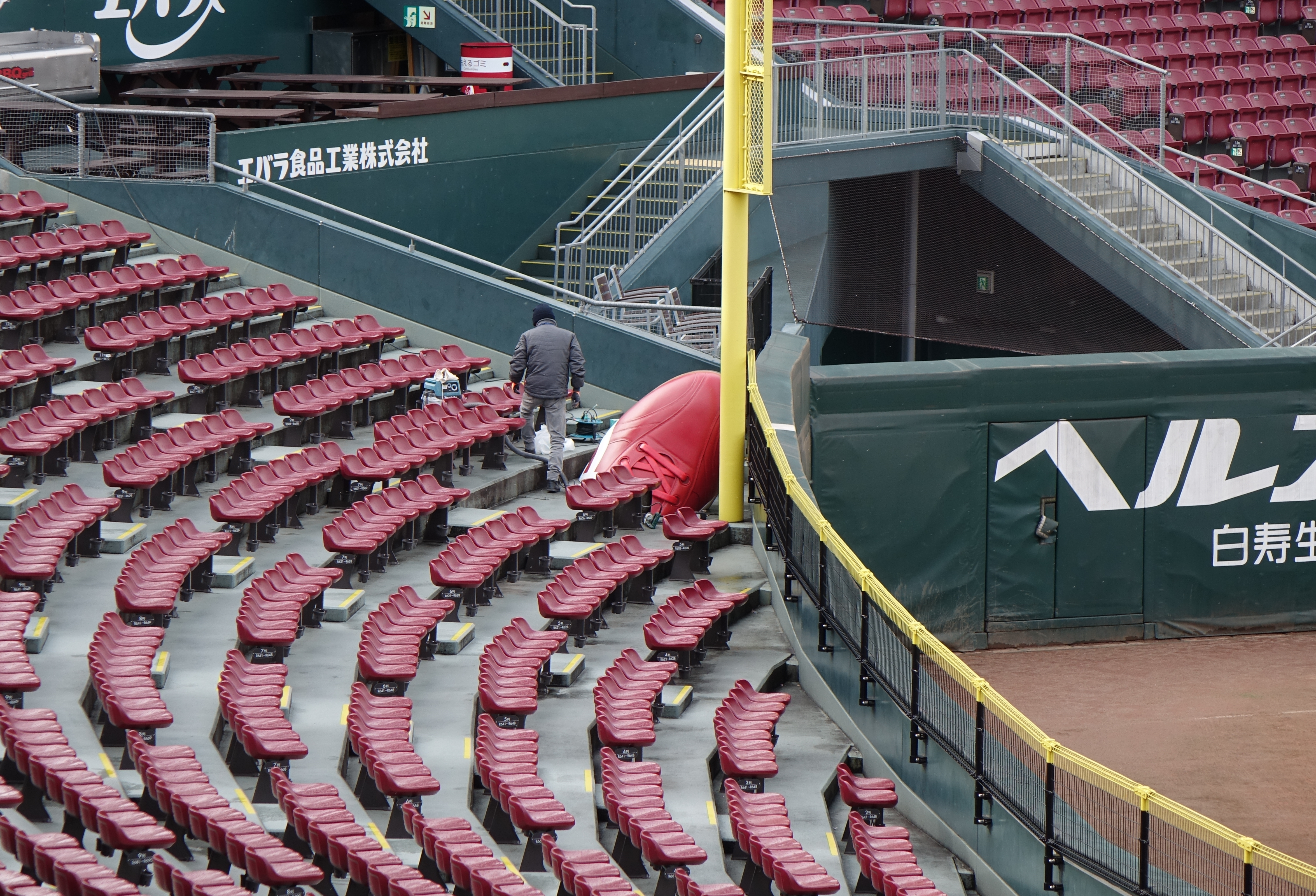
2014年のシーズンオフ、バットからスパイクに変更された
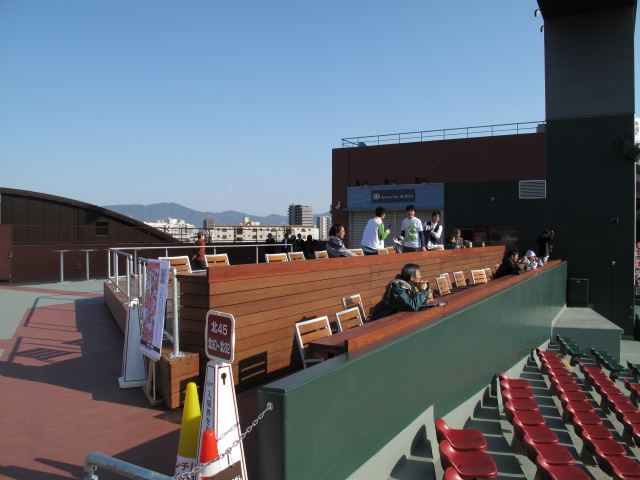
西部劇の雰囲気を漂わせる「ウッドデッキ席」。2013年から「パーティグリル」に変更
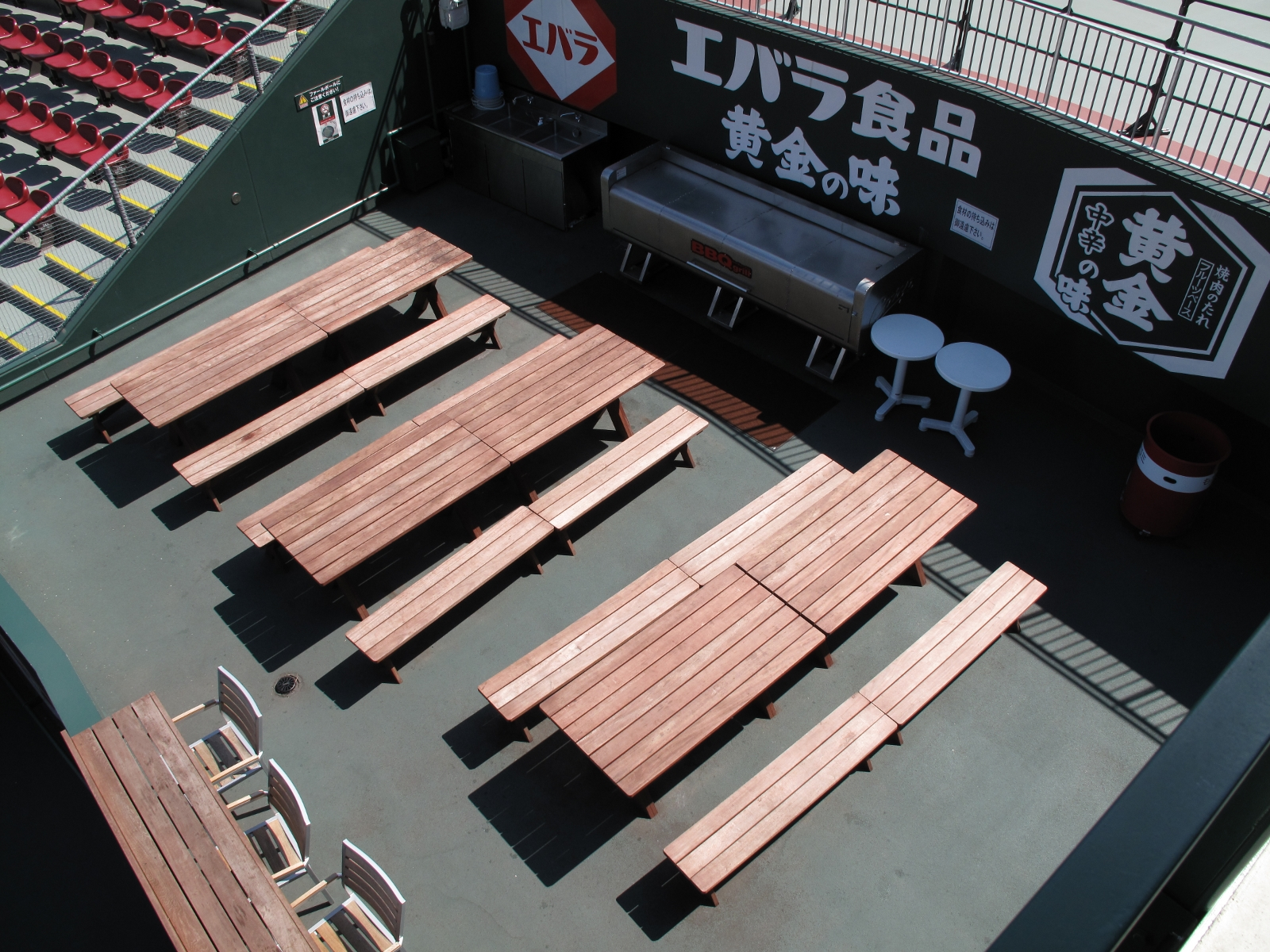
バーベキューを楽しめる「エバラ黄金の味 びっくりテラス」
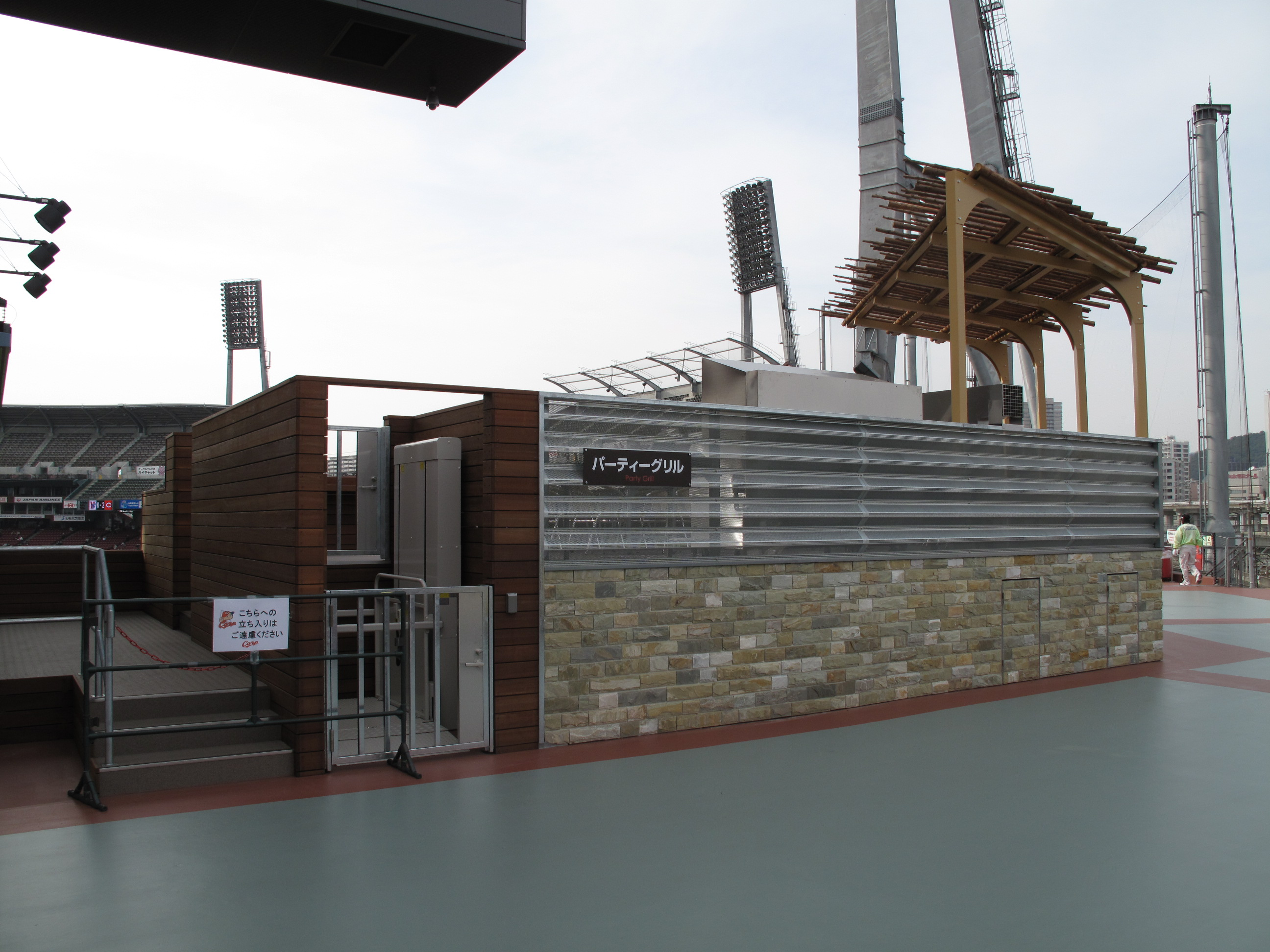
2013年に登場した「パーティグリル」。「びっくりテラス」が好評のため増設されたバーベキューエリア
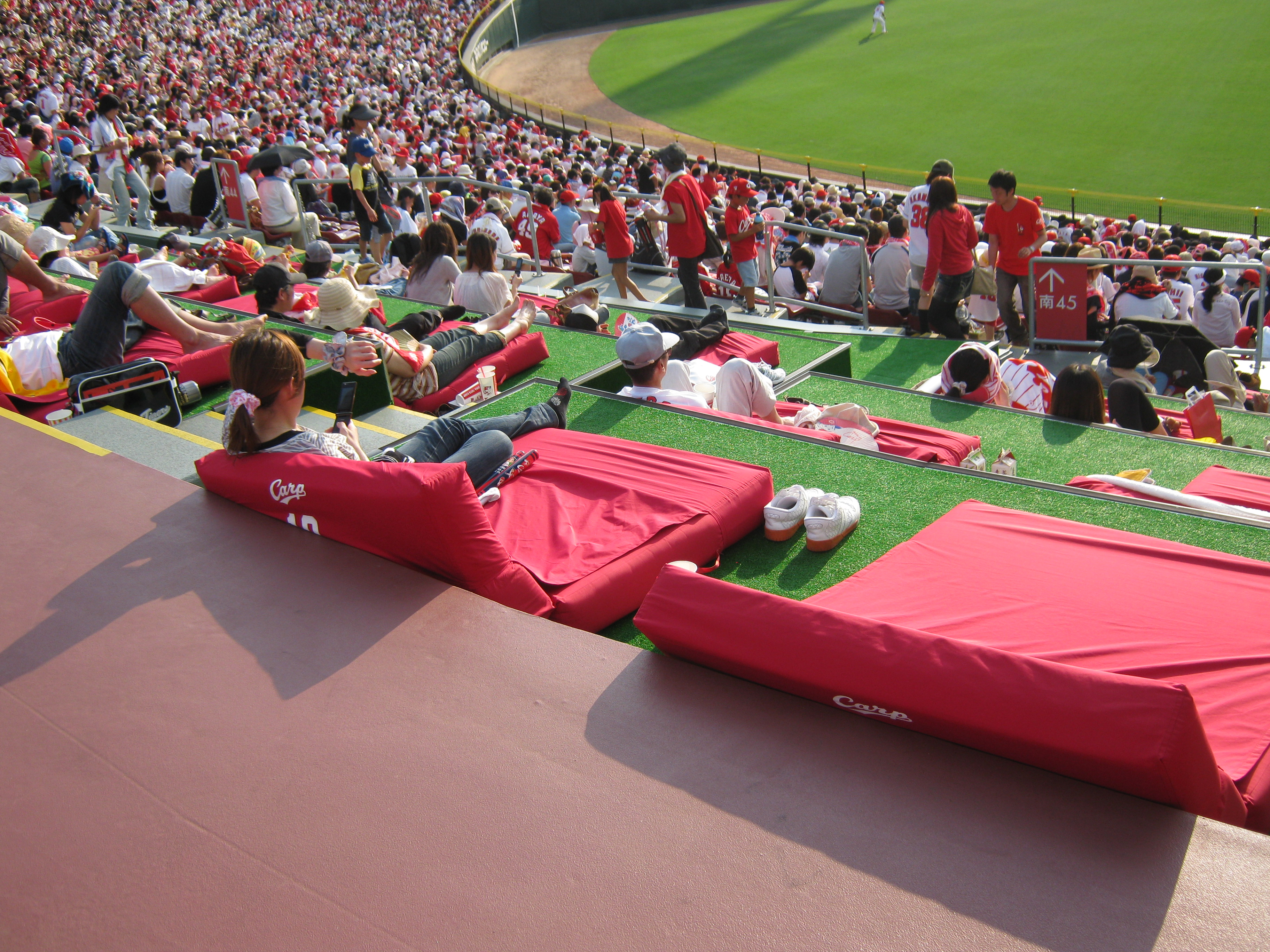
ピクニック感覚で楽しめる「寝ソベリア」
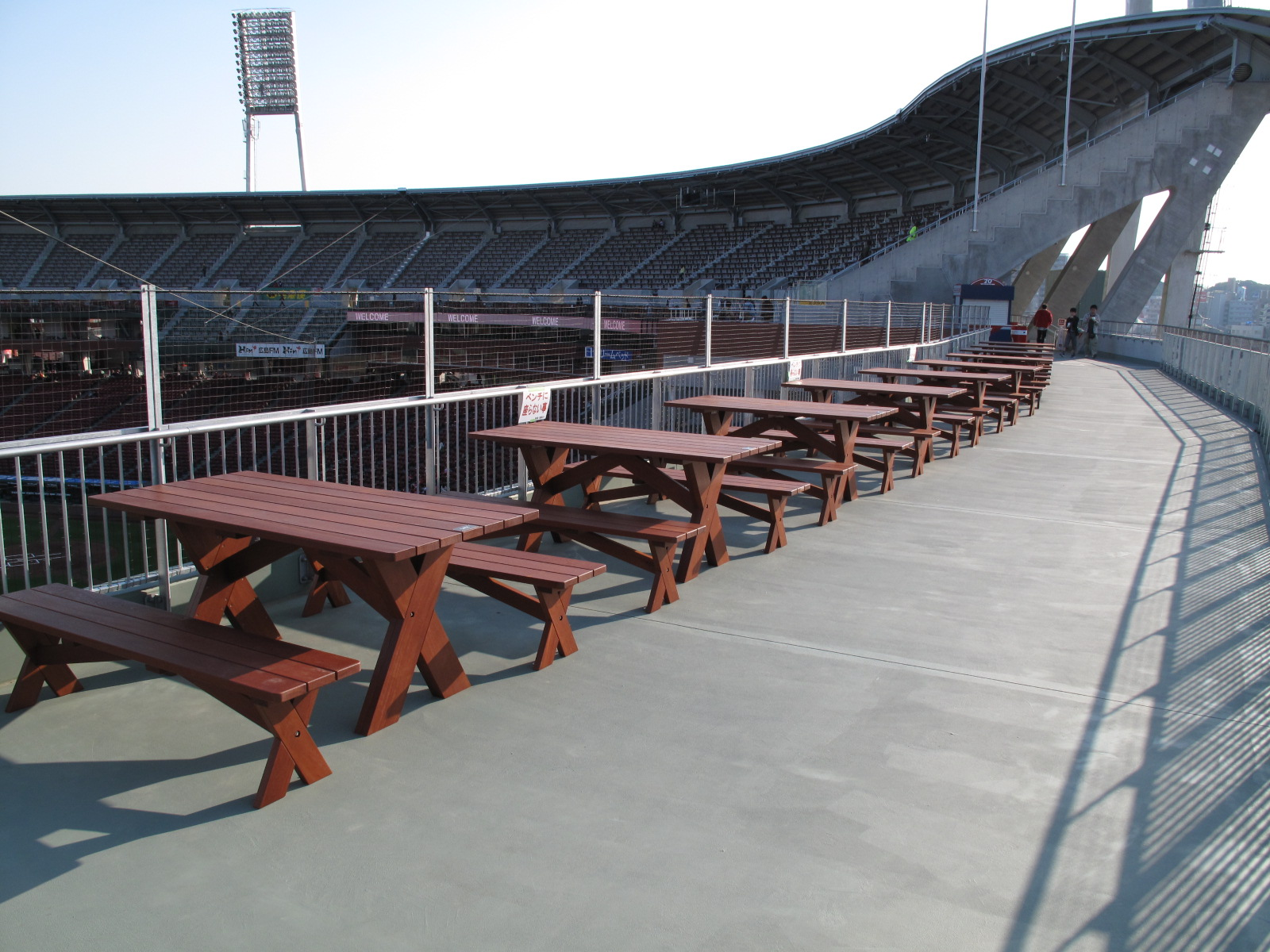
「ゲートブリッジ」に設置されたテーブル
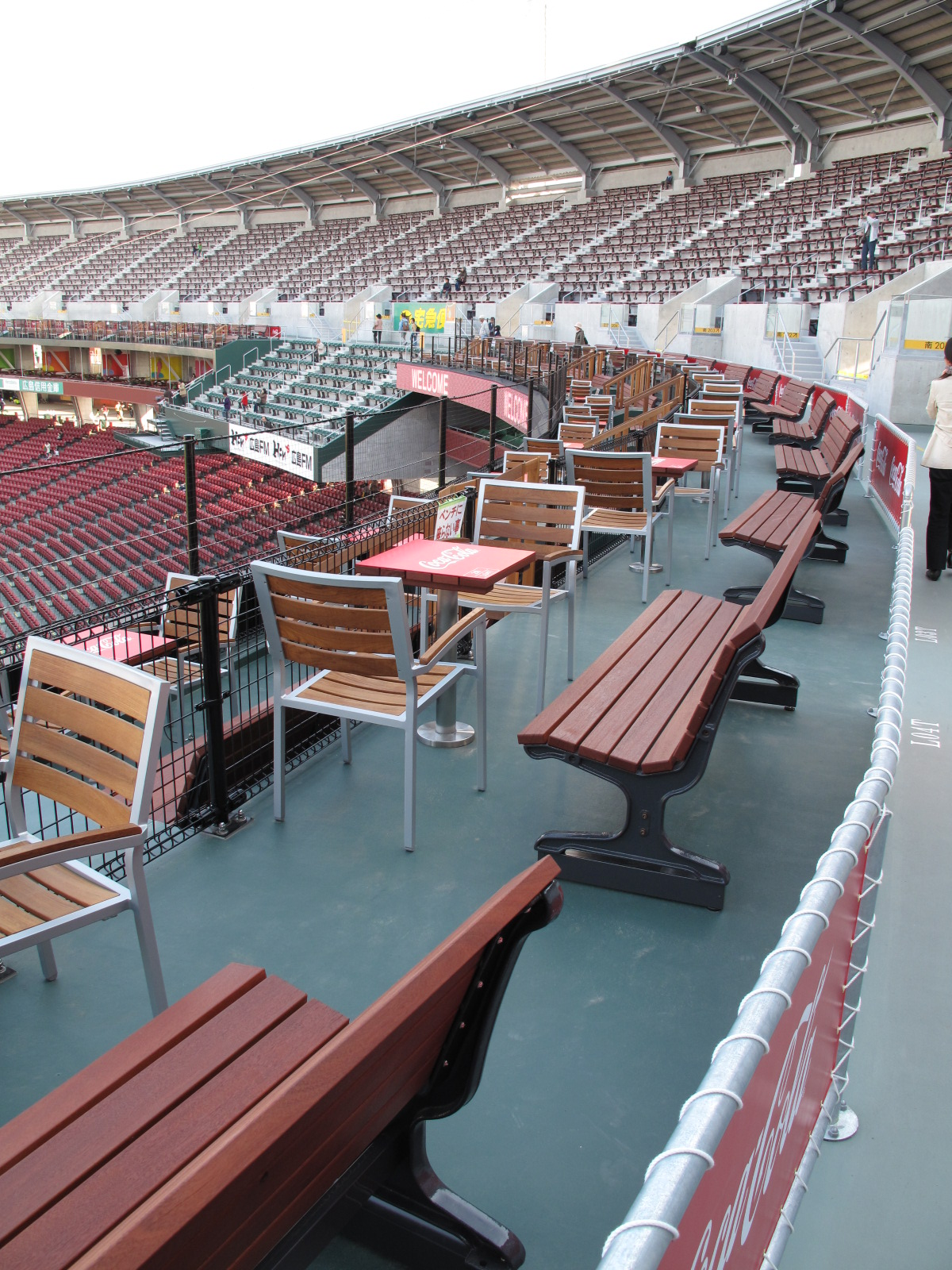
見晴らしの良い「コカ・コーラテラスシート」
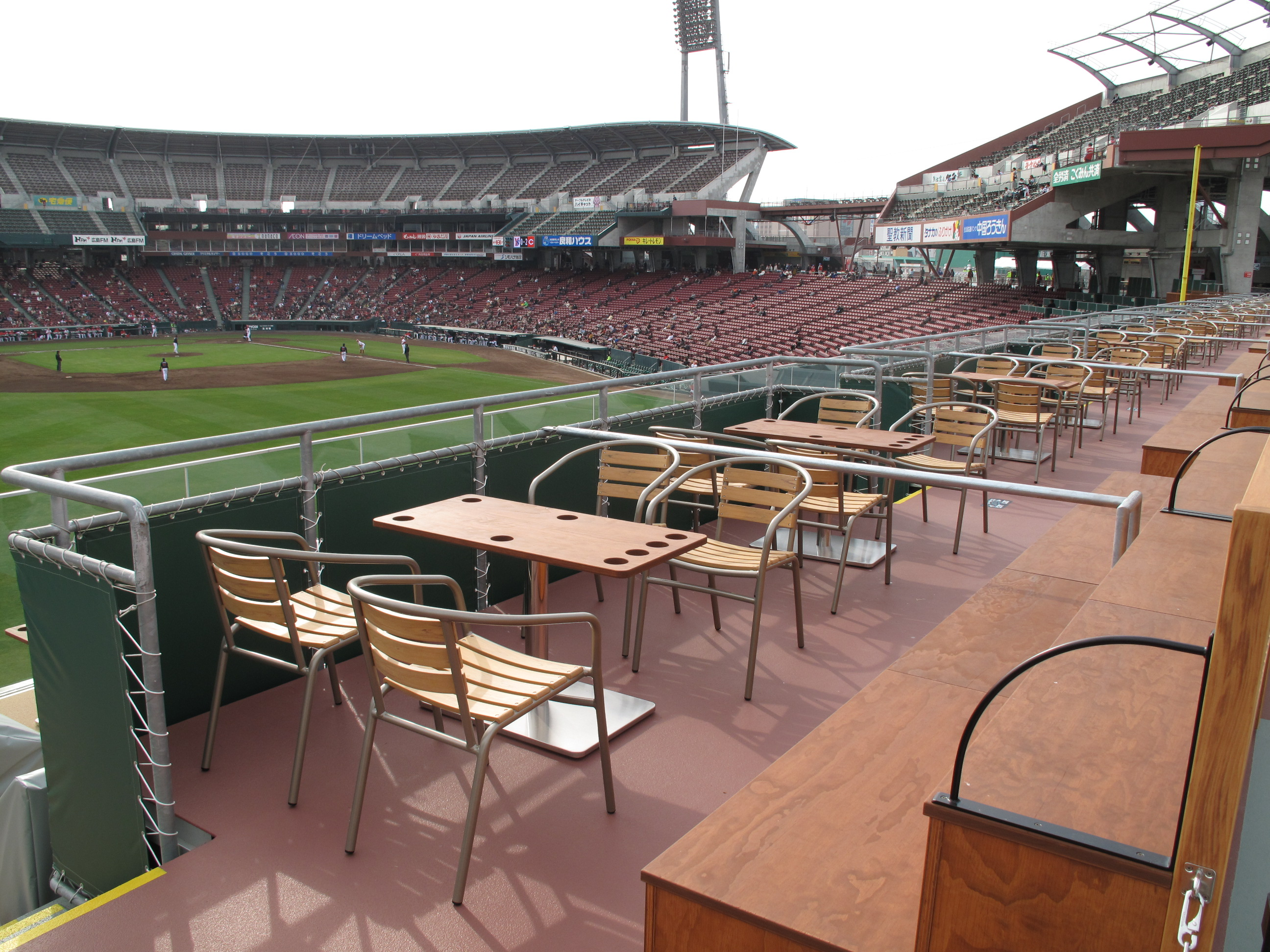
2013年に新設された「コージー（COZY）テラス」。車椅子での利用も可能
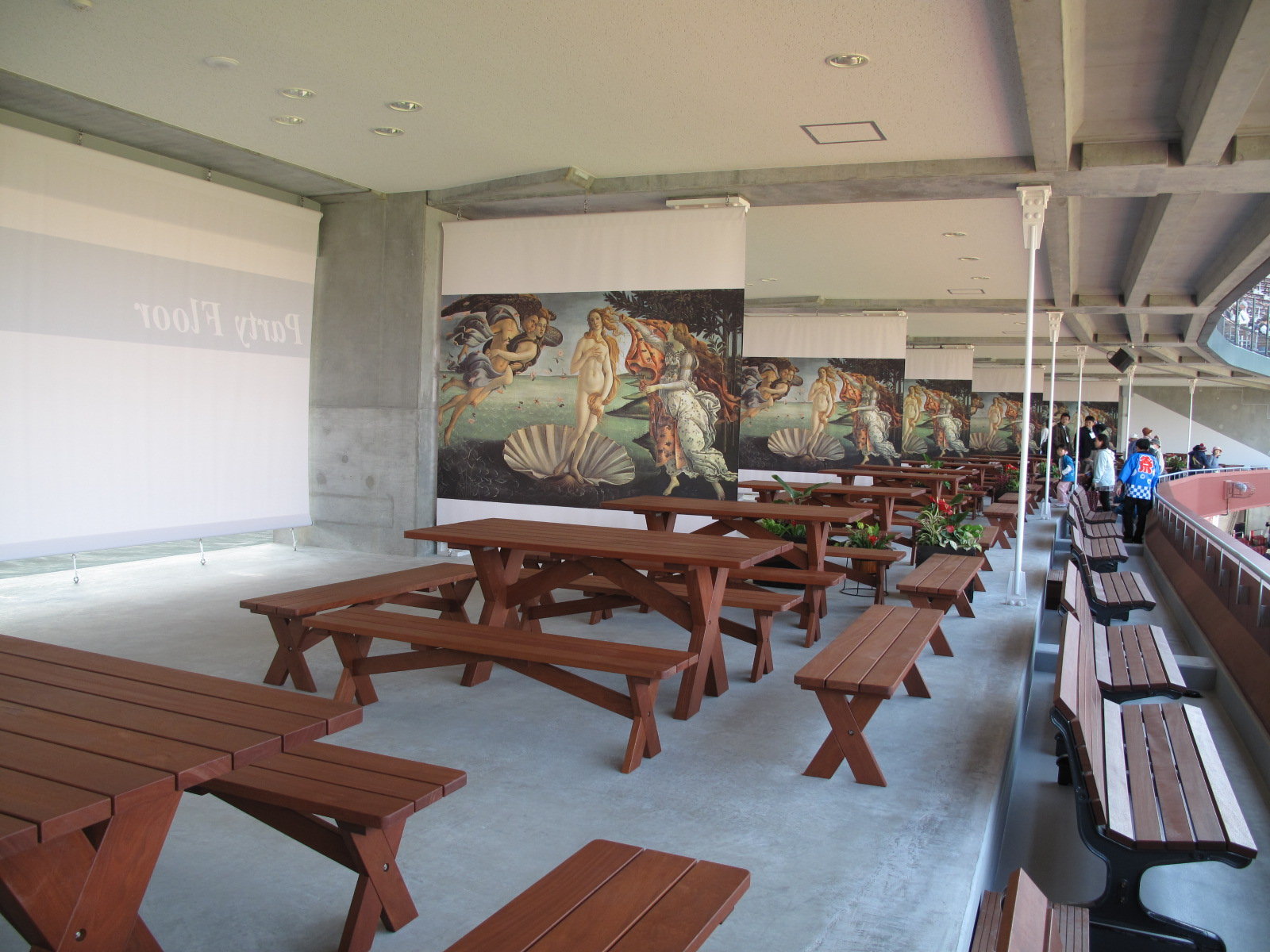
団体客を対象にした「パーティフロア」
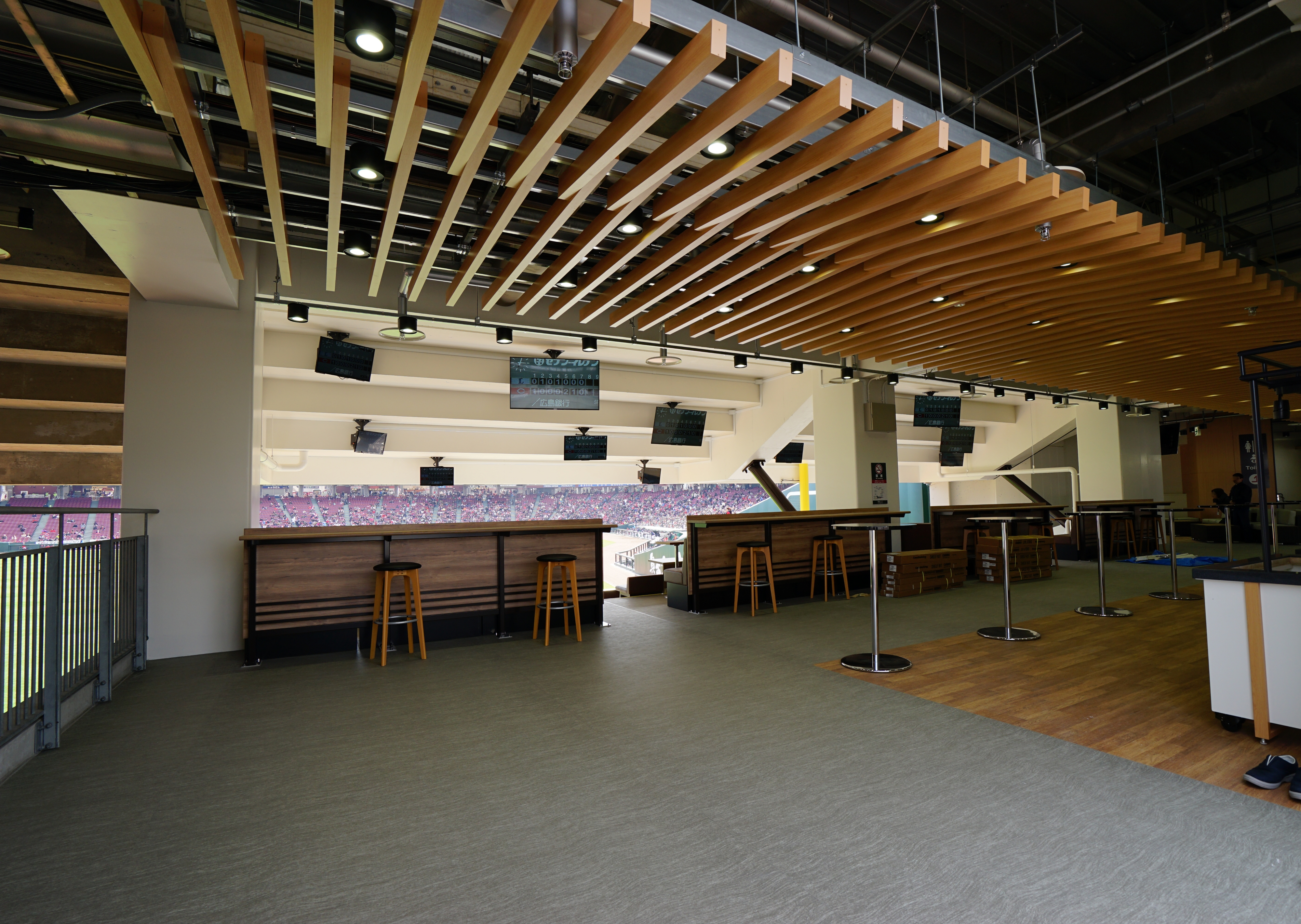
「食と団らん」をテーマに、2017年リニューアルした「パーティベランダ」
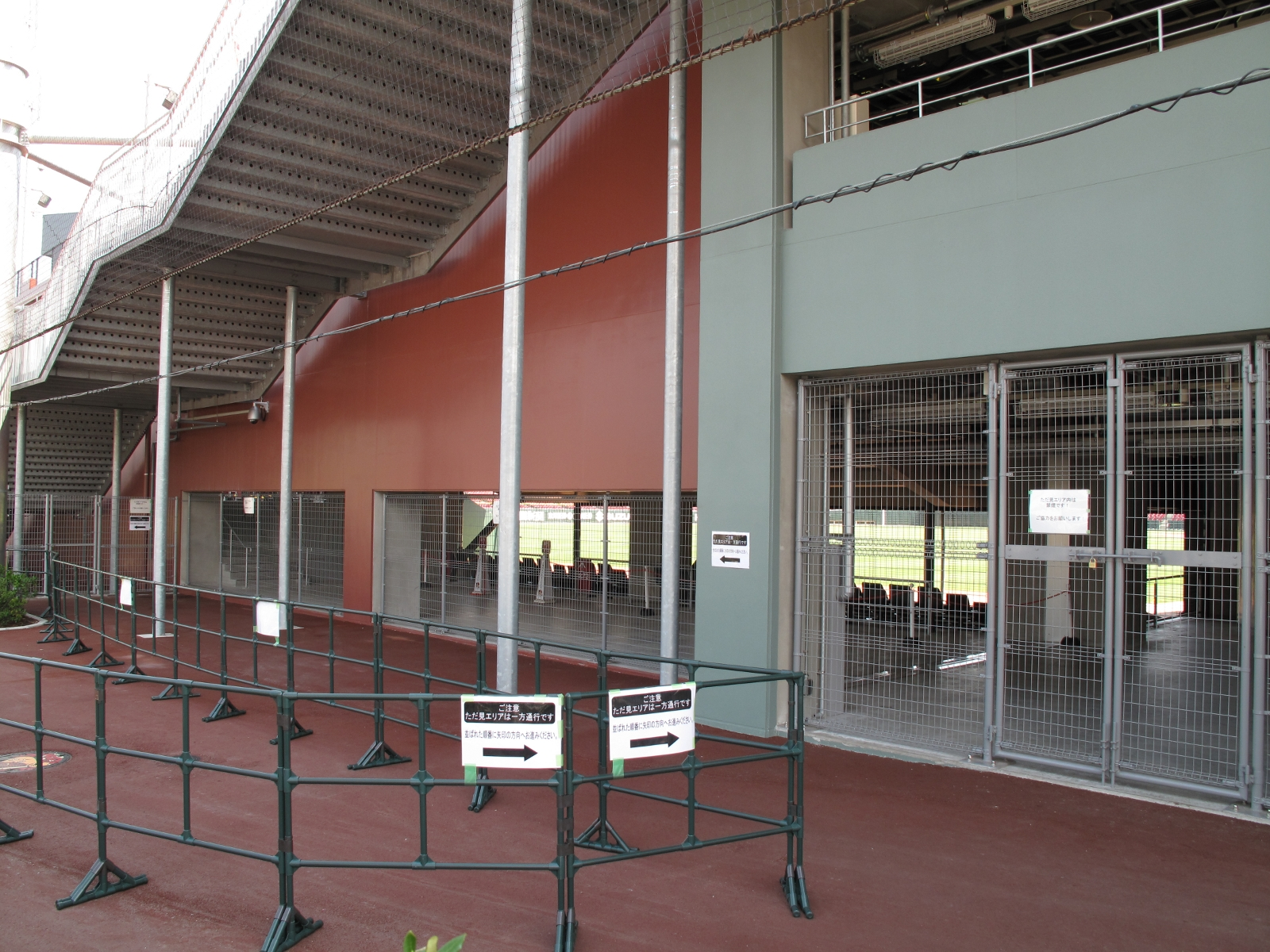
レフトスタンド後方に用意された、球場外から無料で試合を観戦できる「ただ見エリア」

## 球場付属施設の開発
本球場が建設された貨物ヤード跡地は、全体で11.6haの広大な土地であり、そのうち球場用地として利用されるのは中央部分の約5haである。残る球場を挟んだ東側と西側の未利用地には、プロ野球が開催されない日も賑わいを創出できるよう「集客施設」が建設される。
2006年9月に行われた球場設計コンペでは、設計者が球場設計案と共に、この未利用地の将来の整備イメージを提出することが認められており（広島市は参考意見として聴取）、最優秀案に選ばれた環境デザイン研究所案では、「鯉をイメージした躍動する屋根」「スポーツミュージアム」「平和広場（イベントステージ）」などが提案された。
2007年11月、正式に広島市はこの未利用地に集客施設を建設・運営する民間事業予定者の募集を行った。募集要項では、「景観的に球場とのバランスが取れていること」「JR列車からの景観に配慮すること」等が条件とされた。計画の策定が円滑に行われるようにするため、民間事業予定者に対してコンセプトやデザインの指導を行うマスターアーキテクトには、新球場設計者である環境デザイン研究所が任命された。
その後、2007年12月中旬までに5つの民間事業体から、アミューズメント施設、フィットネスクラブ、スポーツクラブ、温浴施設、観覧車などの集客施設の他、飲食、物販の商業系施設、併せてマンション、病院などを建設する概要案の応募があり、さらに2008年3月下旬までに、これら概要案を応募した5社のうち、3社から詳細な事業計画案が提出された（残る2社は失格、または辞退）。
選考委員会で審査した結果、三井不動産、コナミスポーツ&ライフ、ラウンドワン等で構成する民間事業体の計画案「Hiroshima Ball Park Town」が、「資金計画や出店企業が具体的で実現性が高い」「事業内容が近隣の商業施設と競合しない上、広域集客が見込める」などの観点から最優秀案に選ばれ、広島市は同年4月28日、新球場周辺の事業予定者とすることを正式決定した。
最優秀案は、球場西側地区（A地区1.8ha）を「観客を迎え、交流を育むライフスタイルセンター」とし、大型スポーツストア、コミュニティホテル、マンションの他、球場の利便性向上に貢献する商業施設として飲食・物販等のサービス店舗が整備される。一方、球場東側地区（B地区2.6ha）は「様々なスポーツ・レジャーを満喫できるスポーツ＆エンターテイメント」とし、大型スポーツクラブ、複合エンターテイメント施設が並ぶ予定である。西側地区は球場の玄関となる大型スロープと連結し、また東側地区は球場の大型コンコースに連結することで、球場と各施設を合わせた街並みに回遊性が生まれる計画である。土地購入費を含めた総事業費はA・B地区併せて160億円、新球場と併せて年間680万人の集客を見込むものとされた。
当初は最優秀案で提示された各施設の基本計画の策定を2009年2月に終了させ、実施設計を経て、2009年9月に球場東側地区（B地区）、2009年12月に球場西側地区（A地区）が着工する予定としていた。しかし、折からの急激な国内経済情勢悪化に伴い、主要企業以外に出店が見込まれていたテナントの事業参画交渉が難航しているとして、事業代表の三井不動産は2009年2月16日、基本計画書の提出期限延長を申し入れたため、広島市も了承し、工事着工は先延ばしされた。
2010年10月28日、三井不動産は「難航していたテナント誘致にめどがついた」として、策定が遅れていた基本計画書を広島市に提出した。この計画では球場東側地区（B地区）の先行整備を行うこととし、ラウンドワンに代わって、ウェアハウス・クラブ（会員制倉庫型卸売小売）チェーンのコストコホールセールを、さらにコナミスポーツ&ライフに代わってルネサンスを誘致するものとなった。さらに、これら集客施設と球場は接続されており、プロ野球開催時には集客施設・商業棟内に球場集客用の駐車場が200台分用意される内容となっている。B地区における総事業費は約100億円である。
これを受けて、広島市は基本計画と最優秀案「Hiroshima Ball Park Town」との整合性を精査、さらに球場西側地区（A地区）の整備を確約するよう三井不動産と協議を行った結果、2016年2月までに三井不動産がA地区の用地を購入することになった。こうして2011年1月14日に計画は承認され、2011年12月から球場東側地区（B地区）の工事が開始、2012年9月に「ルネサンス 広島ボールパーク店」、2013年3月に「コストコ広島倉庫店」がオープンし、さらに2014年8月にマンション（ボールパークレジデンス）が竣工する一方で、球場西側地区（A地区）は、球場東側地区に当初予定されていたアミューズメント施設の誘致を目指すとされ、引き続き計画の調整が行われた。
2014年1月8日、広島市は三井不動産が示した球場西側地区（A地区）の開発計画を承認したことを発表した。大型スポーツショップ出店が計画されていたプロムナードの北・球場寄りのエリアは広島球団が三井不動産から土地を買い取り、総工費16億円をかけて広島球団史上初となる球場と隣接した屋内練習場が建設されることになった。この練習場は45m四方のグラウンドと4つのブルペン、4台のピッチングマシン、さらに2階、3階には多目的室を備えており（3階多目的室は炊事・調理が可能）、従来の大野練習場より広い3,206m2の空間が確保されている。さらにプロムナード北・入口部分のホテル・賃貸アパート建設を計画していたエリアには15階建てのマンション（ボールパークレジデンスII(仮称)）が建設され、球場完成以後は駐輪場やシャトルバス乗り場として利用されていたプロムナード南エリアは、アイ・ケイ・ケイによるゲストハウス型の結婚式場が誘致されることになった（これに伴い、駐輪場はプロムナード下に移設された）。A地区における総事業費は約66億円である。
東側で計画を断念したアミューズメント施設は西側でも実現しなかったものの、1軍選手用の施設とされる広島球団の屋内練習場は3階部分にプロムナードに連結した歩行デッキが設置され、ファンが気軽に練習風景を見学できるようになった。また少年野球教室等のイベントにも活用されている。さらにゲストハウス型結婚式場には一般利用可能のカフェとレストランが併設されている。
屋内練習場と結婚式場は2015年3月に竣工、マンションは2016年10月末に竣工し、これをもって球場西側地区（A地区）および東側地区（B地区）における付属施設の開発は完了した。

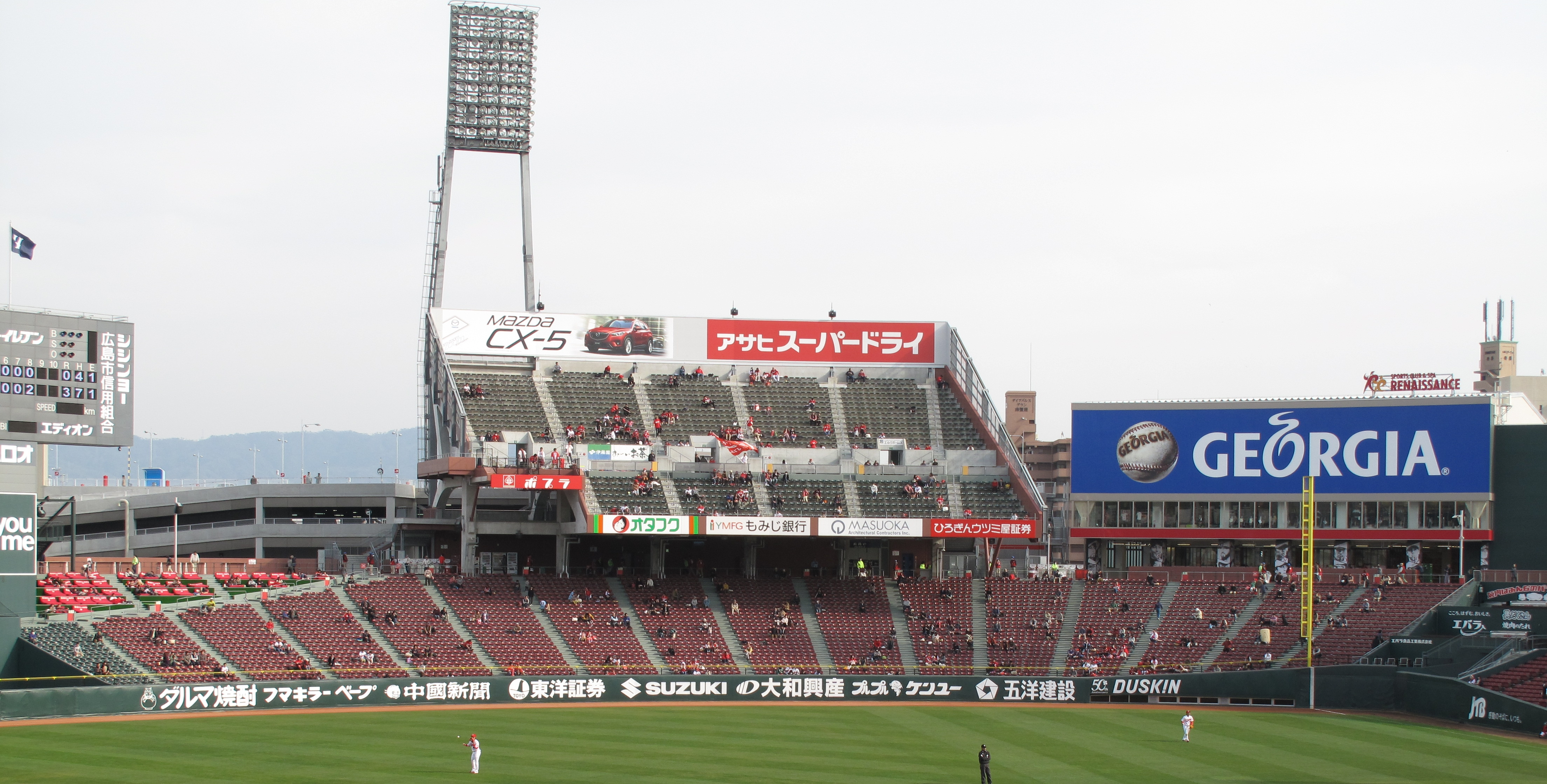
完成した球場東側地区・集客施設の全景
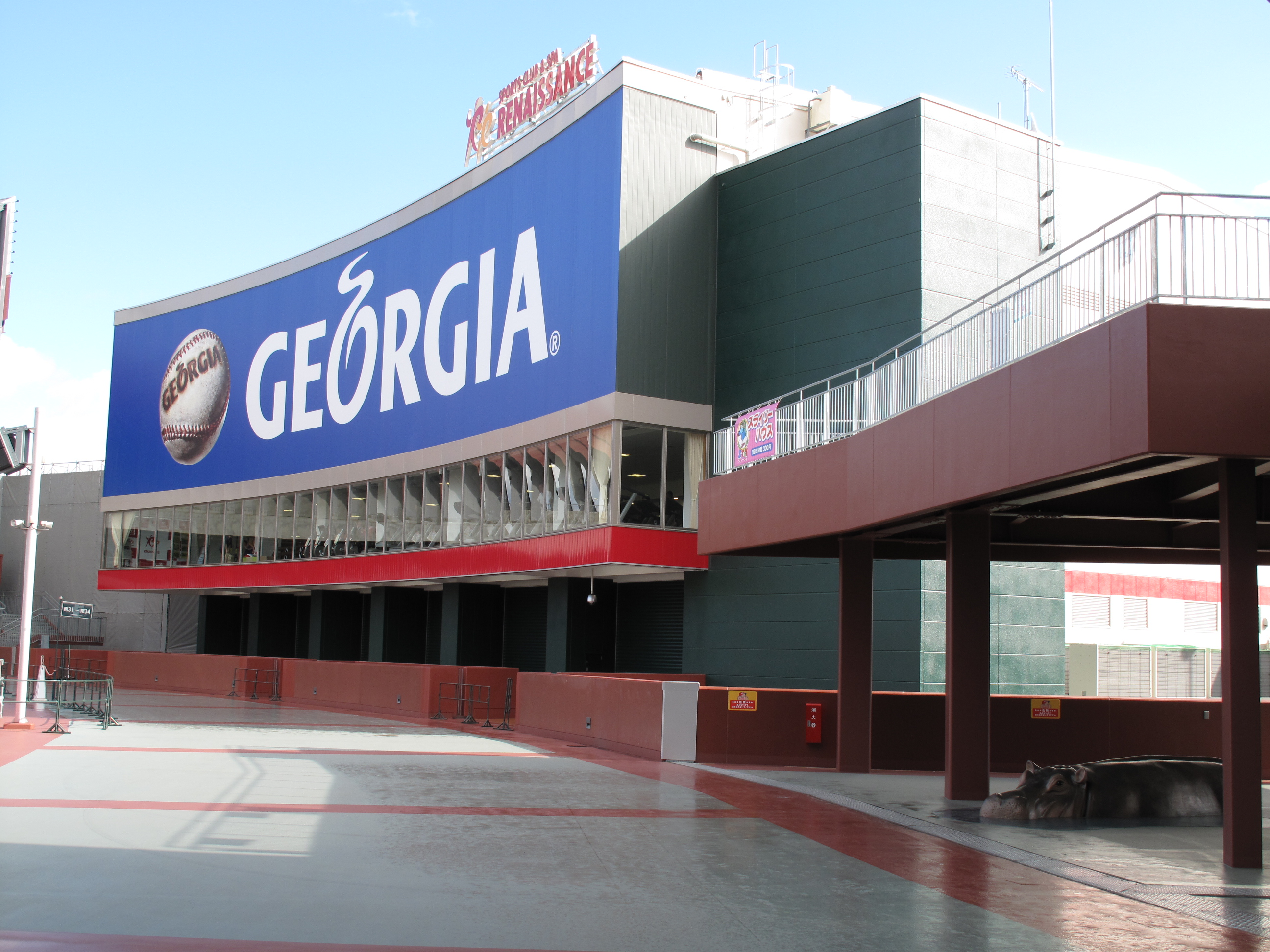
2012年9月にオープンしたルネサンス棟（球場内側）
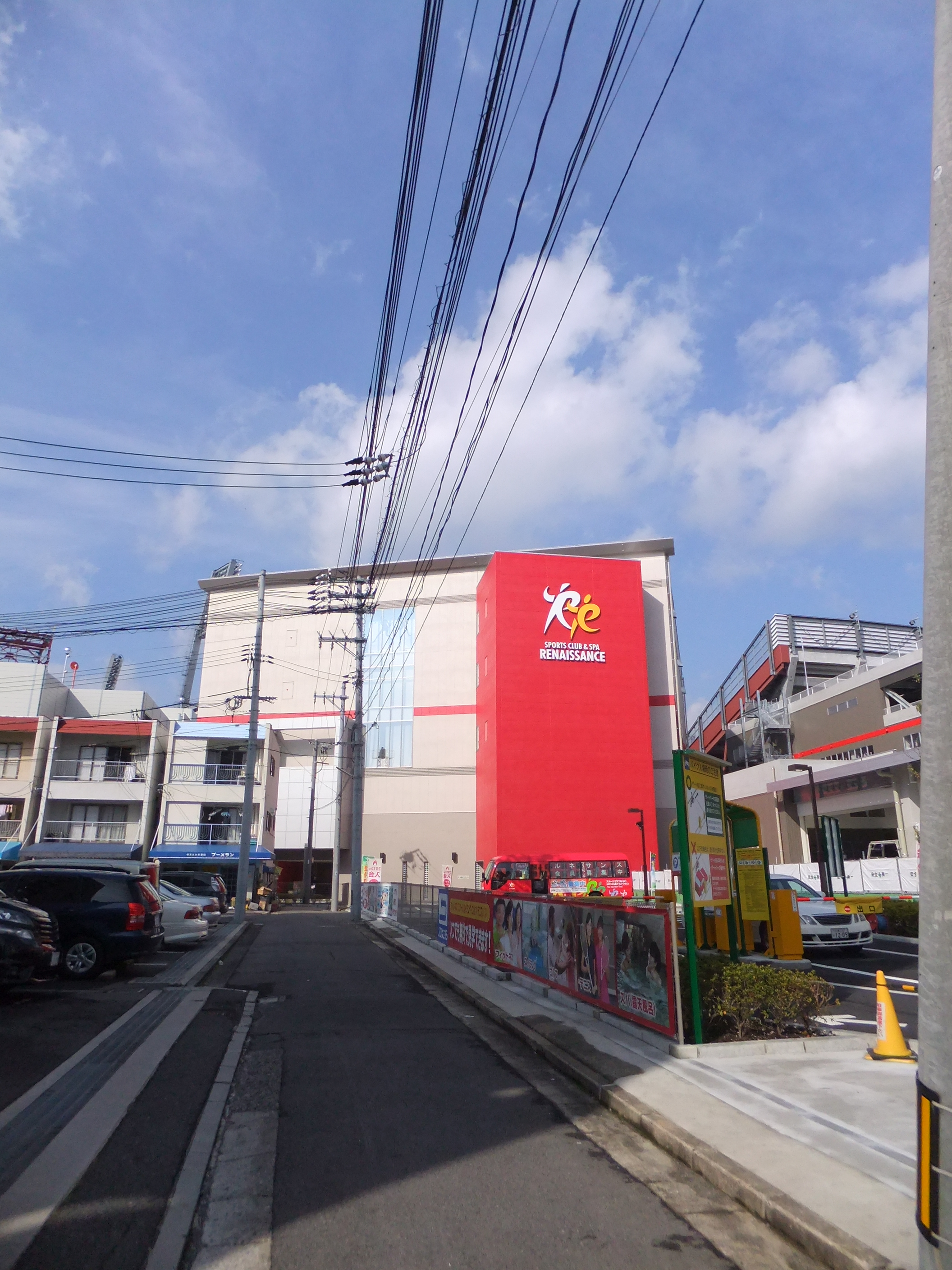
2012年9月にオープンしたルネサンス棟（球場外側）
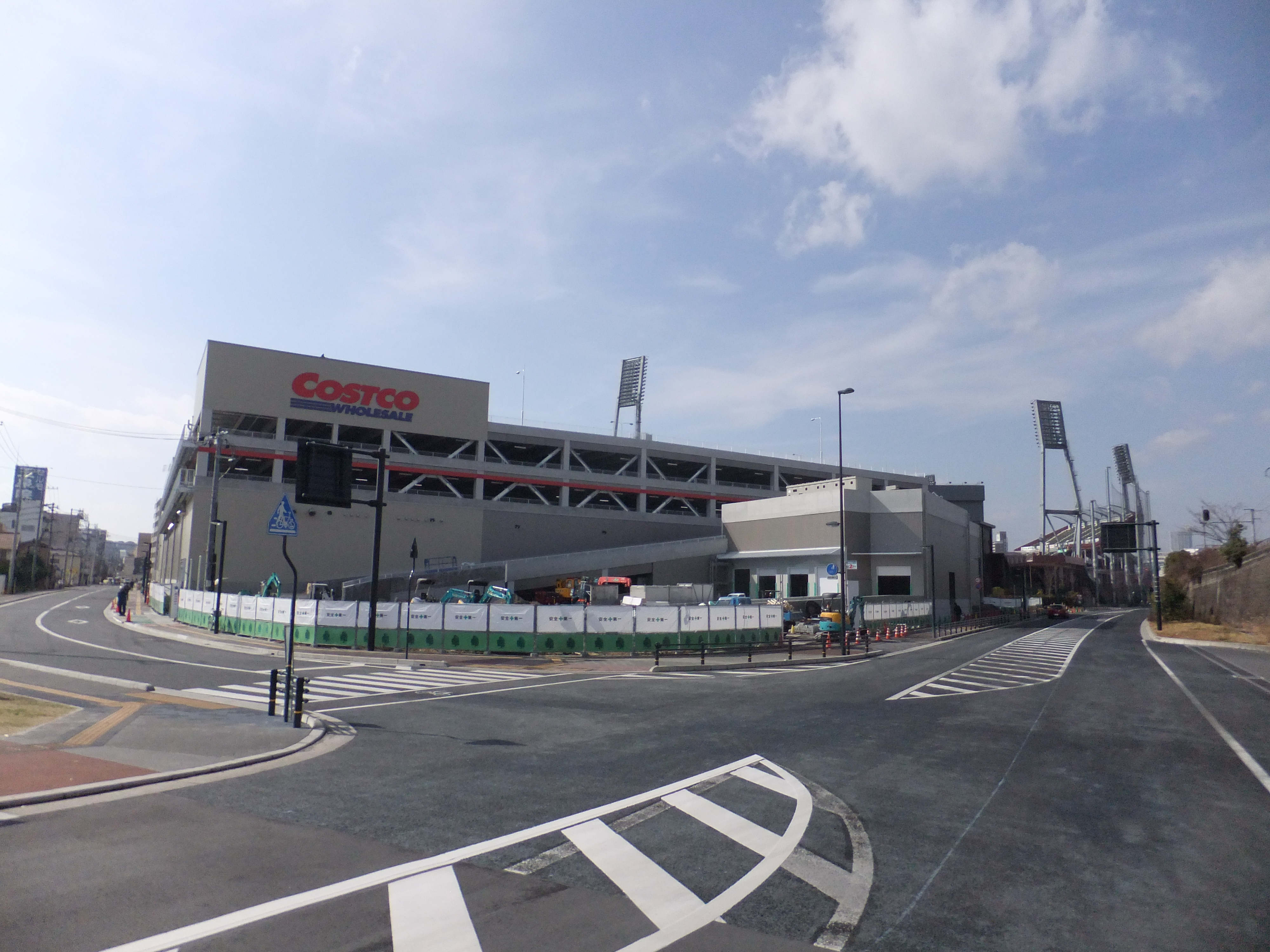
2013年3月にオープンしたコストコ広島倉庫店
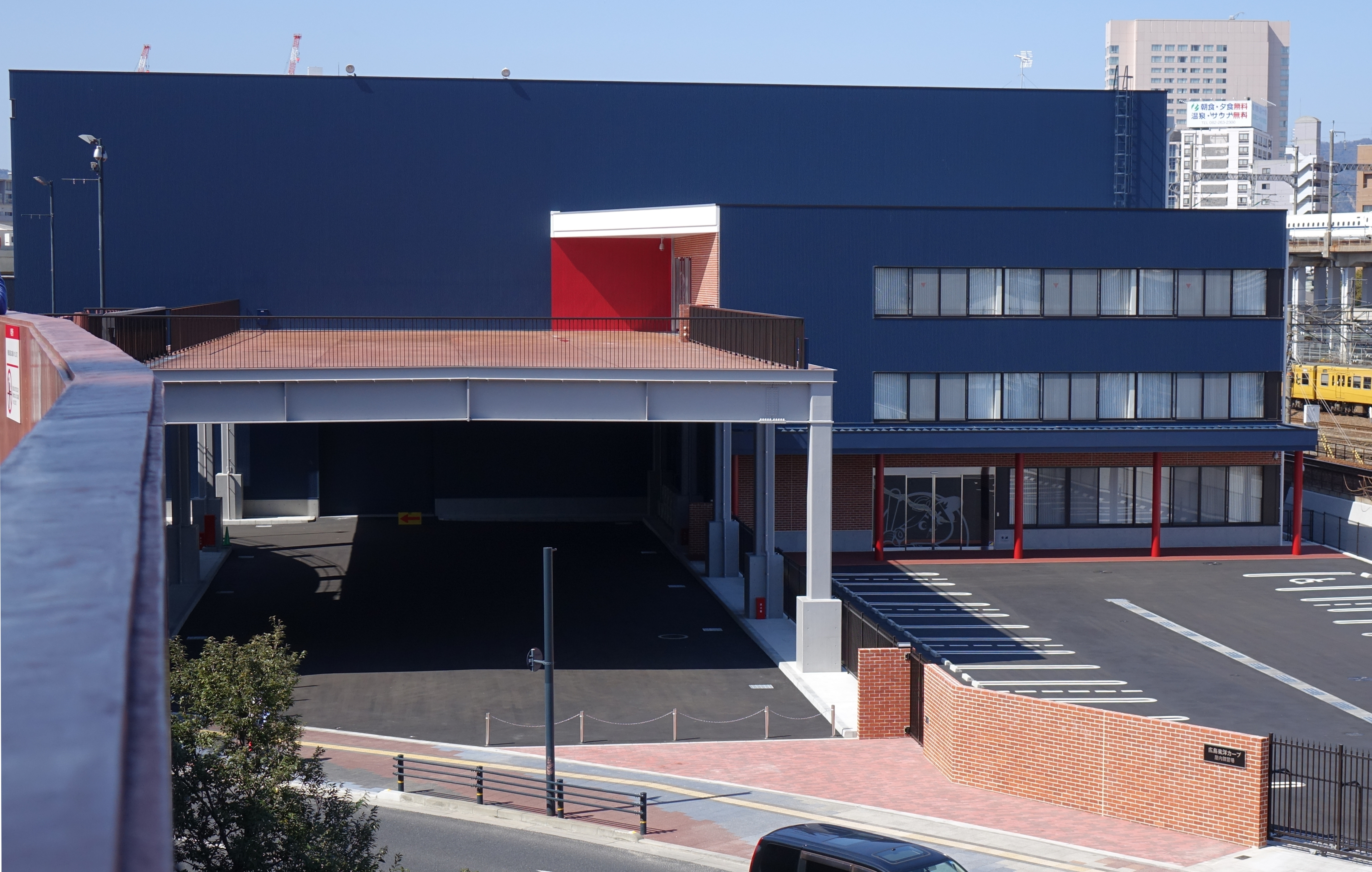
2015年3月に完成した広島球団の屋内練習場
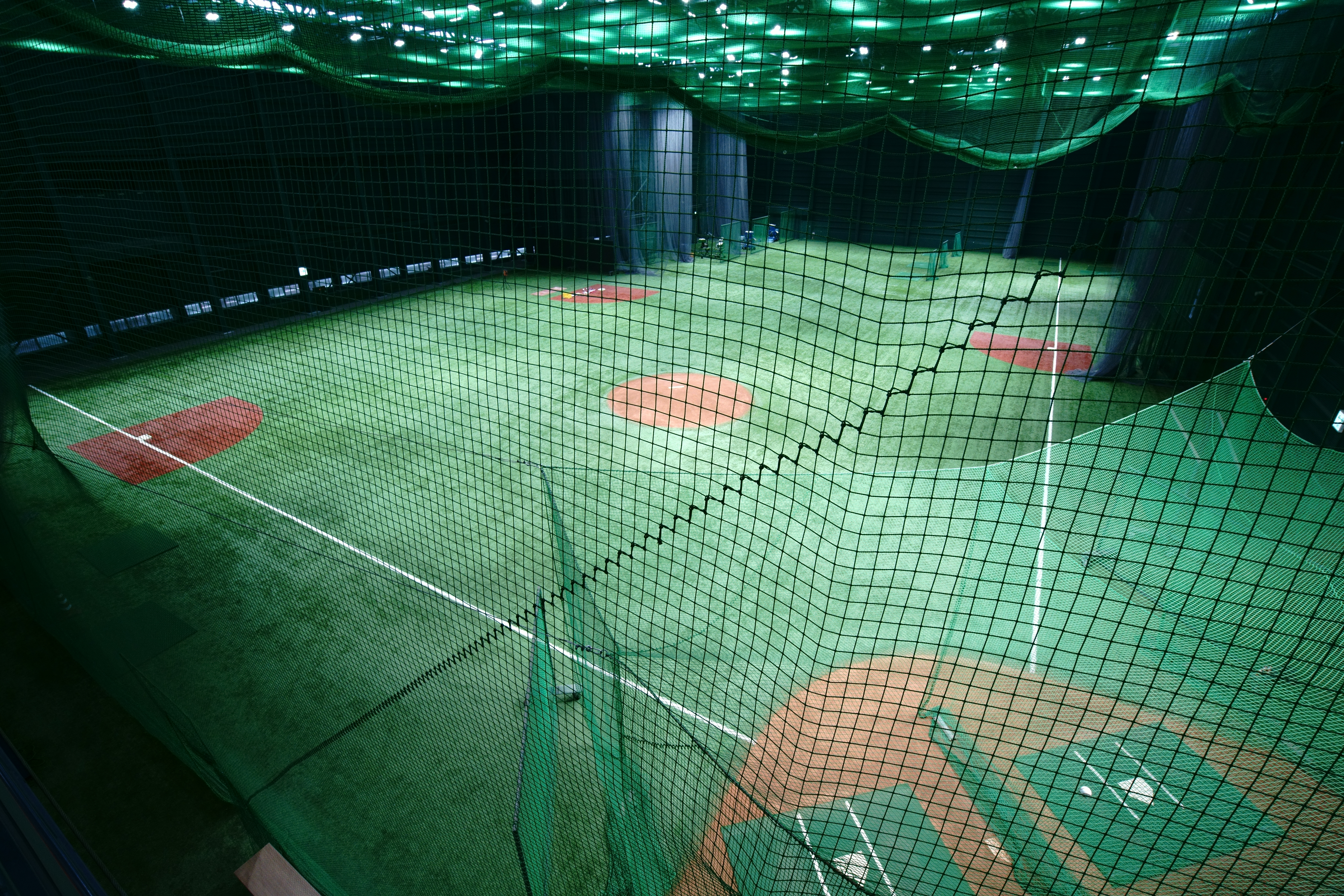
屋内練習場内部。手前に内野ダイヤモンド、その奥に打撃練習用スペース
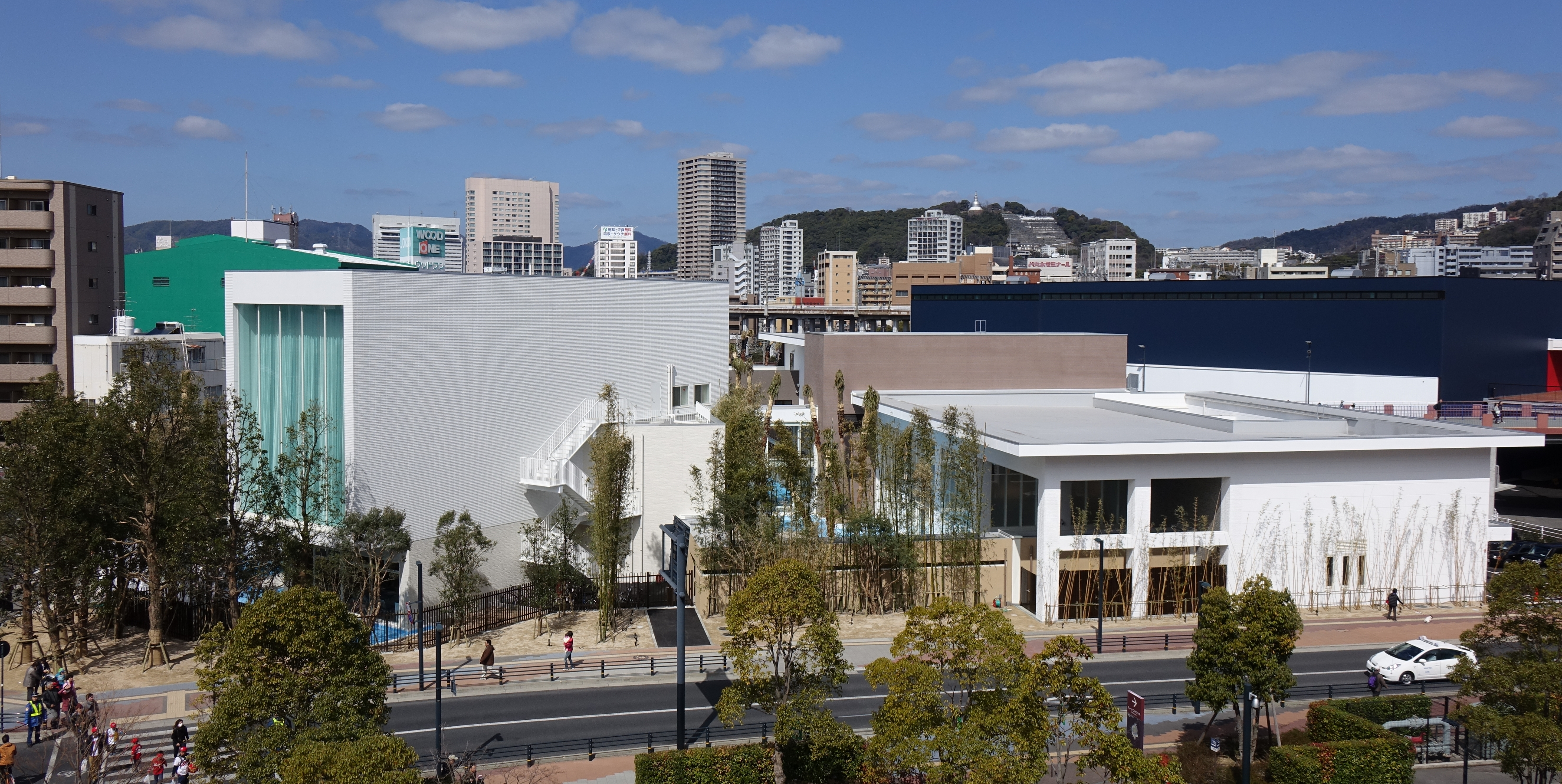
2015年3月にオープンしたゲストハウス型結婚式場

## 現状の課題とその対策

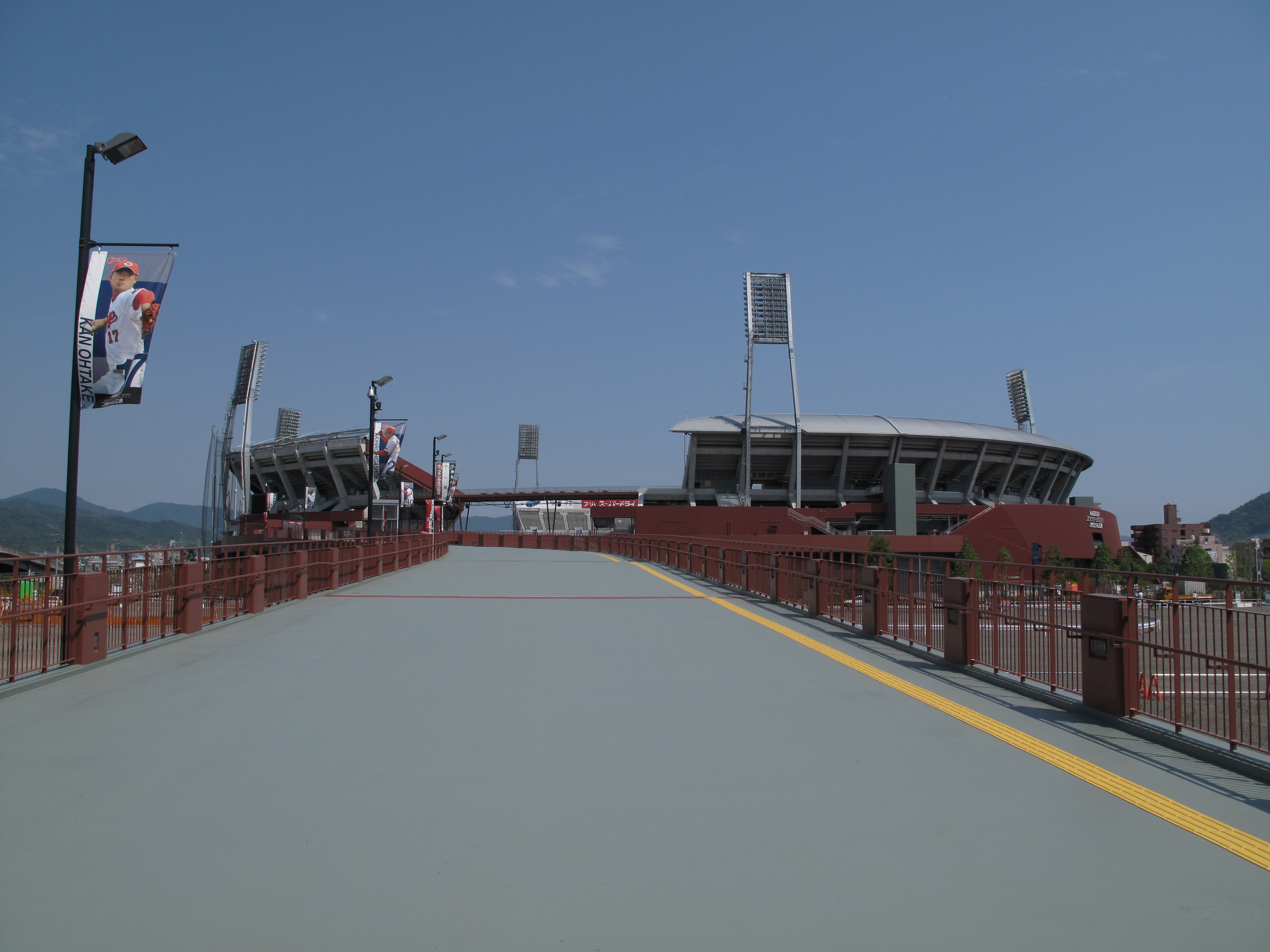
広島駅から観客を誘導する球場西側の大型スロープ

本球場はMLBのスタジアムに範を取り、従来の日本の球場にない特徴を備えているが、その結果として、当初は様々な運用上の課題が出たため、各種対策を行っている。
広島球団の意向もあり、新市民球場では従来の外野に加えて内野にも天然芝が植えられている。そのため初代広島市民球場で行われていた少年野球・ソフトボールは、プロ野球・高校野球に比べて塁間距離が約4〜10メートル短く、そのままでは二塁ベースを天然芝の部分に設けざるを得ず、天然芝の部分をベースランニングすることとなり芝を傷める原因となるとして、広島市は当初「これらの試合の受け入れは困難」との認識を示していた。しかし、旧市民球場を利用していた少年野球関係団体などから「子供達の夢を奪わないでほしい」等の陳情を受け、再検討した結果、試合間隔を空けること、内野天然芝を保護するシートを敷くこと等により対応している。
また試合観戦の臨場感を重視したため、MLBのスタジアムでは当然であるが、日本の球場としては珍しくダグアウト上部以外に観戦の妨げになる内野フェンスは設置されていない。これは観戦者にとっては非常に都合が良いものの、高校野球の応援におけるブラスバンドは、「グラウンドに背を向けて演奏するため打球に対する安全性が確保できない」として2009年は禁止されていた。2010年以降は、各出場校の野球部員が演奏の脇でグラブを持ち打球に対処することを条件としてブラスバンドは解禁された。
一方、球場に隣接する駐車場については周辺道路事情を考慮して事前予約制とされ、一般車両・大型バス含めて約500台分用意されるが、球場駐車場に駐車できない観客は、他の広島市内各所の駐車場を利用する必要がある。そのため球場までの交通手段についてはJR広島駅からの徒歩が主となる。その対策として（詳細後述）、歩いてくる観客を迎え入れる球場西側の大型スロープ「広島市西蟹屋プロムナード」に加えて、球場完成までにJR広島駅南口からスロープ入口に至る道路（距離約600m）を中心とした整備（車道と歩道の分離等）が行われた。さらにこの道は、往来の集中が予想される試合開始前・終了後の1時間、車両の進入を禁止し、歩行者専用道路となる。
一方、JR西日本でも広島駅南口改札の増設（2017年5月28日、橋上化に伴い廃止。改札を集約し、中央口となる。）、広島駅南口地下改札口の利用時間延長を行うと共に、東隣の天神川駅からの利用も想定して天神川駅下りホームの改札口増強・精算機新設（に伴う列車停止位置の変更に対応するためのホーム延伸）を行った。さらに、ナイトゲーム開催日には、広島駅から臨時列車「赤ヘルナイター号」を運行開始した。2016年からはデーゲーム開催日にも運行されるため、臨時列車の名称は「赤ヘル号」に変更された。詳しくは、広島シティネットワークを参照。
また、球場周辺には駐車場とは別に、自転車・バイク利用者の利便性を図るため、球場南側と北側、さらに西側の未利用地も利用して約2000台分の駐輪場が用意されていたが、西側未利用地の再開発が進んだ結果、2015年5月、この部分の駐輪場はプロムナード下に移設された（540台分）。この西側駐輪場の縮小に伴い、球場東側のコストコ横に新たな駐輪場が用意されている。

## 一般開放
本球場は、2009年11月からは市民の希望者に対して一般開放が行われている。内外野の天然芝を育成・保護するため、以下の使用条件が定められている。
1. 1日1団体のみに貸し出し
2. 1日5時間までの使用
3. 最大2試合まで
4. 使用するスパイクは、裏面が金属製以外のもの

最初の開放日と予定されていた2009年11月14日の使用抽選は同年10月3日にマツダスタジアムで行われたが、球場への高い関心もあって108団体が応募、さらに11月21日、22日の使用抽選も10月4日・5日に続けて行われたが、88倍・60倍という高倍率となった。
2010年以降も一般開放はシーズン中から2月中旬まで行われているが、4月・9月・10月は貸出していない。12月・1月・2月は競争倍率が10倍以下の日もあるものの、球場への関心の高さに加え、利用制限があることも手伝って、同時期の旧市民球場の使用抽選倍率よりも高い。

## 大州雨水貯留池

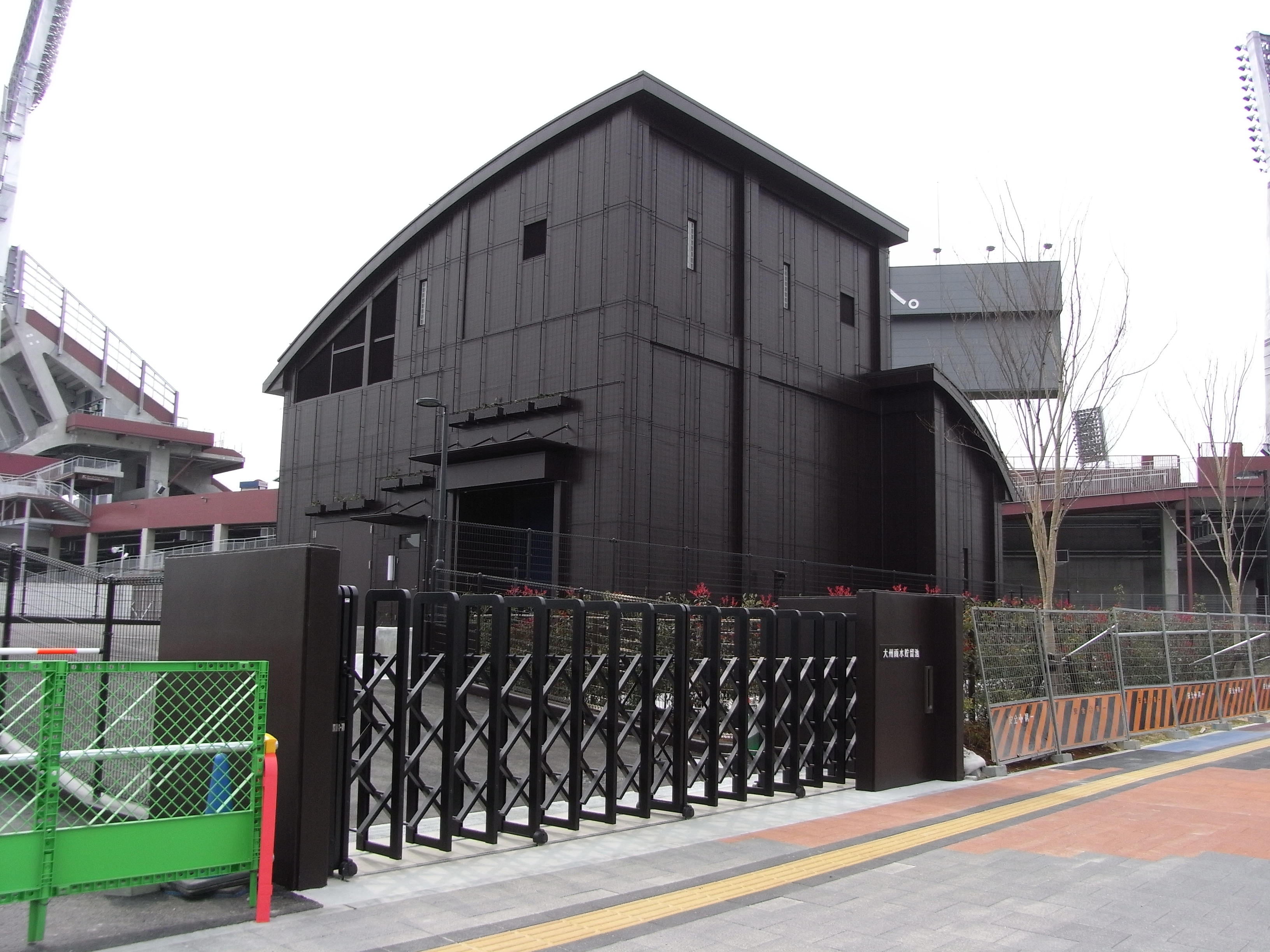
新市民球場地下に存在する大州雨水貯留池の関連建物

本球場グラウンド地下には集中豪雨時等、広島駅を含めた球場周辺地域の雨水を溜め込むことで、浸水被害を防ぐ大州雨水貯留池が設けられており、スコアボード裏には関連建物がある。
局所的な集中豪雨に対応するため、現在、各都市において雨水貯留管の建設など様々な雨水対策が進められているが、都市地下に巨大なシールドトンネルを築造する工事は多大な費用と長い期間を必要とするため、財源確保と工期短縮は大きな課題となっている。このような中、広島市では、新球場の地下に周辺地区の雨水の流出抑制と再利用を行う大容量の貯留池を建設するという構想を打ち立てる。貯留池の建設は2006年11月より開始され、球場着工直前の翌2007年11月に完成した。総工費は45億円。
貯水量は1万5000m3。直径100m、高さ3.5mの円筒形で、溜め込まれた雨水は大洲下水処理場で処理される。この貯留池へ雨水を流入させるため、球場周辺には直径0.9mから2.2mの雨水流入遮集管が総延長で約900m整備された。その結果、JR広島駅周辺の市街地を含む大州排水区（533ha）は、従前1時間あたり20ミリまでの降水量にしか対応できなかったが、2.6倍に当たる53ミリまで対応できるようになった。
また、貯留池に貯められた雨水の1000m3分は、施設の濾過装置を通すことで、本球場の天然芝への散水やトイレ用水として利用されており、水道料金の軽減に大いに役立っている。

## 交通機関
鉄道

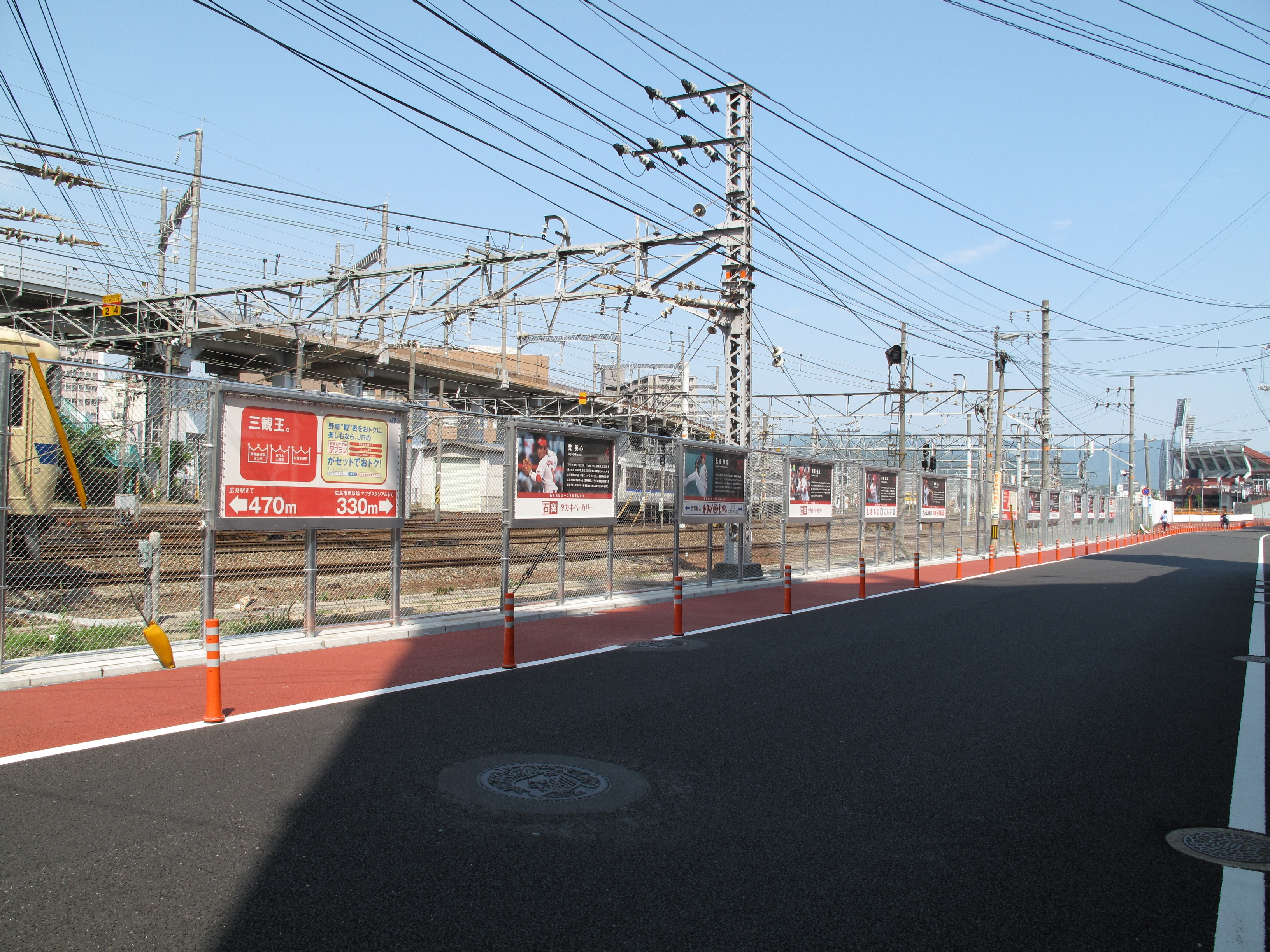
メインアクセスとなる広島駅から新市民球場まで続く道、試合開始前・終了後の1時間は歩行者専用道路となる

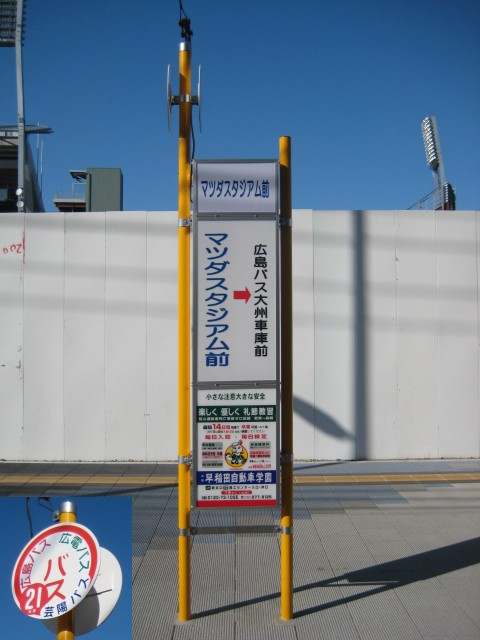
マツダスタジアム前バス停（向洋・海田方面）

- 広島駅（JR西日本・広島電鉄）南口から、山陽本線の線路敷地に沿って徒歩約10分（メインアクセス）
- 天神川駅（JR西日本）から徒歩約15分

路線バス
- 広電バス・広島バス・芸陽バス
  - 「マツダスタジアム前」バス停から徒歩3分

2009年3月28日に、広島電鉄・芸陽バスの「大州一丁目」バス停と広島バスの「南蟹屋」バス停が球場前に移転統合し、名称変更された。
広島駅・八丁堀方面ゆきは広島バスのみ停車し、広電バス・芸陽バスは全て通過する。
  - 「広島バス大洲車庫前」バス停から徒歩8分

広電バス・芸陽バスを海田・向洋方面から利用する場合の最寄りバス停となる。（広島バスも停車する）

シャトルバス（運行終了）
- 当初は新球場へのアクセスが懸念されたため、広島市が各所と協議した結果、2009年以降、試合終了後に広島電鉄が「マツダスタジアム前」バス停から八丁堀・紙屋町に至るシャトルバスを5分間隔で30分間、随時運行していた（ただし、試合時間が3時間45分を超える場合は試合開始3時間45分後から運行開始）。
  - 段原蟹屋線から平和大通りを経由、新天地・八丁堀・本通りの3ヶ所に停車（球場から本通りまで約20分）。
  - 実際はアクセスに大きな問題はなく、利用者数が予想を下回ったため、2014年7月18日をもってシャトルバスの運行は終了した[73]。

## 備考
- 2015年10月まで、球場のフィールド内で野球に関連しない興行・イベントは行われていなかった。
  - ただし、2009年6月11日にマツダ・アクセラ（2代目）のプレス・関係者向け新車発表会をコンコースで行なった （参照動画：新型マツダアクセラ発表会 in マツダZoom-Zoomスタジアム） ほか、東友会（マツダとの取引がある自動車部品メーカーの組合）主催で毎年8月下旬から9月上旬の日曜日に開催しているマツダ車の展示・試乗（試乗は球場外）やサッカー教室などのイベント『来て見て乗ってみん祭』が本球場のコンコースおよび周辺で行われている（2009年以降。2014年は8月31日に行われる予定であったが同月20日に発生した広島市土砂災害の被害を甚大さを考慮し、イベント中止となった）。
  - 2015年11月28日に奥田民生が同球場初のコンサート『ひとり股旅スペシャル＠マツダスタジアム』を開催した[74]。ちなみに奥田は（初代）広島市民球場でも2004年10月30日に同球場初のコンサート『ひとり股旅スペシャル@広島市民球場』を行っている。
- 2013年・2014年シーズンはクライマックスシリーズに広島が進出したことを受け、本球場でパブリックビューイングが実施された。
  - 2013年シーズンはまず10月12日・13日のファーストステージ・阪神戦（阪神甲子園球場）と、10月18日-21日のファイナルステージ・巨人戦（東京ドーム）で実施。10月9日から無料の整理券がマツダスタジアムや地元メディア局にて行われたが、予定枚数に達し即日終了した。通常は内野指定席となる部分を解放し、コンコース内の売店も通常通り営業した。試合の模様はアストロビジョンに放映され、打順表示やスコアも通常と同じように表示。鳴り物などでの応援は禁止されたが、ジェット風船は甲子園と同じく7回表（普段は7回裏）のカープの攻撃の前に「それ行けカープ」を流し行った。またCCダンスも6回イニング前に実施。主催は中国新聞と試合中継実施局（ファーストステージは12日広島テレビ、13日広島ホームテレビ。14日に行われた場合は中国放送が担当予定だった。ファイナルステージは全試合広島テレビ）。
  - 2014年シーズンも10月11日・12日のファーストステージ・阪神戦（阪神甲子園球場）で実施。前年とほぼ同様の体制で行われたが、今回は事前に整理券を配布せず、1階内野指定席部分（15,000席）を先着順で開放し、定員に満たした時点で入場を制限する体制に切り替えた。
- 移転前を含め長年、これまでビジターチームが勝利した時のヒーローインタビューは球場内のスピーカーから聴くことは出来なかったが、2012年シーズンのみインタビューが場内に流された。ただし2013年シーズンからは再びインタビューは流れなくなった。その代わり球場内各所に設置してあるモニターにて映像のみが流されていたは「スコアボードのビジョンには何も表示されなかった。しかし2023年5月26日の東京ヤクルトスワローズ戦から他球場に倣う形でビジターチームのヒーローインタビューも音声付きでビジョンで流すことが公式でも発表された。
- 本拠地としている広島東洋カープが1991年のリーグ優勝を最後に日本シリーズに進出していなかったが、2016年に25年ぶりにセ・リーグ優勝、さらに2016年CS-FINALも突破したことで日本シリーズ出場権を獲得し、2009年開場以来初めて本球場で日本シリーズが開催された。
  - 開場から2016年度までセ・リーグ優勝監督およびCS制覇チーム監督の胴上げは一度も行われなかったため[注 26]、本球場での開催試合（第6戦）で2016年の日本シリーズを制覇した北海道日本ハムファイターズ監督（当時）の栗山英樹が本球場での初代胴上げ監督となった。セ・リーグペナントレースでは2024年9月28日に読売ジャイアンツの阿部慎之助監督がセ・リーグとして初代胴上げ監督となった。
- 2017年6月23日、広島東洋カープ対阪神タイガース10回戦で、1回裏に1番・田中広輔の放った打球が、外野フェンスのラバーが切れて撓んでいた個所にダイレクトで入るという珍事があった。審判団によるリプレー検証の結果、田中は二塁打と判定されてプレーが再開された[75][76]。
- 2025年8月3日、広島東洋カープ対中日ドラゴンズ17回戦で、9回表に中日が代走を送った際に選手交代の場内アナウンスが流れず、審判団が放送席へアナウンスを促すもうまく流れず何度もやり直すなど、音響トラブルで試合が一時中断された。そのままアナウンスがないまま試合が進行して終了。試合後も復旧できず、ヒーローインタビューが中止になる事態に見舞われた[77][78]。